# Toyota Corolla

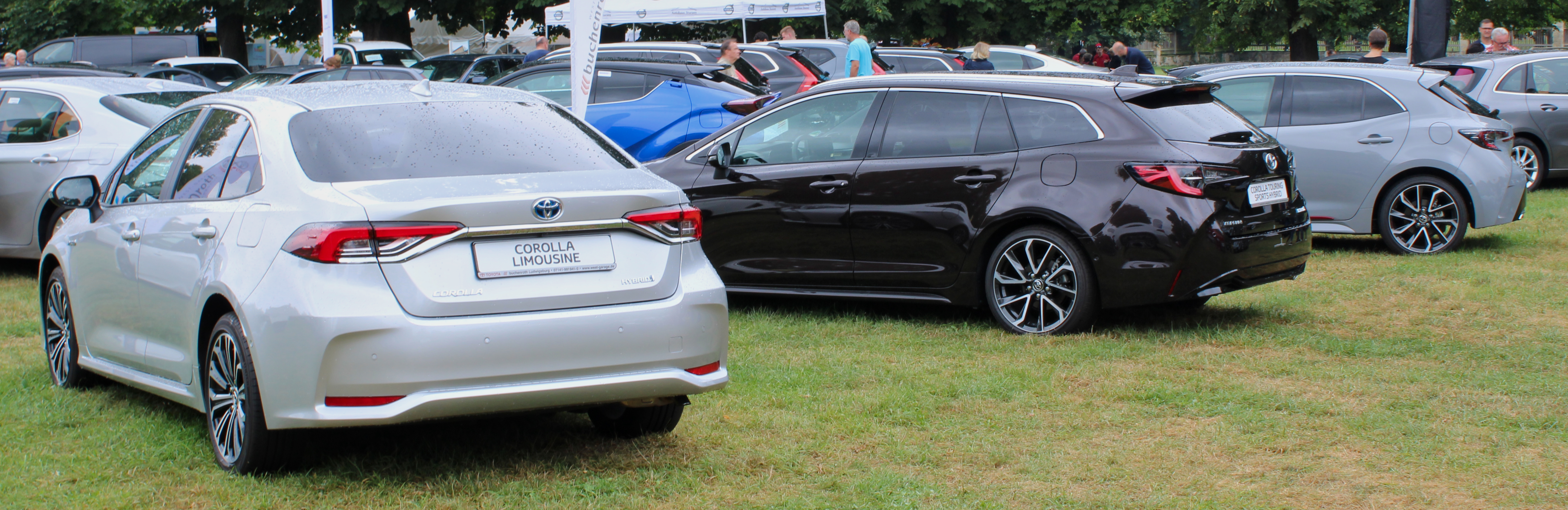
Die aktuelle Corolla-Generation wird als Limousine, Kombi und Schrägheck produziert.

Toyota Corolla ist die Modellbezeichnung für einen Pkw der unteren Mittelklasse, später der Kompaktklasse, welche von der japanischen Toyota Motor Corporation seit Mitte 1966 für eine Reihe unterschiedlicher Pkw-Modelle verwendet wird.
Vom Corolla hat das Werk im Laufe der Zeit eine Vielzahl unterschiedlicher Varianten abgeleitet, die häufig auf Japan beschränkt bleiben und dem Zweck dienen, die verschiedenen Vertriebsnetze des Herstellers zu bedienen. Zu den bekanntesten gehören der Sommer 1968 eingeführte Corolla Sprinter (höherwertig ausgestattete Version), der Corolla Levin (Coupé-Versionen) und der Sprinter Trueno (die Coupé-Version des Corolla E70 mit Hinterradantrieb). Zuletzt kam der Minivan Corolla Verso ins Angebot.
Während der Corolla im Frühjahr 2007 zugunsten des Auris von den europäischen Hauptmärkten (Deutschland, Frankreich, Italien, Großbritannien) genommen wurde, wird die Modellreihe auf weiteren Märkten in Europa und anderen Kontinenten weiterhin als Corolla vermarktet. Ende 2006 wurde die zehnte Generation des Corolla (E14) vorgestellt, den es in einer Stufenheckvariante (in Japan: Corolla Axis) und als Kombi (Corolla Fielder) gab.
Seit 2019 wird der Toyota-Kompaktwagen wieder weltweit als Corolla verkauft. Die entsprechende Generation wurde auf dem Genfer Auto-Salon 2018 noch als Auris präsentiert, später gab Toyota die Einstellung des Modellnamens bekannt. 2020 wurde das auf dieser Generation basierende Sport Utility Vehicle Toyota Corolla Cross vorgestellt.
Im Laufe der Modellgeschichte wurden Pkw mit dem Namen Corolla nicht nur in Japan, sondern in zahlreichen weiteren Ländern hergestellt, etwa in den USA, in Kanada, Brasilien, Venezuela, China, Taiwan, Malaysia, Bangladesch, Pakistan, der Türkei, Thailand, Indien, Großbritannien und auf den Philippinen. In einem Joint-Venture mit General Motors wurden in Kalifornien die auf dem Corolla aufbauenden Chevrolet Nova und Chevrolet bzw. Geo Prizm hergestellt (NUMMI). Ebenfalls mit dem Corolla verwandt war der Charmant des zum Toyota-Konzern gehörenden Herstellers Daihatsu.
Bis 2021 wurden etwa 50 Millionen Corolla hergestellt. Es war zeitweise, bis zum Jahr 2023, als es vom Tesla Model Y abgelöst wurde, das weltweit meistverkaufte Auto.

## Allgemeines
Der Toyota Corolla ist das meistverkaufte Auto der Welt. Allerdings handelt es sich dabei um zehn Modellgenerationen mit zum Teil grundlegenden konzeptionellen Änderungen wie der Umstellung von Hinterrad- auf Frontantrieb. Mehrmals wurden auch bis dato eigenständige Modelle in die Corolla-Reihe integriert.
Der Corolla gilt als sehr zuverlässiges Auto, was auch durch Pannenstatistiken und die TÜV-Berichte bestätigt wird.

## Corolla (E10, 1966–1970)
Im Mai 1966 präsentierte Toyota als zusätzliches Modell zwischen dem Toyota 800 (dem Vorläufer des Toyota Starlet) und dem Toyota Corona den Corolla zunächst als zweitürige Limousine. Im August 1967 folgten die viertürige Limousine und der dreitürige Kombi, im August 1968 ein Fließheck-Coupé unter der Bezeichnung Corolla Sprinter. Ab Anfang 1969 kamen mit dem Corolla SL leistungsstärkere Varianten der Zweitürer ins Angebot.
Die Technik des ersten Corolla war noch sehr einfach gehalten: Der hinterradgetriebene Wagen besaß hinten eine Starrachse an Längsblattfedern und Teleskopstoßdämpfer, vorn eine Federbeinachse mit Querlenkern und einer Blattfeder als Stabilisator. Weitere Merkmale des Fahrwerks waren Schneckenlenkung und Trommelbremsen an allen Rädern.
Der kurzhubig ausgelegte Reihenvierzylindermotor bestand aus Grauguss mit Leichtmetall-Zylinderköpfen und OHV-Ventilsteuerung und schöpfte aus 1077 cm³ 60 bzw. (im höher verdichteten SL) 73 SAE-PS (44/54 kW). Im Herbst 1969 wurde der Hubraum auf 1166 cm³ erhöht, wodurch die Leistung auf 65 (SL: 78) SAE-PS stieg. Als Getriebe war eine 4-Gang-Knüppelschaltung oder eine Zweistufen-Automatik lieferbar.
Die Ausstattung des Inland-Modells fiel spartanisch aus: Eine Heizung, Defrosterdüsen, Scheibenwaschanlage und Scheibenwischer mit zwei Geschwindigkeitsstufen gab es nur an Exportmodellen. Andererseits war der Corolla serienmäßig mit Nebelscheinwerfern ausgestattet. Die Platzverhältnisse in der Fahrgastzelle waren noch stark auf japanische Verhältnisse zugeschnitten und wurden in Europa als beengt wahrgenommen.
Der Corolla-Export in die USA, wo Toyota seit 1958 aktiv war, begann zu Preisen ab 1668 USD im Sommer 1968, ein Opel Kadett B kostete vergleichsweise ab 1785 US-Dollar. In Deutschland wurde der Corolla E10 nicht angeboten, wohl aber in anderen europäischen Ländern wie der Schweiz; dort kostete der Corolla ab 6990 SFr (Kadett 1100: ab 6600 SFr). In Japan betrug der Neupreis 495.000 Yen (umgerechnet etwa 4500 Euro)

## Corolla (E20, 1970–1974)

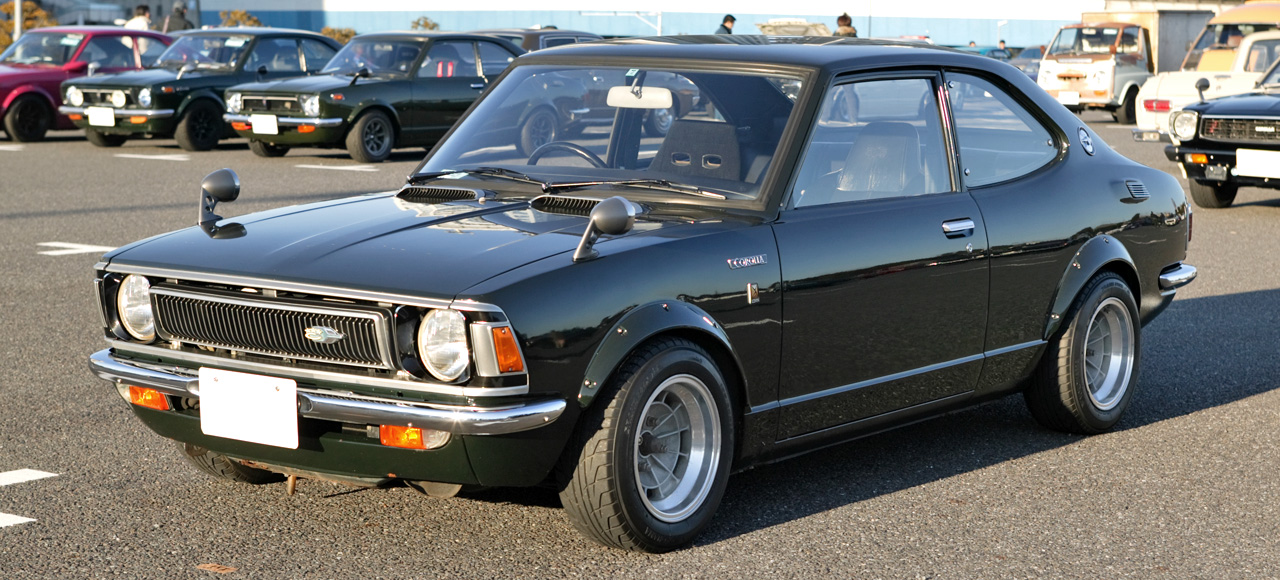
Toyota Corolla Coupé (1971)

Im Mai 1970 erschien auf 5 cm längerem Radstand der etwas größere Corolla der zweiten Generation. Die Karosserievarianten entsprachen dem Vorgängermodell. Aus dem Sprinter wurde eine eigene Reihe, die auch Limousinen umfasste, neu war das Sportmodell Sprinter Trueno. Es gab Motoren mit 1,2 Liter (68–77 SAE-PS), 1,4 Liter (86–95 SAE-PS) oder 1,6 Litern Hubraum (2 Doppelvergaser, 115 SAE-PS) zur Wahl. Außer einem Vier- oder Fünfganggetriebe wurde auch eine Zwei- oder Dreistufenautomatik angeboten. Die übrige Technik (Blattfederstarrachse hinten, Hinterradantrieb, gemischte Bremsanlage) entsprach dem Vorgänger.
In den USA hatten alle Versionen den 1,6-Liter-Vierzylinder, der hier mit einem Doppelvergaser auf 102 SAE-PS kam. Das Coupé trug hier den Namen SR-5, da es serienmäßig mit Fünfganggetriebe ausgestattet war.
In Deutschland wurde der Corolla ab März 1971 als Limousine und Coupé (6890 DM und 7650 DM) angeboten, ein Jahr später folgte der dreitürige Kombi (7795 DM). Alle hiesigen Versionen besaßen den 1,2-Liter mit 58, später 55 DIN-PS (43/40,5 kW).
Limousine und Coupé erhielten im April 1974 einen Nachfolger, der Kombi wurde bis Dezember 1977 weiter gebaut.

## Corolla (E30/E40/E50/E60, 1974–1979)

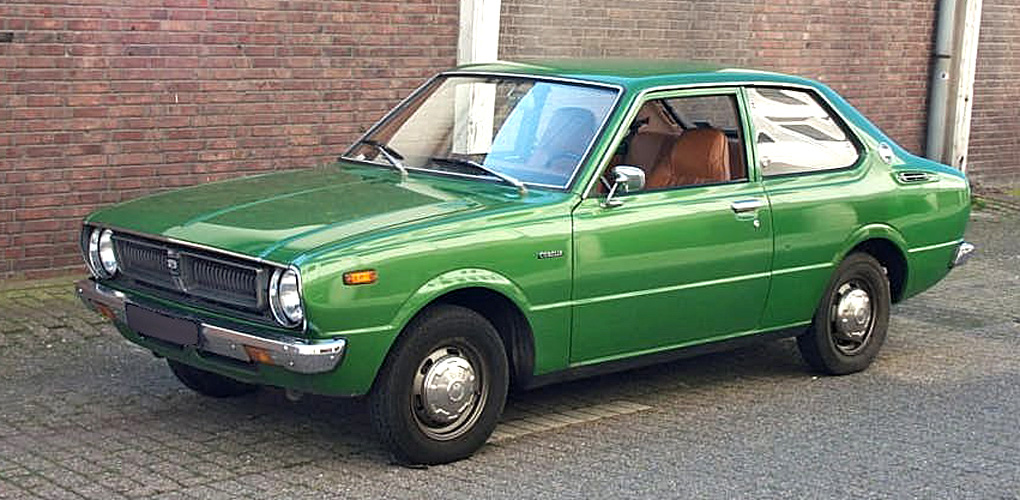
Toyota Corolla (1976)

Im April 1974 erschien in Japan der dritte Corolla (E30), wiederum im Radstand (+4 cm) und in den Außenmaßen vergrößert und weiterhin mit Hinterradantrieb versehen. Die Basis-Limousine trug die Typnummer E30 oder E31, das Hardtopcoupé ohne B-Säule die Typnummer E35 oder E37, der Kombiwagen E36 oder E38. Die E40-Serie bezeichneten die japanischen Sprinter-Modelle, die E50-Serie (E50 und E51) den später eingeführten Liftback und das Sportcoupé. In einigen europäischen Ländern wurde das „Trueno“-Coupé aus der E4-Reihe angeboten, die auch die Basis für die späteren Sportcoupé- und Liftback-Modelle der E50-Reihe war.
Auf dem japanischen Inlandsmarkt bekamen alle Modelle ab 1977 aufgrund der neuen Abgasregelungen und der dazu eingeführten Motoren eine neue Typenbezeichnung, so dass fortan nur noch von der E50-Reihe (alle Corolla-Modelle) und von der E60-Reihe gesprochen wurde (alle Sprinter Modelle), unabhängig von der Karosserievariante.
Ende 1976 erschien zusätzlich der Corolla Liftback, ein dreitüriger Sportkombi nach Art des Lancia Beta HPE; vom Liftback abgeleitet war ein Hardtop-Coupé mit Stufenheck, das in Europa nicht angeboten wurde. In Japan standen Motoren von 1,2 bis 1,6 Litern Hubraum zur Verfügung, in den Top-Versionen der Sprinter- und Corolla-Modellreihe auch mit zwei obenliegenden Nockenwellen.
In Deutschland erfolgte die Einführung dieser Serie im März 1975, anfangs in den bekannten Karosserieversionen mit dem 1,2-Liter-Motor (40,5 kW/55 PS) und zu Preisen ab 8490 DM. Im November 1976 kam der Liftback dazu, den es auch als 1600 (54 kW/73 PS) und 1600 GSL (Doppelvergaser, 61,5 kW/84 PS) gab, der ab 11.490 DM kostete.

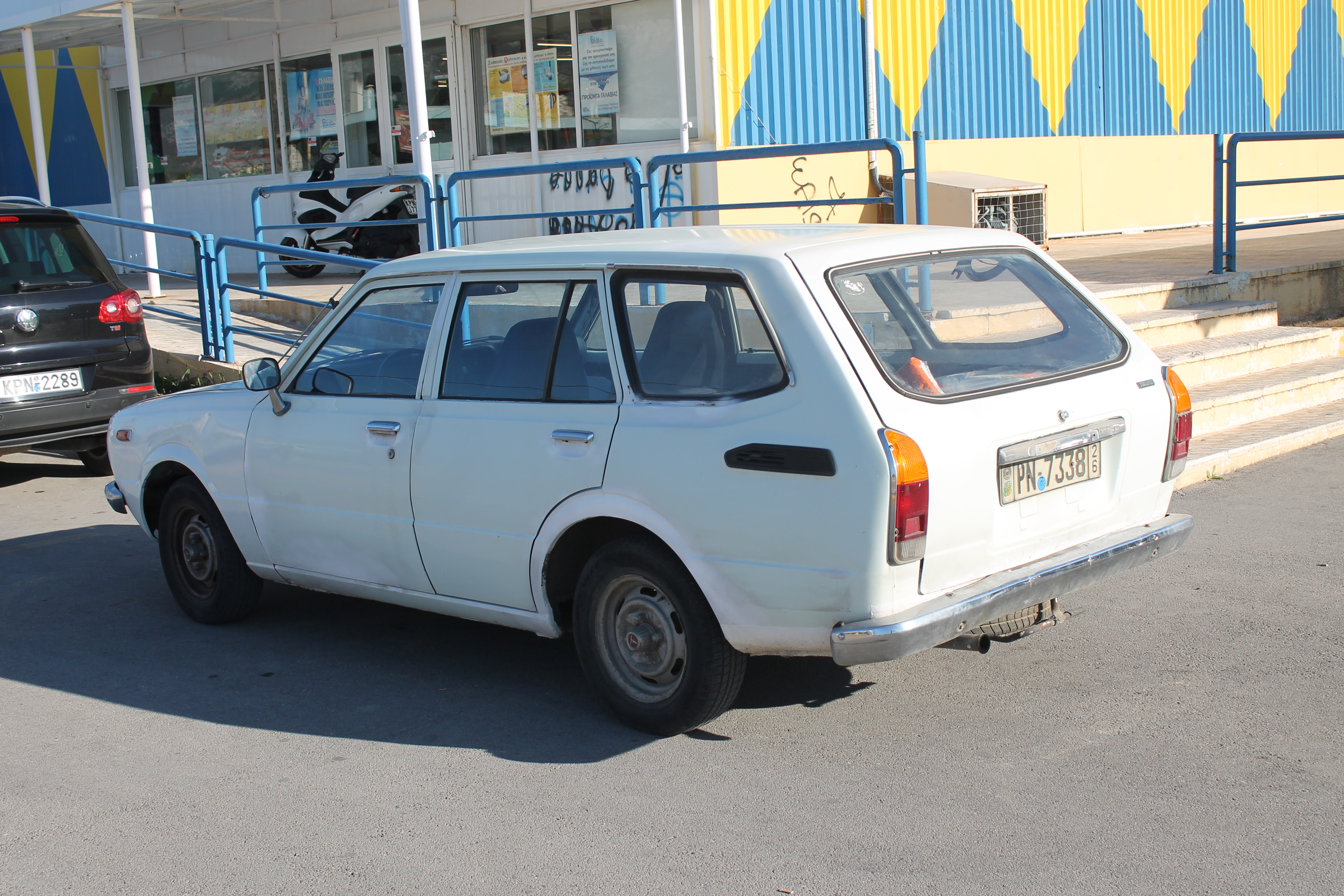
Toyota Corolla Kombi (E30)
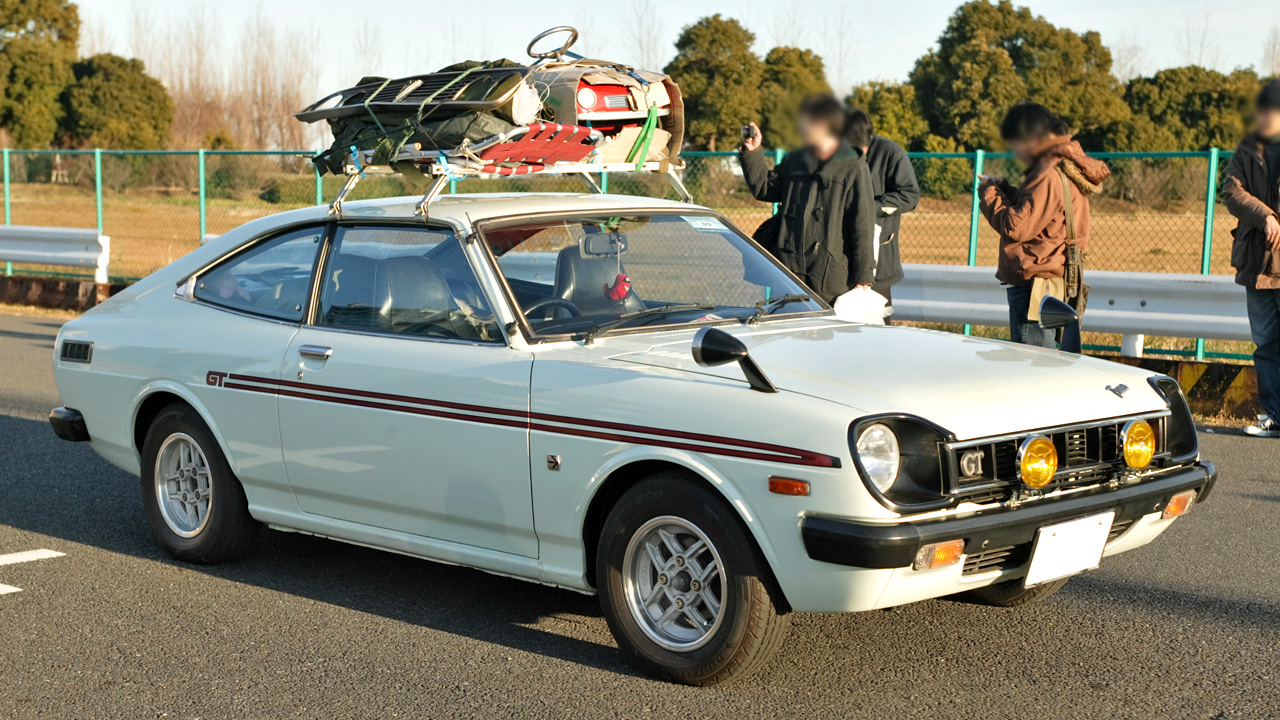
Toyota Sprinter (E40, Japan)
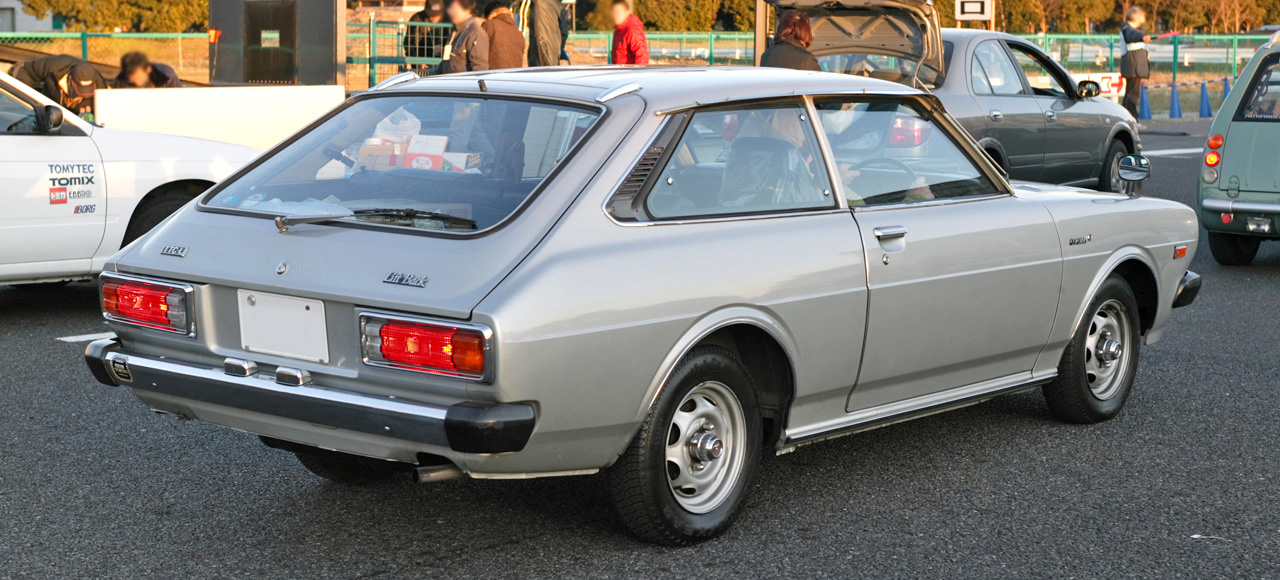
Toyota Corolla Liftback (E50)

### Motoren in Europa
Otto
- 1,1 Liter, 1077 cm³, 4 Zylinder, OHV-Ventilsteuerung, 44 kW (60 PS), K[5]
- 1,1 Liter, 1077 cm³, 4 Zylinder, OHV-Ventilsteuerung, 53 kW (73 PS), K-B[5]
- 1,2 Liter, 1166 cm³, 4 Zylinder, OHV-Ventilsteuerung, 40 kW (55 PS), 3K-H (KE30, KE35, KE36, KE50)
- 1,2 Liter, 1166 cm³, 4 Zylinder, OHV-Ventilsteuerung, 53 kW (73 PS), 3K-B (KE35²)
- 1,6 Liter, 1588 cm³, 4 Zylinder, OHV-Ventilsteuerung, 53 kW (73 PS), 2T (TE51, TE47²)
- 1,6 Liter, 1588 cm³, 4 Zylinder, OHV-Ventilsteuerung, 62 kW (84 PS), 2T-B (TE51, TE47²)
- 1,6 Liter, 1588 cm³, 4 Zylinder, DOHC-Ventilsteuerung, 79 kW (108 PS), 2T-G (TE47²)

Die Leistungsangaben der Europa-Versionen beziehen sich auf deutsche Versionen. Die Leistungsangaben sind in manchen Ländern geringfügig unterschiedlich. Alle Angaben in PS(DIN). ²= kein deutsches Modell.

### Motoren außerhalb Europas
Otto
- 1,2 Liter, 1166 cm³, 4 Zylinder, OHV-Ventilsteuerung, 3K-U (KE30, KE35, KE36, KE40, KE45), Japan-Version
- 1,3 Liter, 1290 cm³, 4 Zylinder, OHV-Ventilsteuerung, 4K-U (KE55, KE65), Japan-Version
- 1,4 Liter, 1407 cm³, 4 Zylinder, OHV-Ventilsteuerung, 1T (TE30, TE35, TE36, TE50, TE40, TE45), Japan-Version
- 1,4 Liter, 1407 cm³, 4 Zylinder, OHV-Ventilsteuerung, 1T-U (TE50, TE60), Japan-Version
- 1,6 Liter, 1588 cm³, 4 Zylinder, OHV-Ventilsteuerung, 2T-U (TE51, TE61), Japan-Version
- 1,6 Liter, 1588 cm³, 4 Zylinder, OHV-Ventilsteuerung, 12T (TE52, TE62), Japan-Version
- 1,6 Liter, 1588 cm³, 4 Zylinder, OHV-Ventilsteuerung, 12T-U (TE55, TE65), Japan-Version
- 1,6 Liter, 1588 cm³, 4 Zylinder, DOHC-Ventilsteuerung, 2T-GEU (GENI: TE51,TE61 ⇒ GenII: TE55, TE65), Japan-Version
- 1,2 Liter, 1166 cm³, 4 Zylinder, OHV-Ventilsteuerung, 3K-C (KE30, KE36), USA-Version
- 1,6 Liter, 1588 cm³, 4 Zylinder, OHV-Ventilsteuerung, 2T-C (TE31, TE37, TE38, TE51), USA-Version

## Corolla (E70, 1979–1983)
Im September 1979 kam die vierte Ausführung des Corolla auf den Markt, wiederum als Limousine, Coupé, Kombi, Liftback und vom Liftback abgeleitetes Hardtop-Coupé. Der Radstand wuchs um 30 auf 2400 mm, in Japan lagen die Motorgrößen bei 1,3 Litern, 1,5 Litern, 1,6 Litern und 1,8 Litern (74–115 PS/54–84,5 kW). Größte Neuerung am E70 außer der moderneren, kantigen Karosserie war der Ersatz der Blattfedern der hinteren Starrachse durch Längslenker, Panhardstab und Schraubenfedern; der Kombi behielt die Blattfederachse.
In Deutschland wurden ab Herbst 1979 die zwei- und viertürige Limousine, der fünftürige Kombi und das Liftback-Coupé angeboten, letzteres als 1300 DX (44 kW/60 PS) und als 1600 (54–81 kW/74–110 PS), die übrigen Varianten nur mit 1,3-Liter-Vierzylinder, dessen Leistung 1982 auf 48 kW/65 PS erhöht wurde.

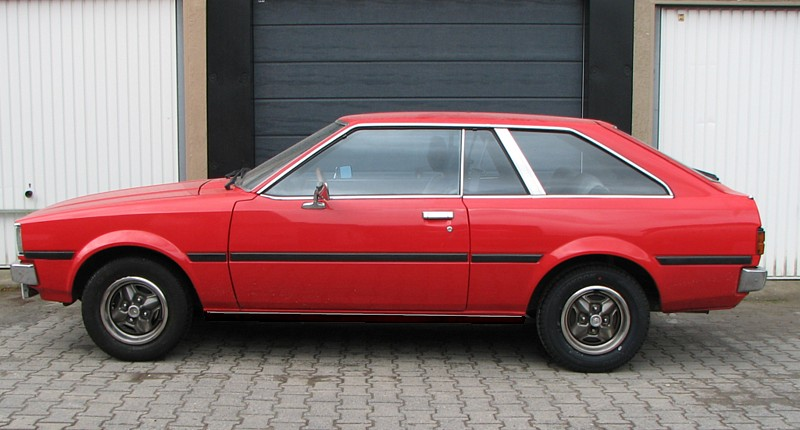
Toyota Corolla Liftback (1979–1981)
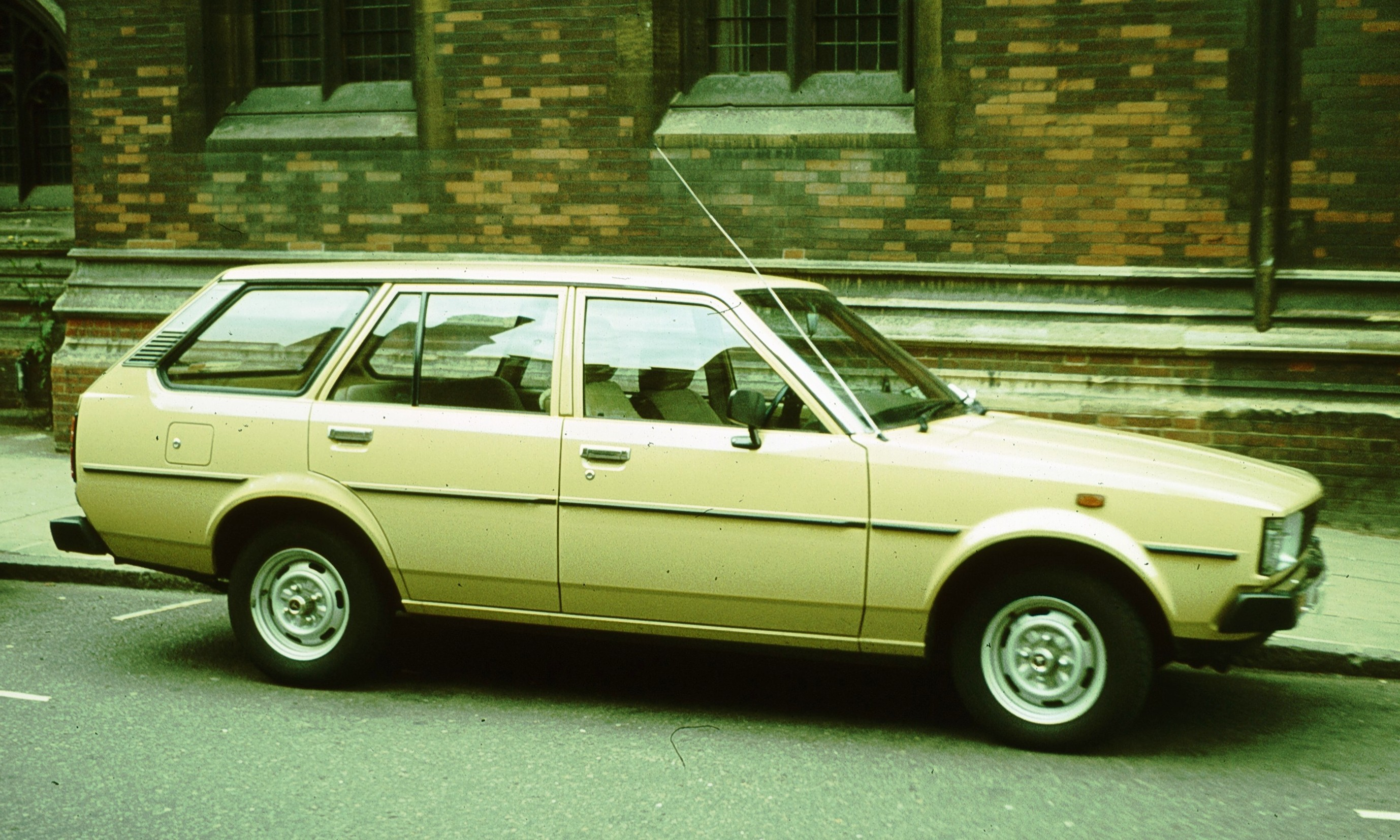
Toyota Corolla-Kombi (1979–1981)

Im Herbst 1981 wurde die Corolla-Reihe überarbeitet. Sie erhielt geänderte Scheinwerfer und Heckleuchten.
Ab August 1982 war der Basis-1,6-Liter auch in der Limousine erhältlich, ab Februar 1983 gab es auch einen 1,8-Liter-Dieselmotor (43 kW/58 PS). Die Preise reichten bei Einführung von 9995 DM (Limousine) bis 15.295 (Liftback GT mit dem DOHC-Motor).
Die Versionen Limousine, Liftback, Coupé und Hardtopcoupé wurden im Mai 1983 durch die frontgetriebene E80-Reihe ersetzt. Der Kombi mit Hinterradantrieb wurde in überarbeiteter Form noch bis August 1987 produziert.

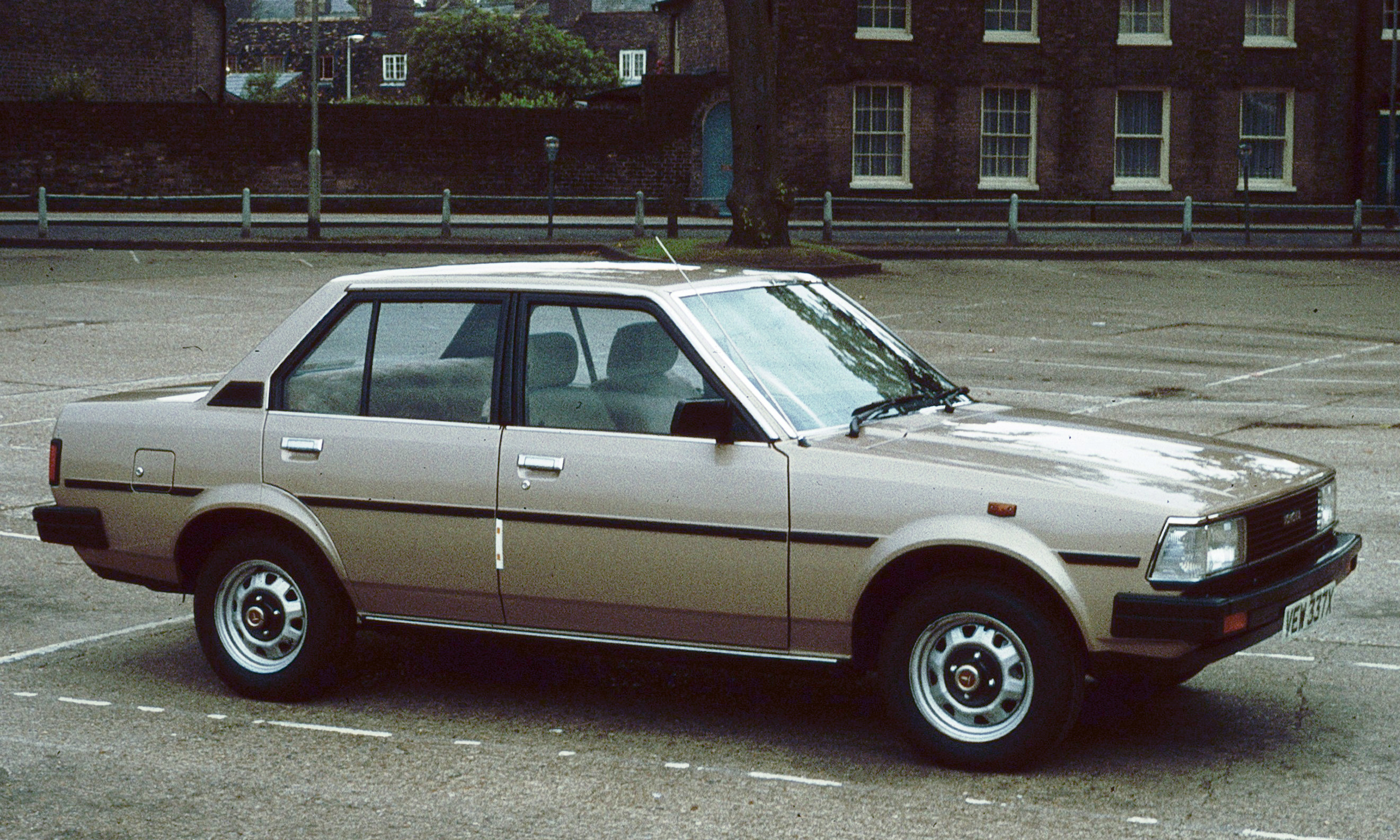
Toyota Corolla Limousine (1981–1983)
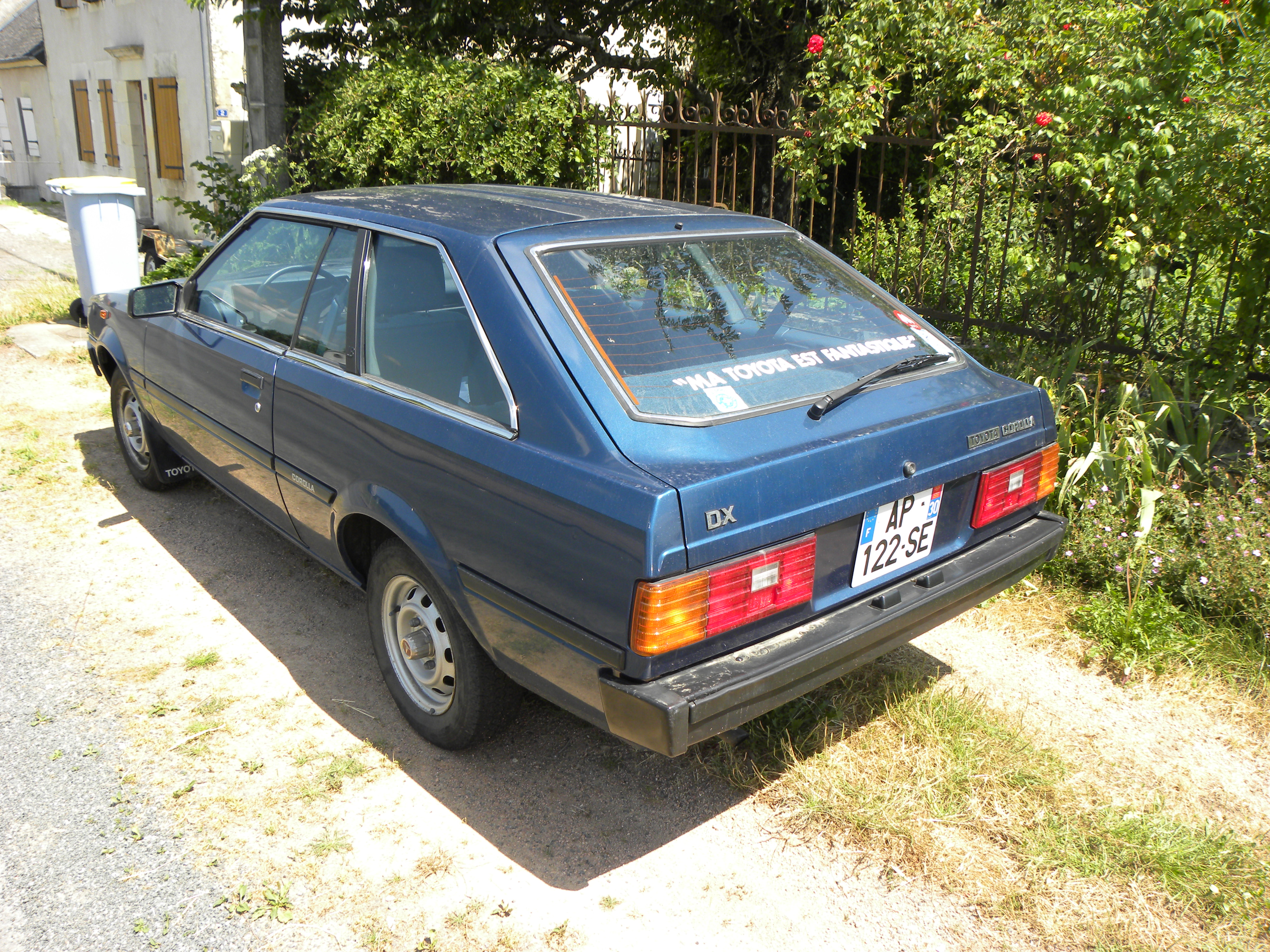
Toyota Corolla Liftback (1981–1983)
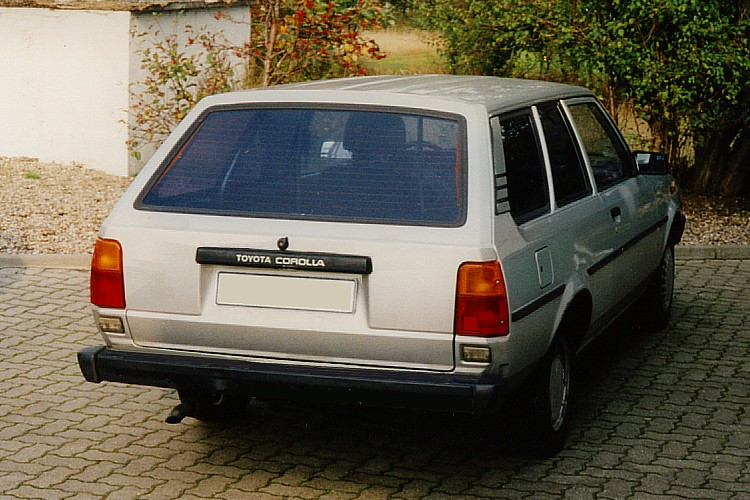
Toyota Corolla Van (1981–1983)

### Motoren in Europa
Otto
- 1,3 Liter, 1290 cm³, 4 Zylinder, OHV-Ventilsteuerung mit 44 kW (60 PS) / 48 kW (65 PS), ab 11/81; 4K (KE70)
- 1,6 Liter, 1588 cm³, 4 Zylinder, OHV-Ventilsteuerung mit 54 kW (74 PS) / 55 kW (75 PS), ab 11/81; 2T (TE71)
- 1,6 Liter, 1588 cm³, 4 Zylinder, OHV-Ventilsteuerung mit 63 kW (86 PS), 2T-B (TE71)
- 1,6 Liter, 1588 cm³, 4 Zylinder, DOHC-Ventilsteuerung mit 81 kW (110 PS), 2T-G (TE71)
- 1,8 Liter, 1770 cm³, 4 Zylinder, OHV-Ventilsteuerung mit 59 kW (80 PS), 3T-C (nur Schweiz/Schweden) (TE72)

Diesel
- 1,8 l D, 1839 cm³, 4 Zylinder, OHC-Ventilsteuerung mit 47 kW (64 PS); 1C (CE70)

Die Leistungsangaben der Europa-Versionen beziehen sich auf deutsche Versionen. Die Leistungsangaben sind in manchen Ländern geringfügig unterschiedlich. Alle Angaben in PS(DIN).

### Motoren außerhalb Europas
Otto
- 1,3 Liter, 1290 cm³, 4 Zylinder, OHV-Ventilsteuerung mit 72 PS(SAE), 4K-U/4K-U II (KE70/KE73G), Japan-Version
- 1,3 Liter, 1290 cm³, 4 Zylinder, OHV-Ventilsteuerung mit 69 PS(SAE), 4K-J (KE71V/KE72V), Japan-Version
- 1,5 Liter, 1486 cm³, 4 Zylinder, OHV-Ventilsteuerung mit 83 PS(SAE), 5K-J (KE74V), Japan-Version
- 1,5 Liter, 1452 cm³, 4 Zylinder, OHC-Ventilsteuerung mit 80 PS(SAE), 3A-U/3A-U II (AE70), Japan-Version
- 1,6 Liter, 1588 cm³, 4 Zylinder, DOHC-Ventilsteuerung mit 115 PS(SAE), 2T-GEU (TE71), Japan-Version
- 1,6 Liter, 1588 cm³, 4 Zylinder, OHV-Ventilsteuerung mit 86 PS(SAE), 12T-J (TE73V/TE74V), Japan-Version
- 1,8 Liter, 1770 cm³, 4 Zylinder, OHV-Ventilsteuerung mit 95 PS(SAE), 13T-U (TE70), Japan-Version
- 1,8 Liter, 1770 cm³, 4 Zylinder, OHV-Ventilsteuerung, 3T-C (TE72), USA-Version
- 1,6 Liter, 1587 cm³, 4 Zylinder, OHC-Ventilsteuerung, 4A-C (AE71), USA-Version

Diesel
- 1,8 l D, 1839 cm³, 4 Zylinder, OHC-Ventilsteuerung mit 65 PS(SAE); 1C (CE71/CE72) Japan-Version

## Corolla (E8, 1983–1987)

### Limousine und Compact (E80/E82)
Im Mai 1983 erschien der Corolla E8 mit Frontantrieb und Mehrlenker-Hinterachse als viertürige Stufenheck- und fünftürige Schräghecklimousine. Im Oktober des Jahres folgten die kürzeren, drei- und fünftürigen Steilheckvarianten, die in Europa Corolla Compact genannt wurden. Auf dem Heimatmarkt reichten die Motorisierungen von 1,3 bis 1,6 Liter (60–95 kW/81–130 PS).
In Deutschland wurde der E8 als Limousine (Sedan), Compact und Liftback angeboten. Im E8 bot Toyota damals komplett neuentwickelte Motoren an, welche zu damaliger Zeit durchaus als sehr sparsam galten. Als Einstiegsmotorisierung diente ein 1,3-Liter-Ottomotor mit 51 kW (69 PS) (2A), der mit der Modellpflege von 1985/86 weiterentwickelt wurde und nunmehr 55 kW (75 PS) (2E mit U-Kat) leistete. Alternativ stand auch ein 1,6-Liter-Ottomotor mit 62 kW (84 PS) (4A) sowie ein 1,8-Liter-Diesel mit 47 kW (64 PS) (1C) zur Wahl, letzterer kam jedoch erst mit der Modellpflege.
Motoren:
- Ottomotor mit 1295 cm³ und 51 kW (69 PS; 2A)
- Ottomotor mit 1295 cm³ und 55 kW (75 PS; 2E UKat)
- Ottomotor mit 1587 cm³ und 62 kW (84 PS; 4A)
- Ottomotor mit 1587 cm³ und 64 kW (75 PS; 4A GKat)
- Ottomotor mit 1587 cm³ und 89 kW (121 PS; 4A-GE)
- Dieselmotor mit 1839 cm³ und 47 kW (64 PS; 1C)

Preise Liftback 1984:
- Liftback DeLuxe 1.3L: 15290 DM
- Liftback DeLuxe 1.6L: 15840 DM
- Liftback GL 1.6L: 16840 DM

Als Ausstattungsvarianten gab es alle Karosserievarianten und Motorisierungen als DeLuxe (DX) und Grande Luxe (GL); ab ungefähr 1986 wurde die Ausstattungsvariante GL ersatzlos gestrichen. 1986 wurde die Ausstattungsvariante XL (Xtra DeLuxe) eingeführt, welche mit einigen Merkmalen der GL-Ausstattung aufwartete.
|                                               | 1.3l                       | 1.3l                       | 1.6l                                                     | 1.6l (G-KAT)               |
| Bauzeitraum                                   | 05/1983 – 08/1985          | 09/1985 – 03/1987          | 05/1983 – 09/1985                                        | 10/1985 – 03/1987          |
| Motorkenndaten                                |                            |                            |                                                          |                            |
| Motortyp                                      | Ottomotor                  | Ottomotor                  | Ottomotor                                                | Ottomotor                  |
| Anzahl Ventile pro Zylinder                   | 2                          | 3                          | 2                                                        | 2                          |
| Ventilsteuerung                               | SOHC, Zahnriemen           | SOHC, Zahnriemen           | SOHC, Zahnriemen                                         | SOHC, Zahnriemen           |
| Gemischaufbereitung                           | Vergaser                   | Vergaser                   | Vergaser                                                 | Vergaser                   |
| Motoraufladung                                | —                          | —                          | —                                                        | —                          |
| Kühlung                                       | Wasserkühlung              | Wasserkühlung              | Wasserkühlung                                            | Wasserkühlung              |
| Motorkennung                                  | 2A-L                       | 2E                         | 4A-L                                                     | 4A-L                       |
| Bohrung × Hub                                 | 76,0 mm × 71,4 mm          | 73,0 mm × 77,4 mm          | 81,0 mm × 77,0 mm                                        | 81,0 mm × 77,0 mm          |
| Hubraum                                       | 1295 cm³                   | 1295 cm³                   | 1587 cm³                                                 | 1587 cm³                   |
| Verdichtungsverhältnis                        | 9.3:1                      | 9.5:1                      | 9.3:1                                                    | 9.3:1                      |
| max. Leistung                                 | 51 kW (69 PS) bei 6000/min | 55 kW (75 PS) bei 6200/min | 62 kW (84 PS) bei 5600/min                               | 55 kW (75 PS) bei 5600/min |
| max. Drehmoment                               | 106 Nm bei 3600/min        | 103 Nm bei 4200/min        | 132 Nm bei 3600/min ________________ 115 Nm bei 2800/min | 130 Nm bei 3600/min        |
| Kraftübertragung                              |                            |                            |                                                          |                            |
| Antrieb                                       | Vorderradantrieb           | Vorderradantrieb           | Vorderradantrieb                                         | Vorderradantrieb           |
| Getriebe, serienmäßig                         | 5-Gang-Schaltgetriebe      | 5-Gang-Schaltgetriebe      | 5-Gang-Schaltgetriebe                                    | 5-Gang-Schaltgetriebe      |
| Getriebe, optional                            | 3-Gang Automatik           | 3-Gang Automatik           | 3-Gang Automatik                                         | 3-Gang Automatik           |
| Messwerte                                     |                            |                            |                                                          |                            |
| Höchstgeschwindigkeit*                        | 160 km/h                   | 160 km/h                   | ~190 km/h                                                | 178 km/h                   |
| Beschleunigung, 0–100 km/h                    | k. A.                      | 14,1 s                     | 10,8 s                                                   | 11,0 s                     |
| Kraftstoffverbrauch auf 100 km (kombiniert)** | ~6,5 l Normalbenzin        | ~6,5 l Normalbenzin        | 7,0 l Super                                              | 7,0 l Super                |

*: Realwerte mehrerer E8-Fahrer
**: Realverbrauch aus eigener Erfahrung mehrerer E8-Fahrer, Karosserieform: Liftback

### Modellpflege
Im August 1985 wurden der Corolla als Liftback und Limousine durch eine Modellpflege minimal verändert.
Im Zuge der Modellpflege wurden die Standleuchten weiter in den Kotflügel gezogen und der Kühlergrill abgeändert, an der Heckklappe wurde die „Corolla“ Zierleiste nun als durchgängiges Reflektorband gefertigt. Ebenfalls wurde die Kennzeichenbeleuchtung oberhalb des Kennzeichens versteckt (zuvor seitlich) verbaut. Das Armaturenbrett wurde nun mit einem Ablagefach unterm Aschenbecher erweitert und die Tachoabdeckung sowie einige Bedienelemente (Heckscheibenwischer, Heckscheibenheizung etc.) wurden verändert. Motorentechnisch bekam der Corolla den neuen 12 Ventiler (1,3 Liter, 75 PS (2E)) mit U-KAT und einen Diesel (1,8 Liter, 64 PS (1C)), den großen 1,6 Liter Benziner gab es nun mit G-KAT.
Die letzten E8 liefen im März 1987 vom Band, bekanntlich wurden hierzulande aber noch bis September 1987 Exemplare als Neuwagen angemeldet.
In den USA war mit dem Chevrolet Nova ab 1985 ein Schwestermodell des Corolla E8 auf dem Markt.
Gegen Aufpreis waren ein elektrisches Schiebedach (1250 DM) und eine Zweischicht-Metallic-Lackierung (300 DM) erhältlich, wobei sämtliche Fahrzeuge in Europa durchweg mit einer Zweischicht-Metallic-Lackierung ausgeliefert wurden.

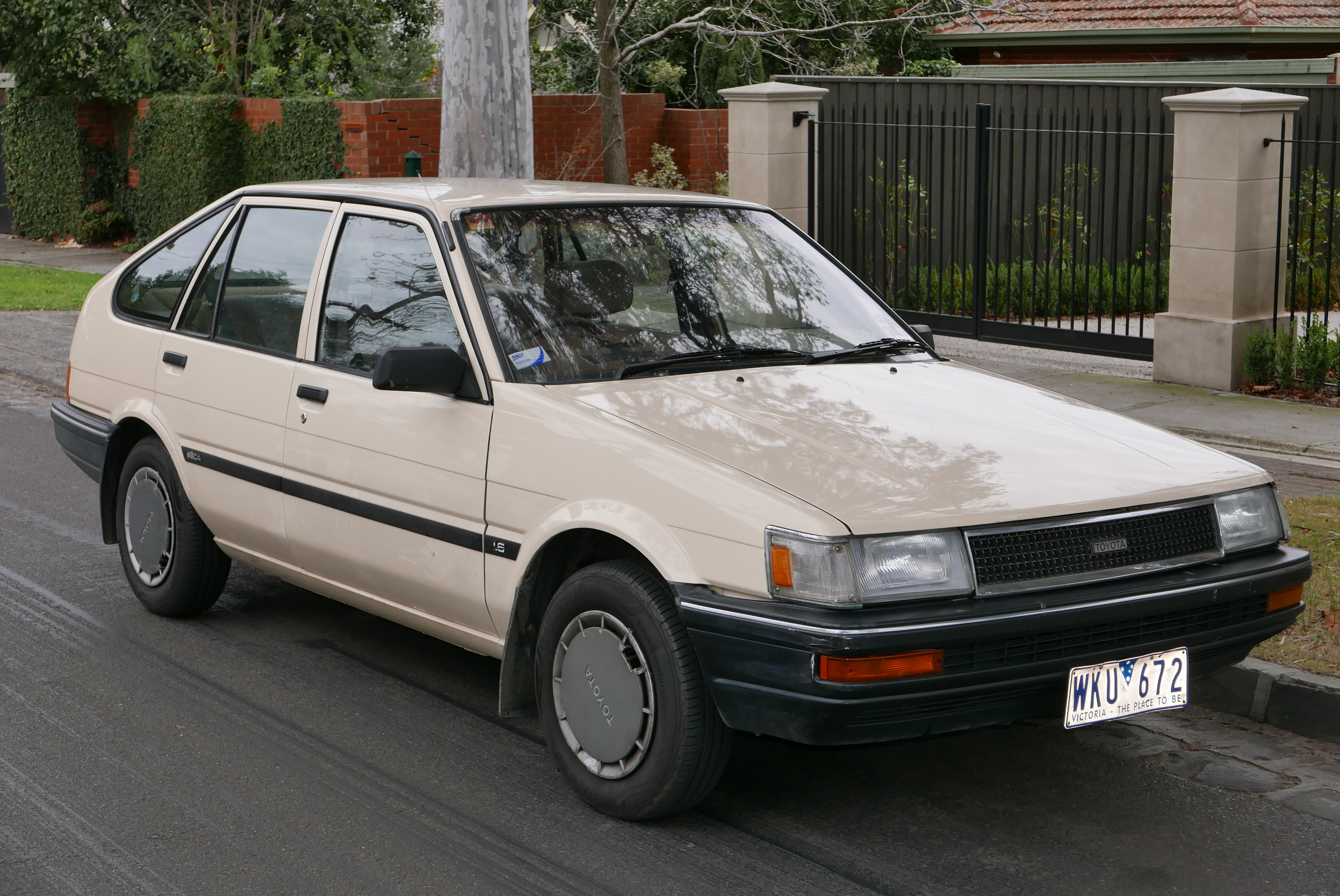
Toyota Corolla Liftback (1985–1987)
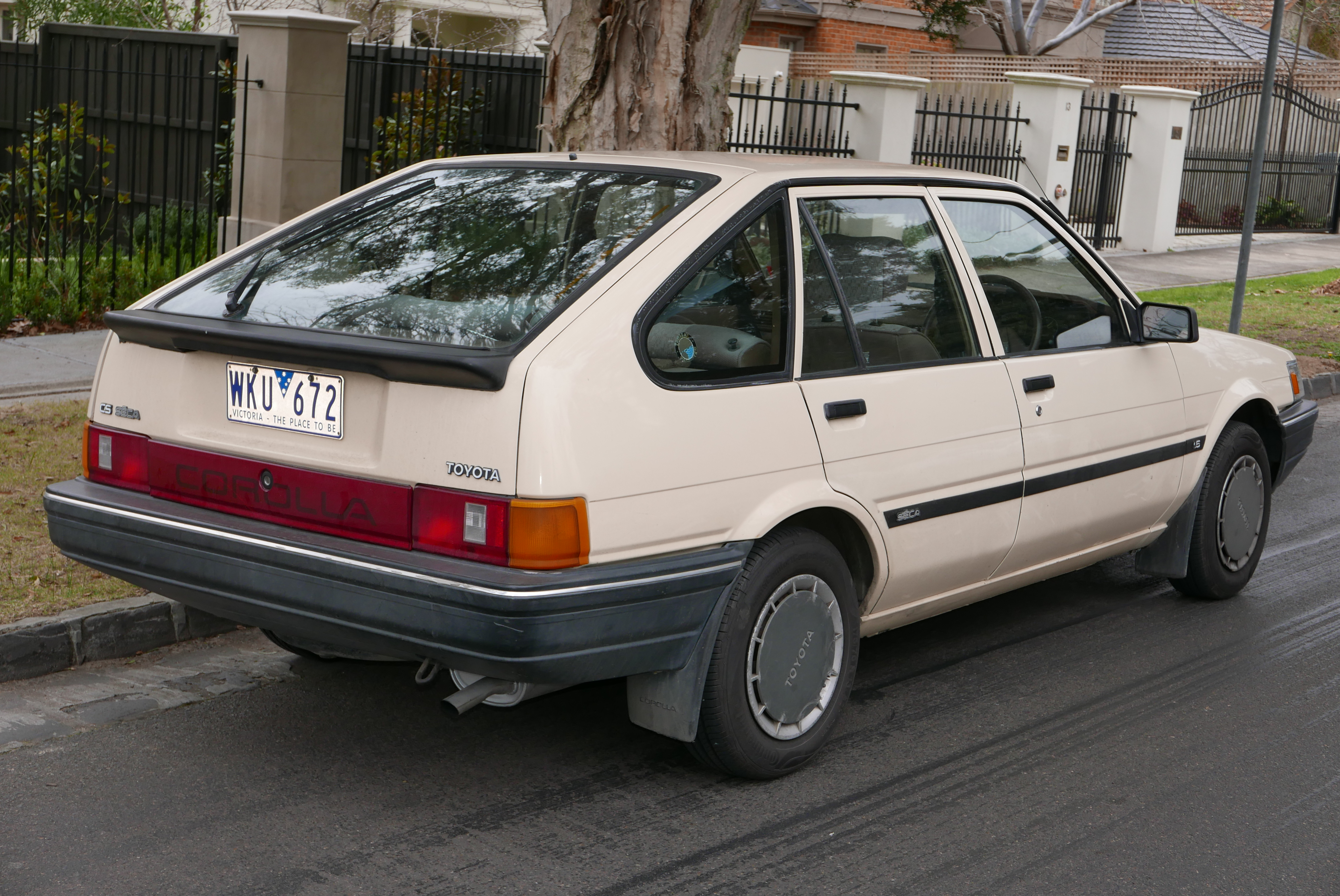
Heckansicht
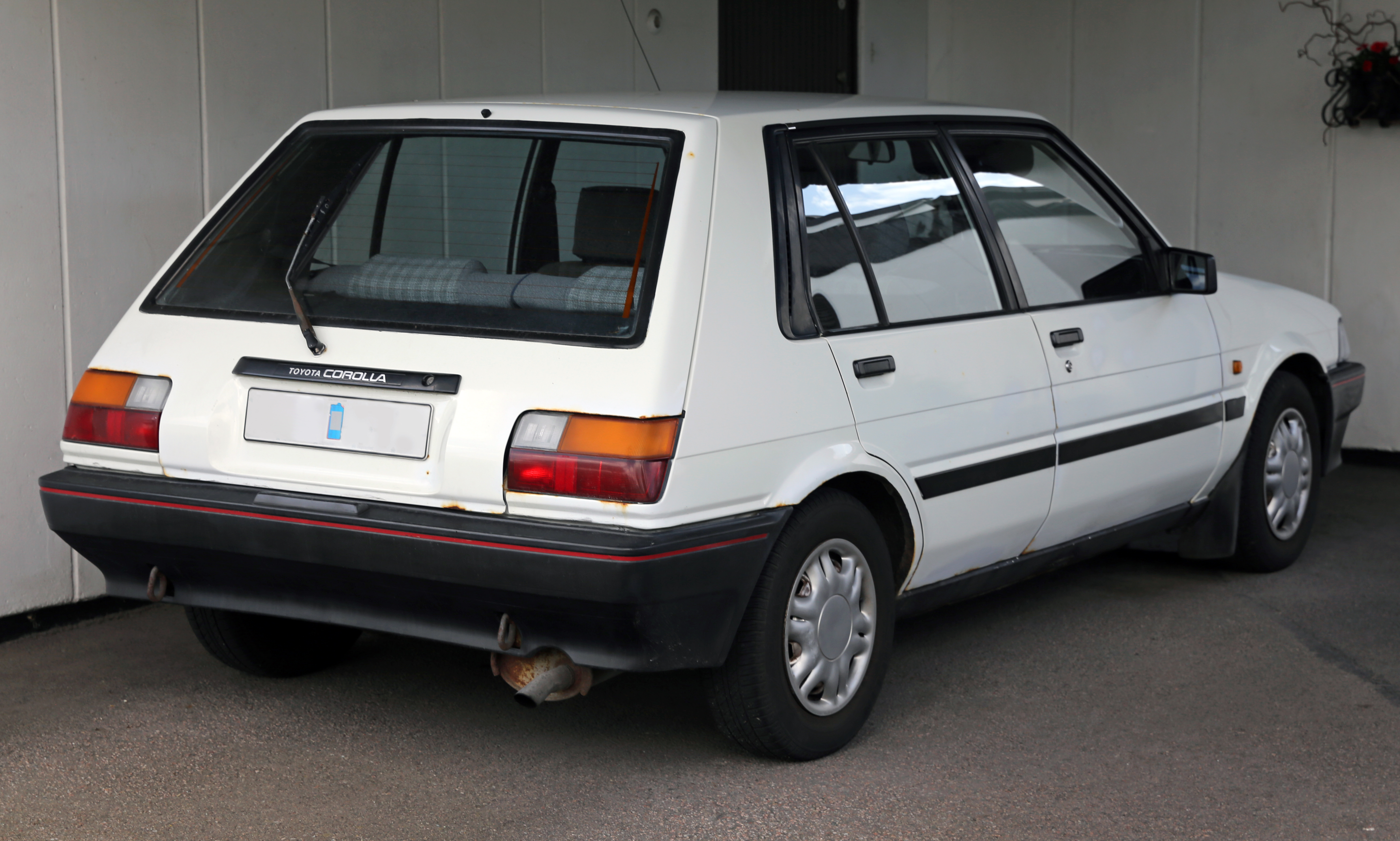
Toyota Corolla Compact (1985–1987)
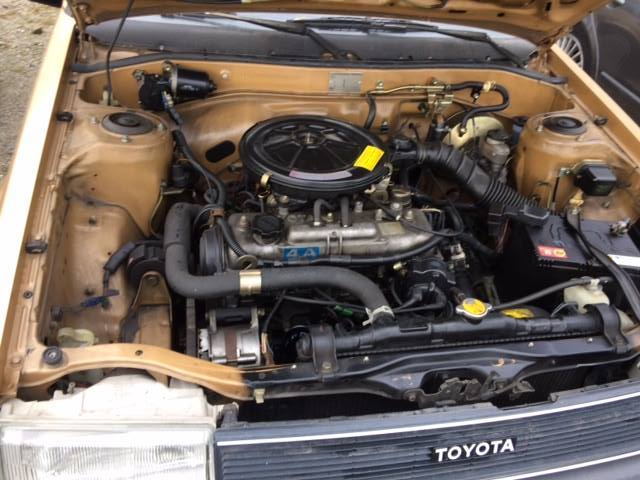
Toyota E8 mit 4A-L-Motor

### Coupés (AE85/AE86)
Auf Basis der Vorgängermodelle bot Toyota ab Sommer 1983 wieder sportliche Corolla-Modelle mit Hinterradantrieb an. In Japan liefen diese Schräg- und Stufenheckcoupés unter den Bezeichnungen Corolla Levin und Sprinter Trueno, in den USA hießen die Wagen Corolla GT-S oder SR5.
Auf dem Heimatmarkt standen ein OHC-1,5-Liter mit 62,5 kW (85 PS) und ein 1,6-Liter mit zwei obenliegenden Nockenwellen und 95,5 kW (130 PS) zur Wahl. In Nordamerika leisteten diese Maschinen 55 kW (75 PS) und 85 kW (115 PS).
In Europa wurden je nach Markt beide oder auch nur eine Karosserievariante angeboten. In Deutschland gab es ab November 1983 unter der Bezeichnung Corolla GT die Stufenheckversion mit dem 1,6-Liter-Vierventilmotor, der hier 91 kW (124 PS) und ab Ende 1985 mit Katalysator 85 kW (115 PS) leistete. Der Preis betrug anfangs 19.990 DM.
Im Juli 1987 endete die Fertigung der Coupés.

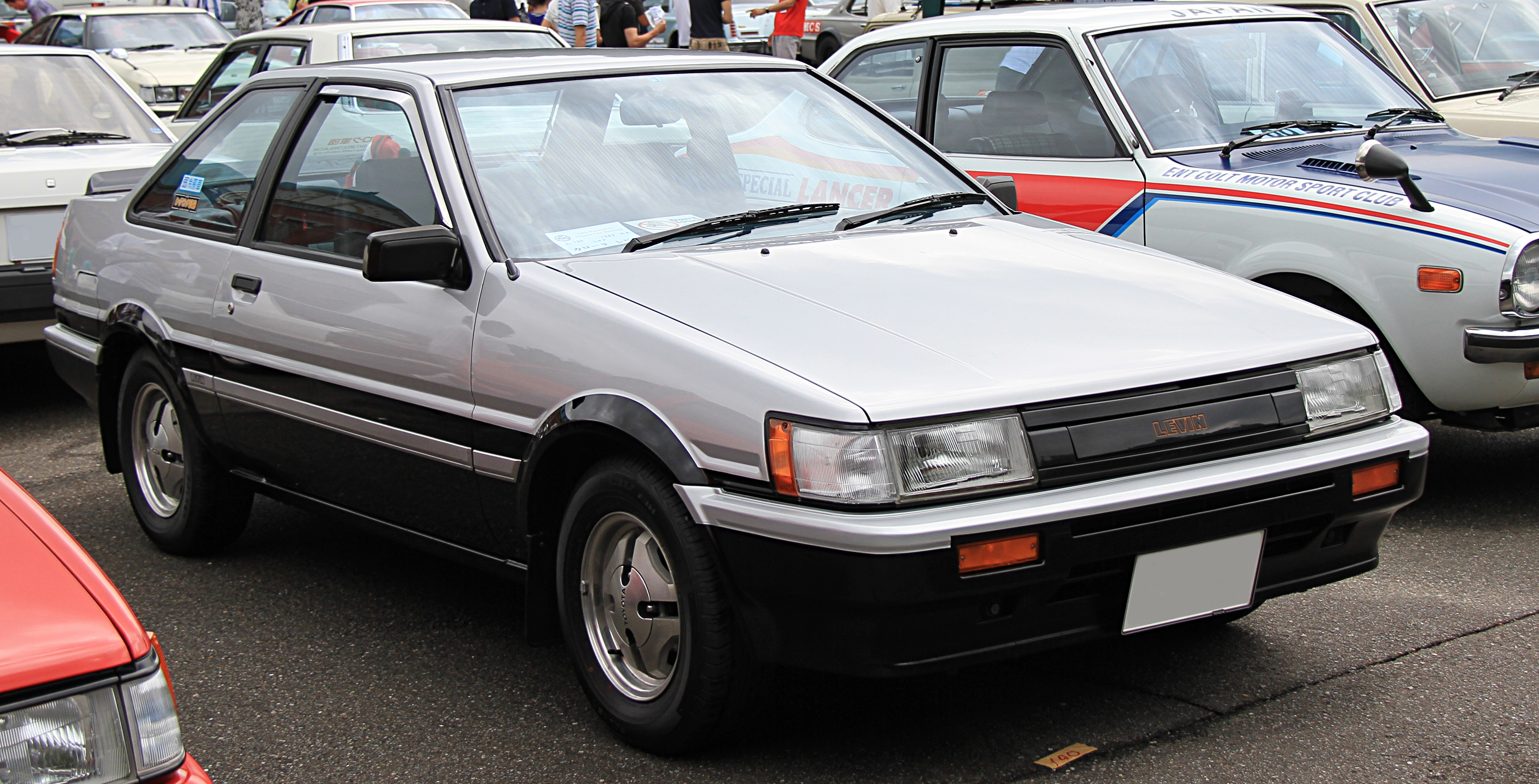
Toyota Corolla Levin (1983)
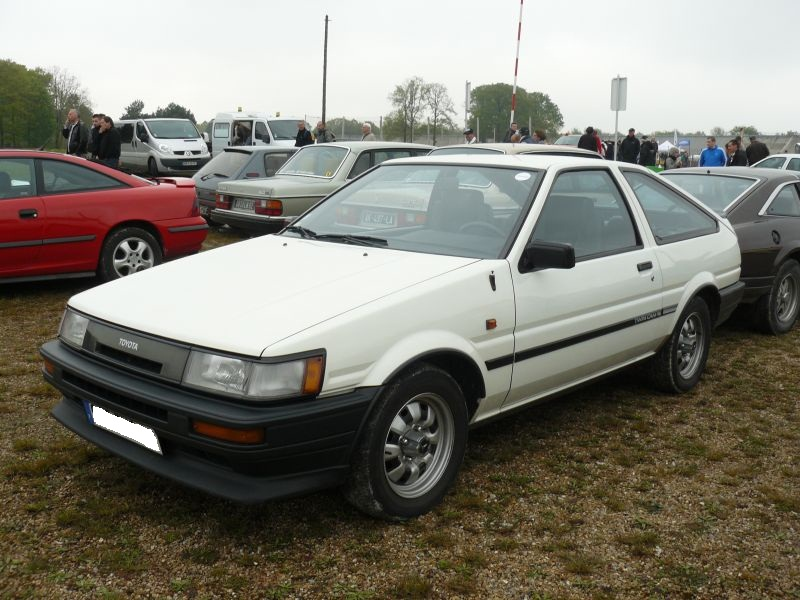
Toyota Corolla Coupé GT (1985)
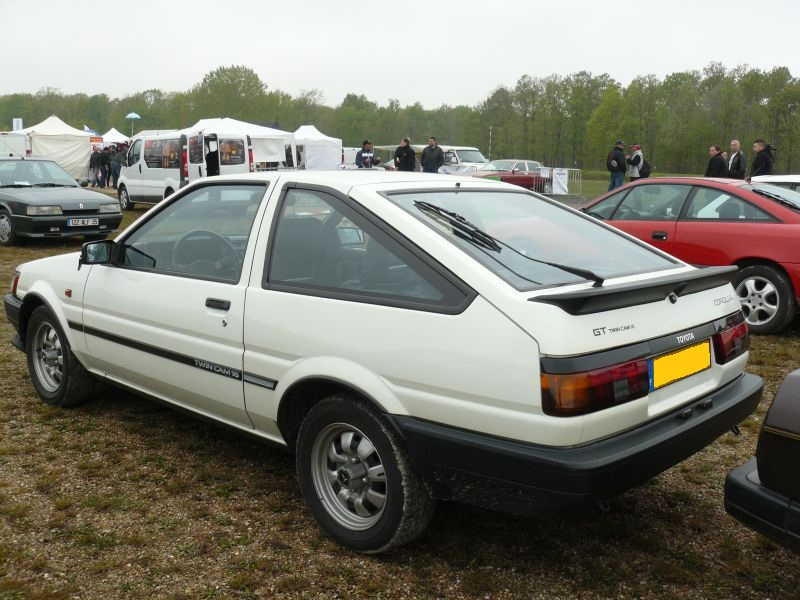
Heckansicht
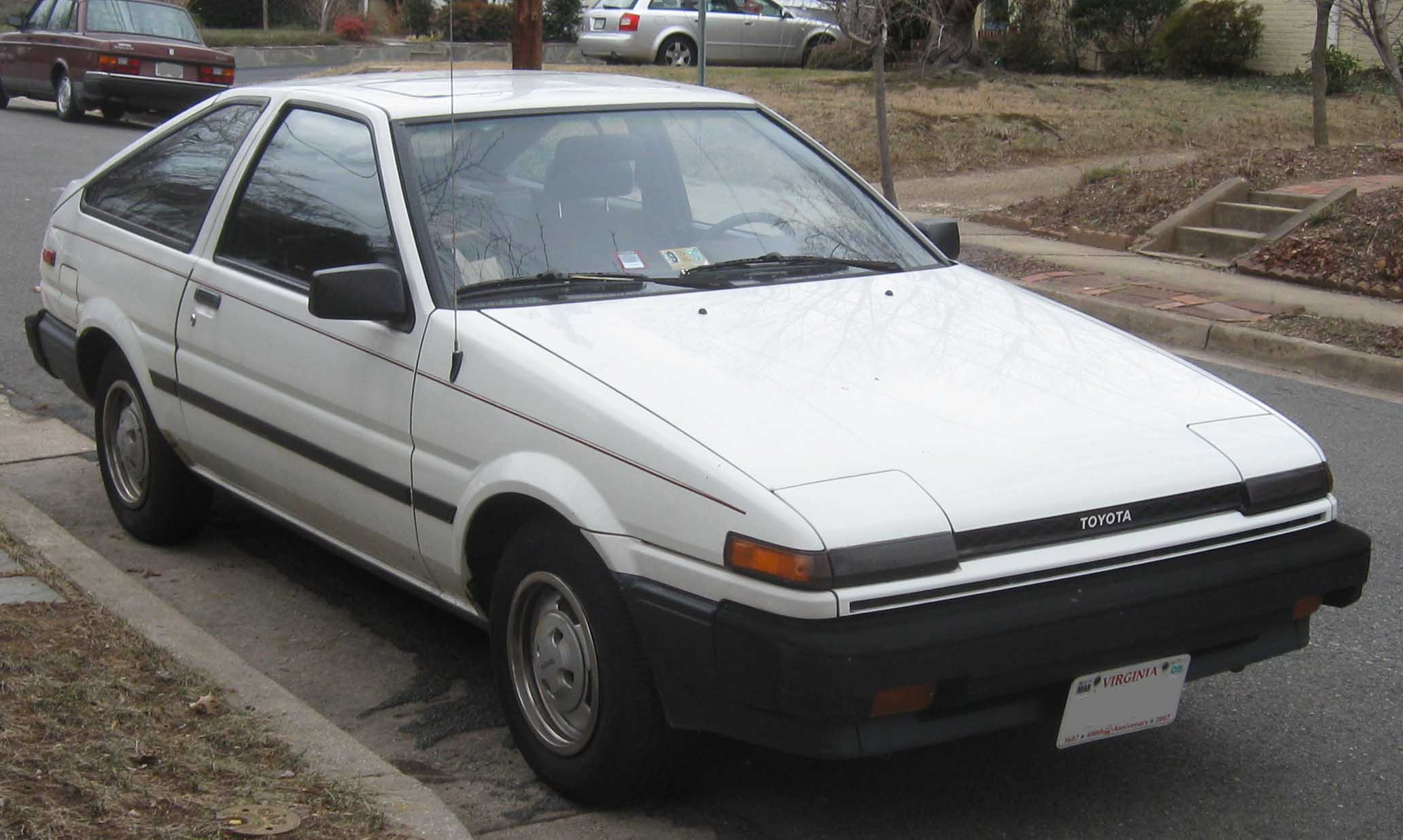
Toyota Corolla SR5 (1986)

### Verbleib

#### E8 (AE80/EE80/AE82)
Der E8 war zu seiner Zeit ein durchaus beliebtes Fahrzeug, das man häufig im deutschen Straßenbild sichten konnte. Die meisten Exemplare dürften um die Jahrtausendwende nach Afrika exportiert worden sein.
Die Coupés erfreuen sich in der deutschen Oldtimerszene einer gewissen Beliebtheit.
Problematisch an dieser Baureihe ist die Rostanfälligkeit an den hinteren Radkästen und Schwellerendspitzen. Technisch ist der E8 pflegeleicht (2A-L & 4A-L) nur beim 2E ist der Vergaser etwas anfällig. Die Ersatzteilversorgung von Verschleißteilen ist im Allgemeinen gut, allerdings sind Gummidichtungen und Ähnliches nur noch schwer zu bekommen.
Laut einer Abfrage beim KBA waren vom 1.6DX Liftback am 1. Januar 2015 noch angemeldet:
- 1983–1985: 12 Fahrzeuge
- 1985–1987: 10 Fahrzeuge (Modellpflege)

## Corolla (E9, 1987–1992)
Im Mai 1987 debütierte der Corolla E9 als drei- und fünftüriger Compact, viertüriges Stufenheck, fünftüriges Schrägheck Liftback und fünftüriger Kombi.
In Nordamerika gab es ab 1989 durch die Kooperation mit General Motors (NUMMI) auch eine fast baugleiche Version als Geo Prizm.

### Corolla Tercel 4WD
In manchen Märkten, so auch in Deutschland, wurde die zweite Generation des allradgetriebenen Kombis Toyota Sprinter Carib unter der Bezeichnung Corolla Tercel 4WD angeboten. In Nordamerika hieß sie Corolla AllTrac.

### Conquest und Tazz
In Südafrika und Australien wurden die drei- und fünftürigen Compact-Modelle als Toyota Tazz und Conquest produziert und verkauft.

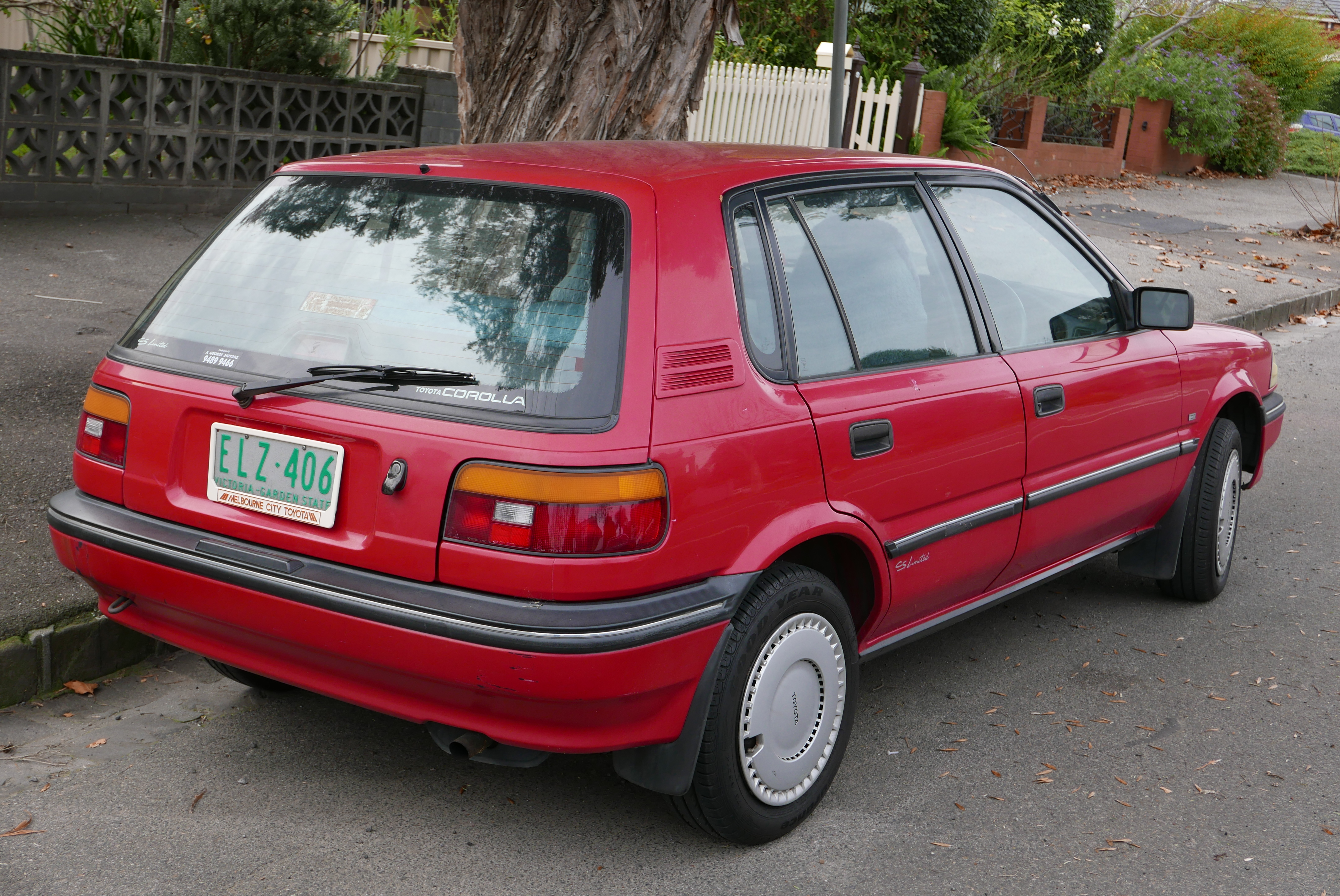
Corolla „Hatchback“, Heckansicht
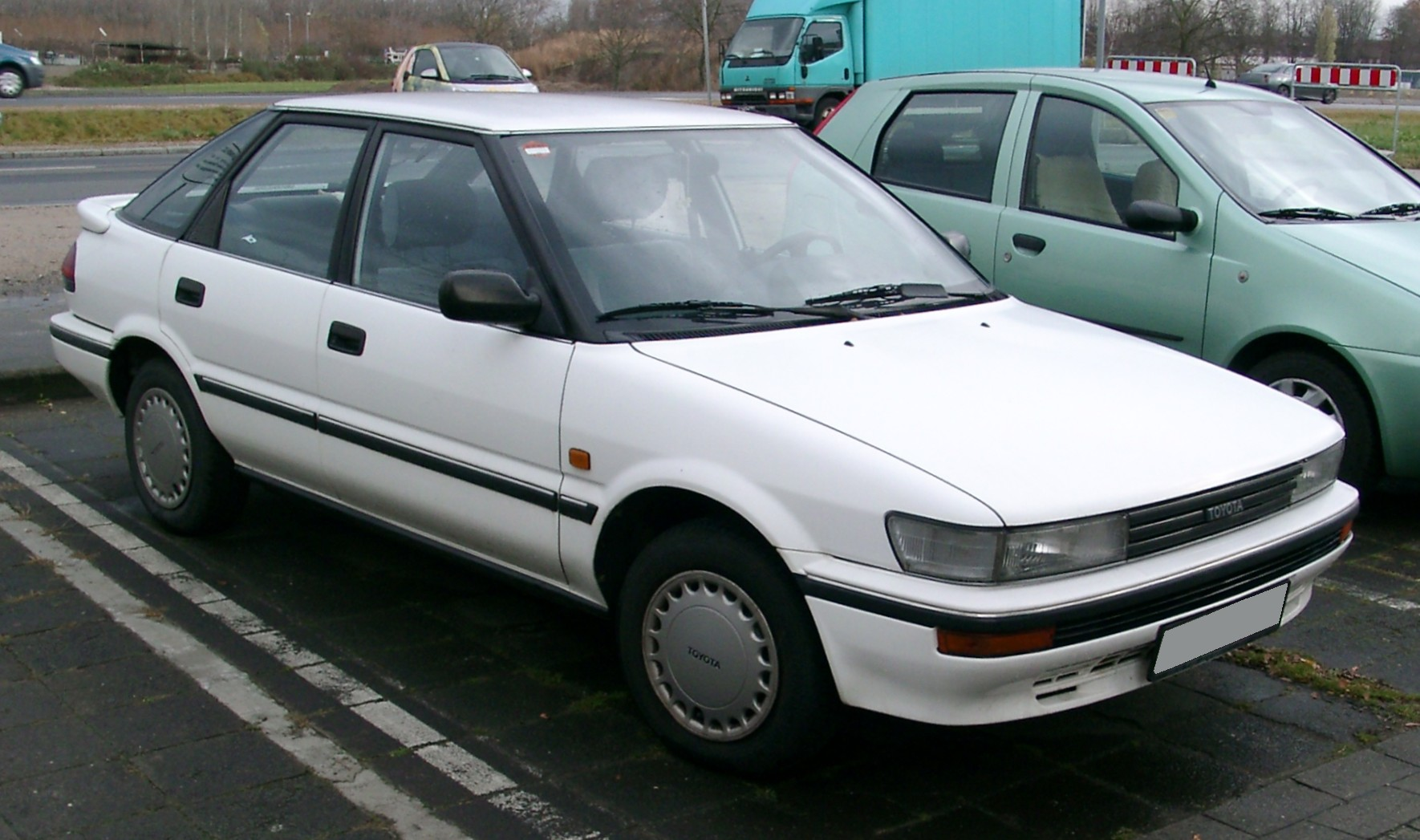
Toyota Corolla Fließheck (Liftback)
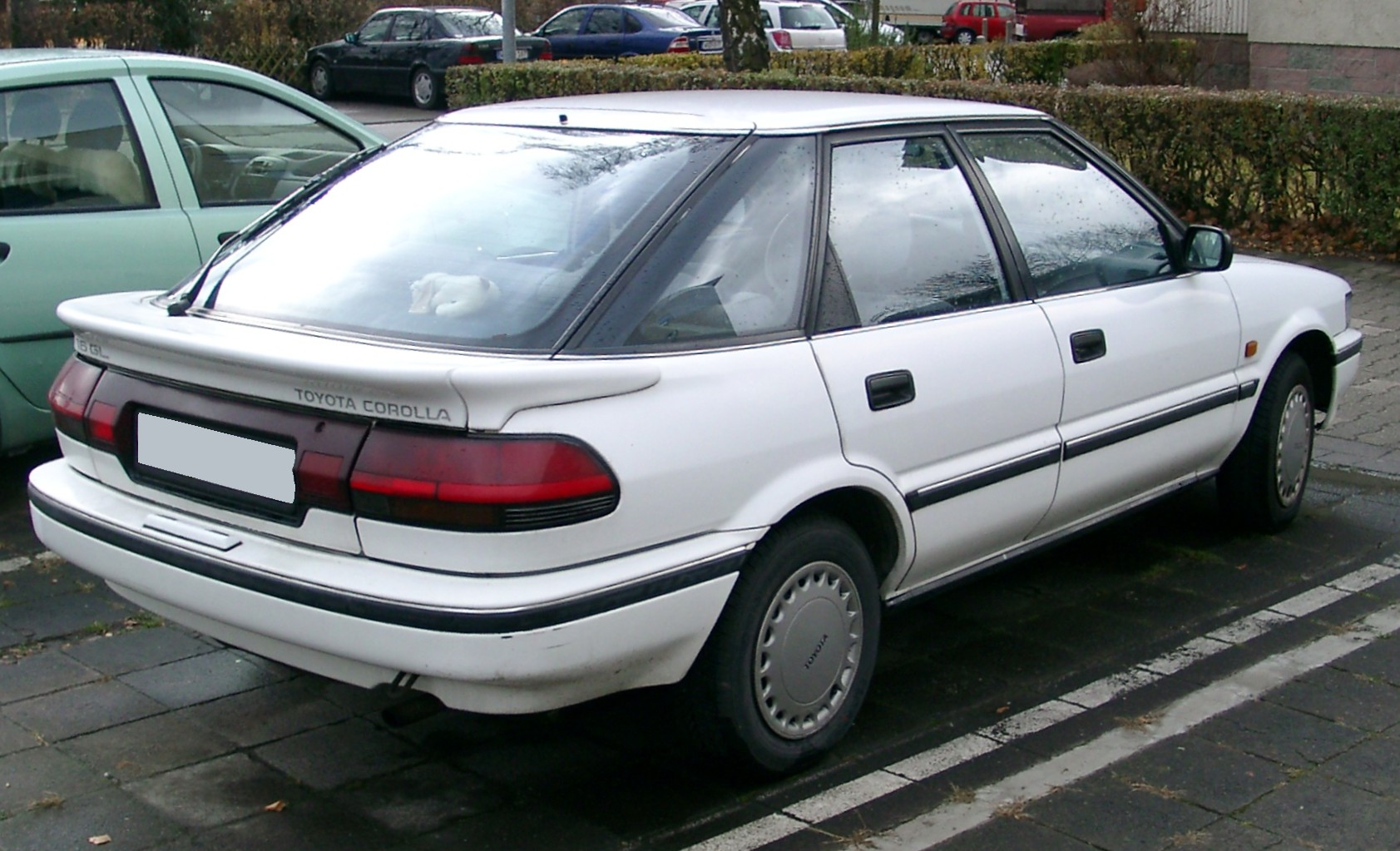
Corolla Fließheck, Heckansicht
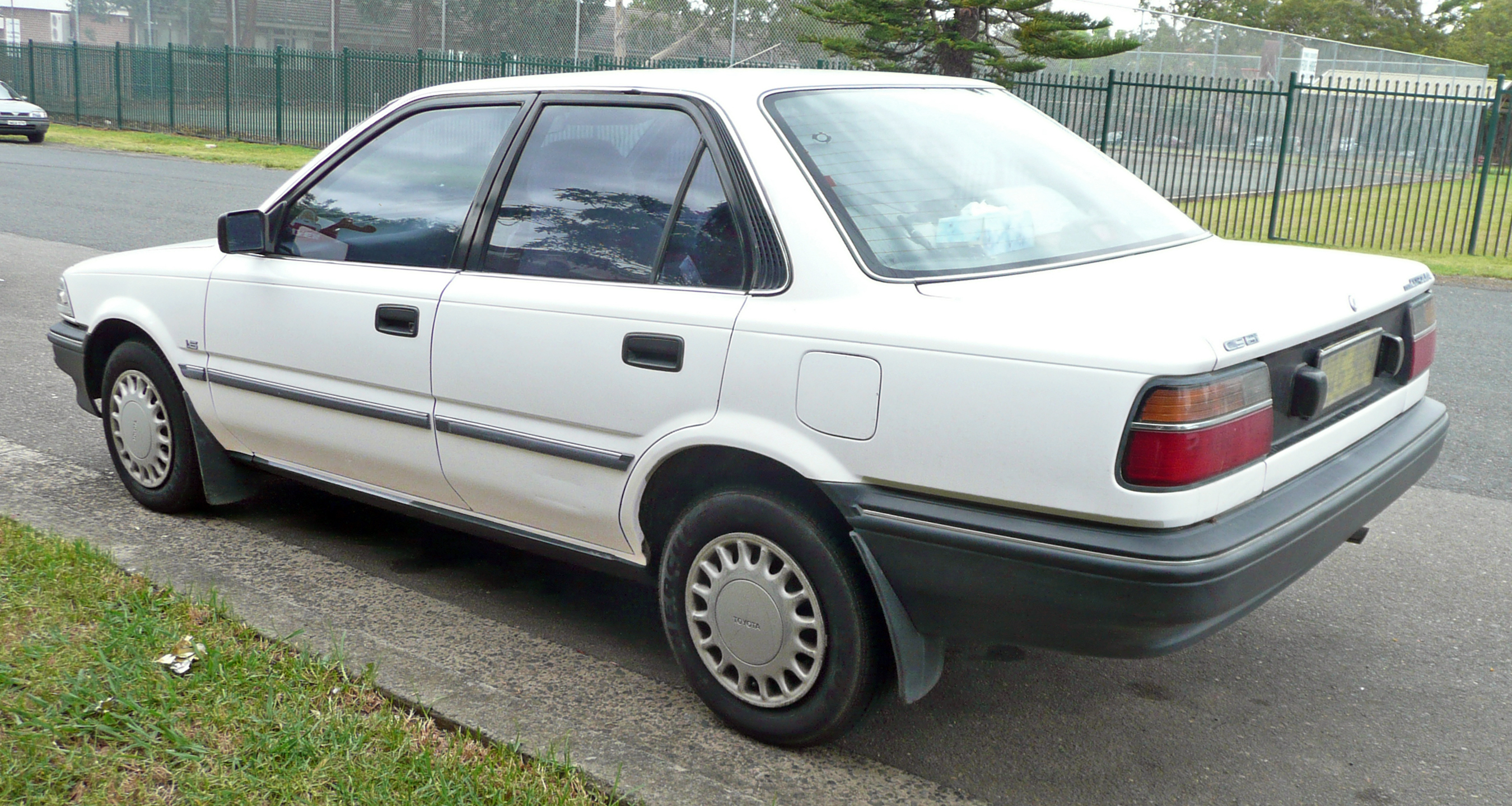
Toyota Corolla Stufenheck
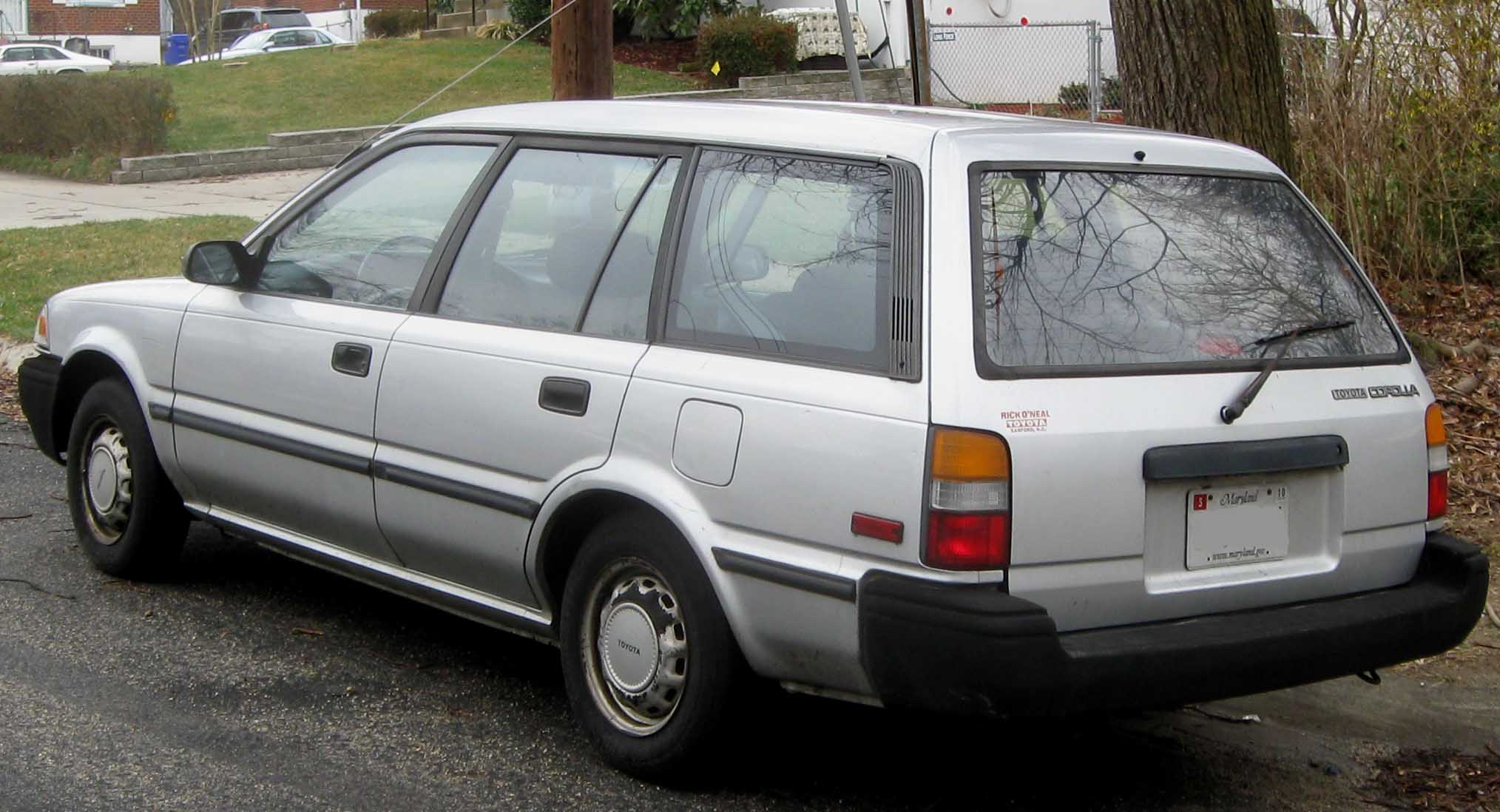
Toyota Corolla Combi
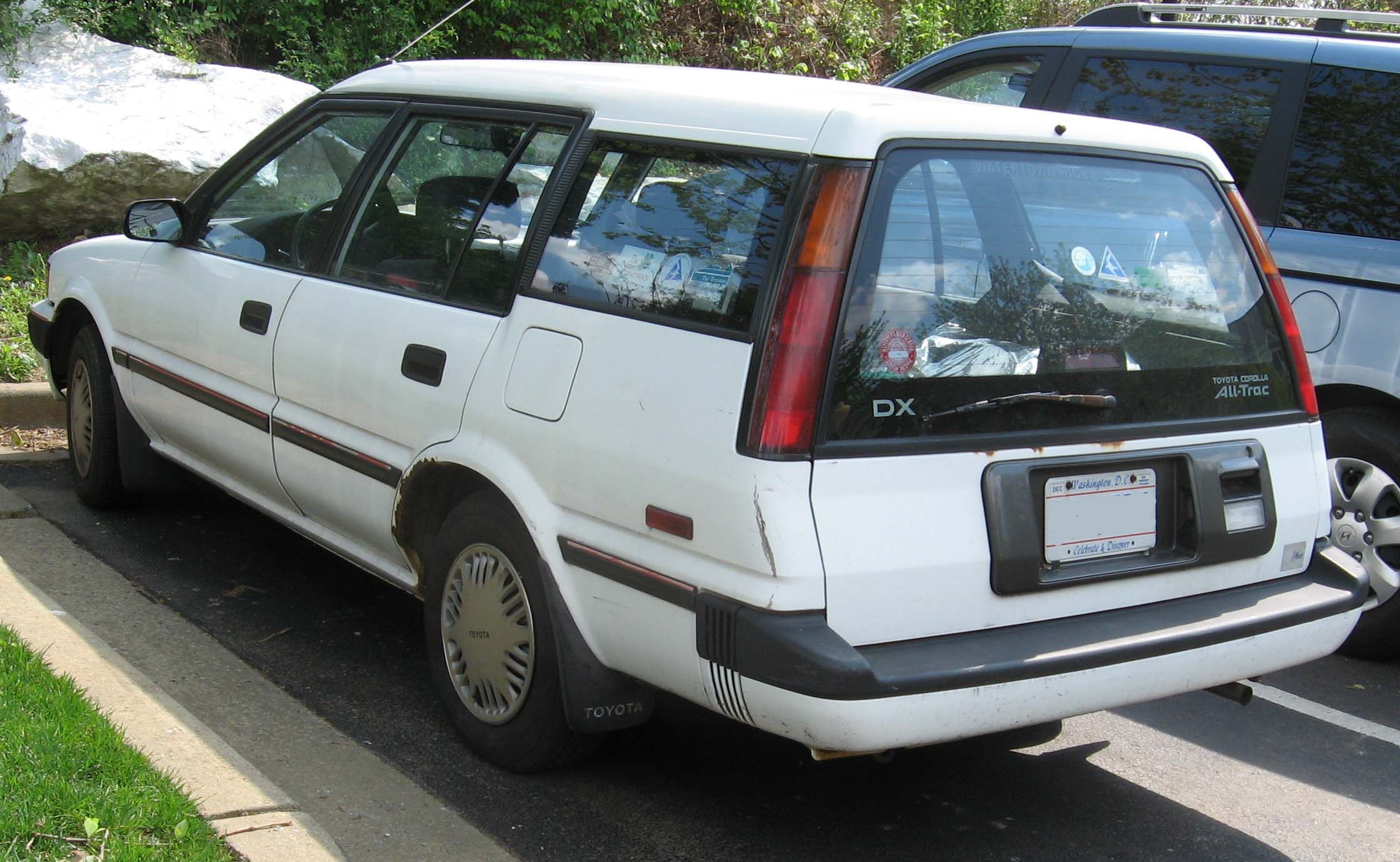
Toyota Corolla Tercel 4WD
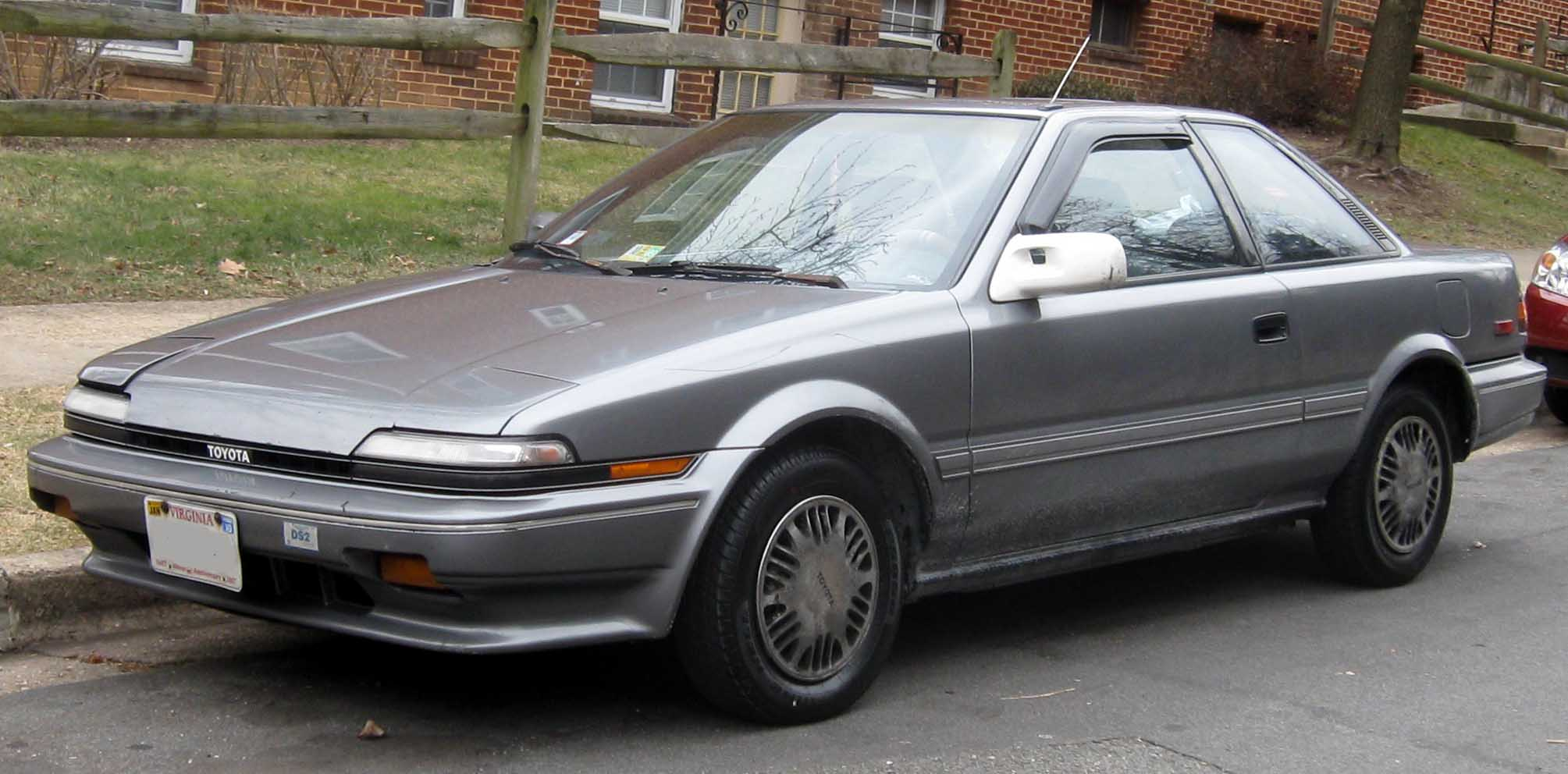
Toyota Corolla Coupé
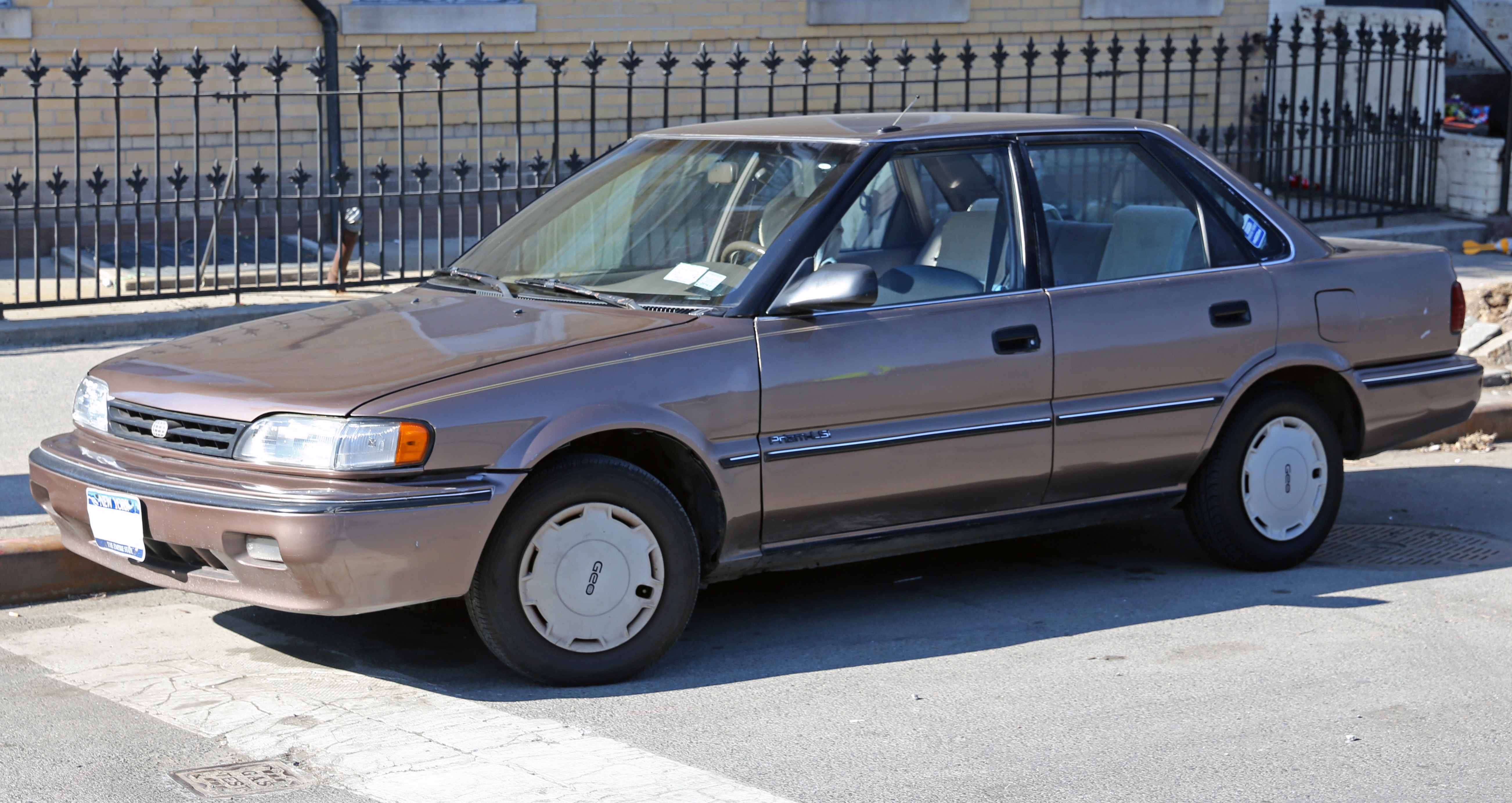
Geo Prizm Limousine (Nordamerika)
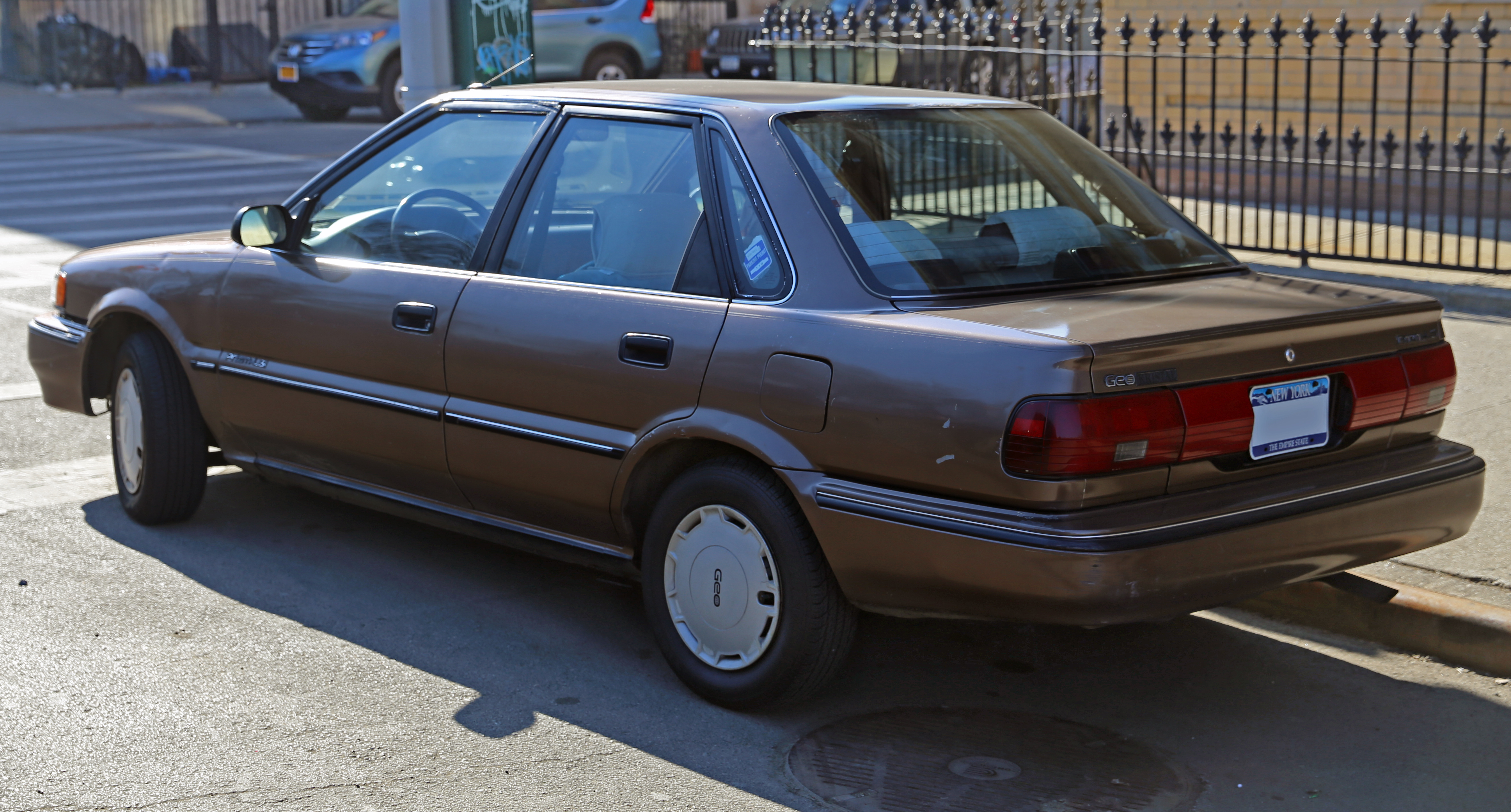
Heckansicht
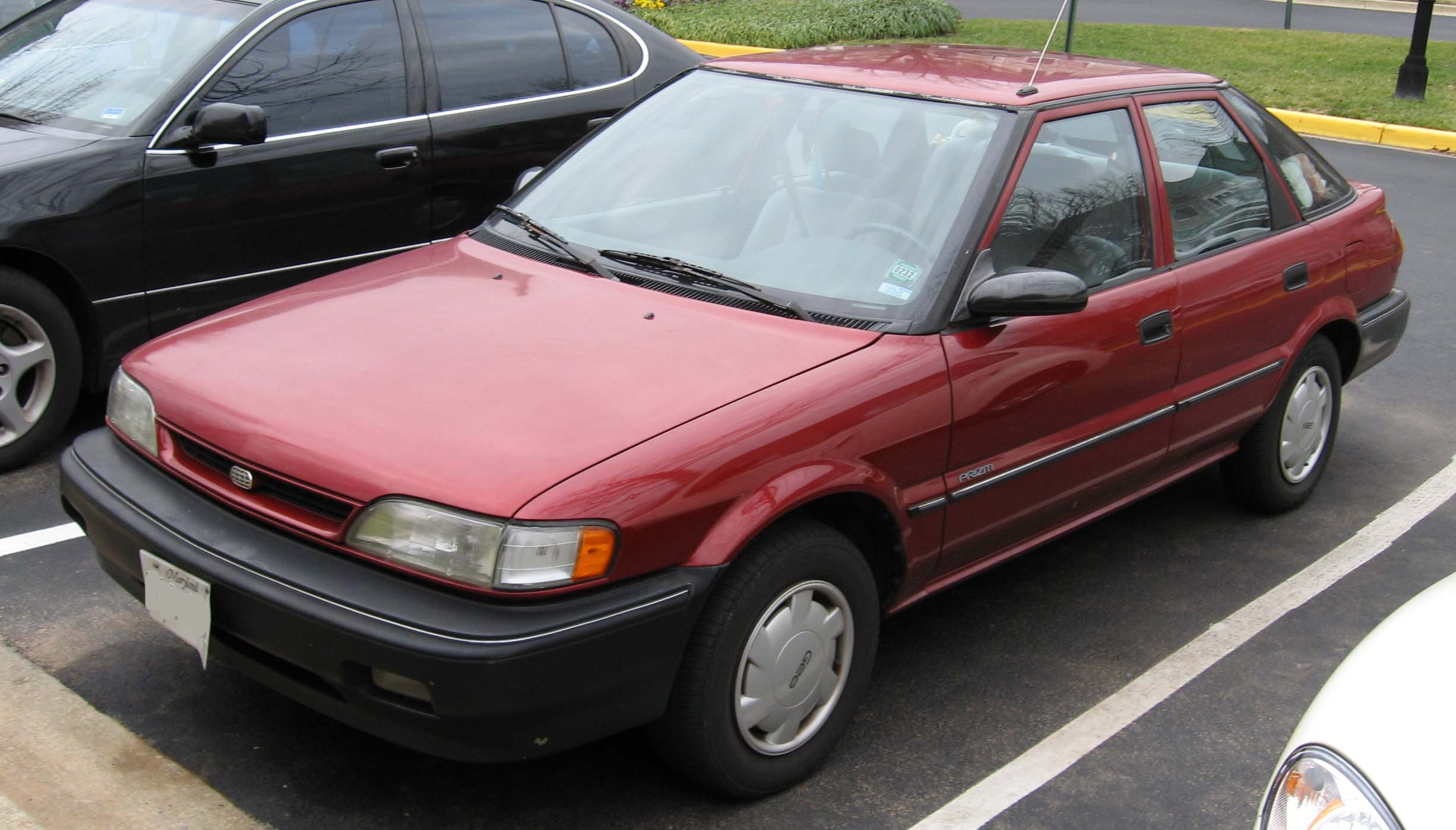
Geo Prizm Fließheck (Nordamerika)
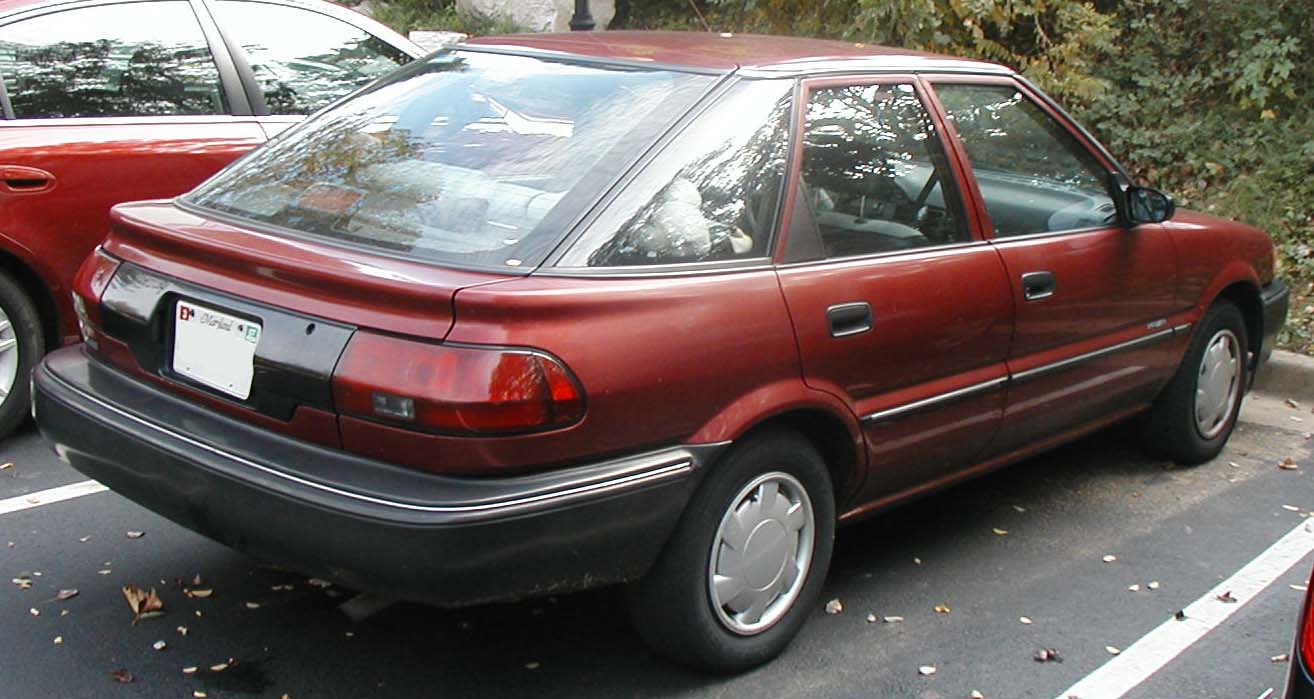
Heckansicht

### Motoren
Otto
- 1,3 Liter, 1280 cm³, 4 Zylinder, 55 kW (75 PS), 2E
- 1,3 Liter, 1296 cm³, 4 Zylinder, 55 kW (75 PS), 2E-E (G-Kat)
- 1,6 Liter, 1587 cm³, 4 Zylinder, 66 kW (90 PS), 4E-FE
- 1,6 Liter, 1587 cm³, 4 Zylinder, 77 kW (105 PS), 4A-FE
- 1,6 Liter, 1587 cm³, 4 Zylinder, 85 kW (116 PS), 4A-GE
- 1,6 Liter, 1587 cm³, 4 Zylinder, 92 kW (125 PS), 4A-GE (Liftback GT-i)
- 1,6 Liter, 1587 cm³, 4 Zylinder, 107 kW (145 PS), 4A-GZE, bis 1990 in Japan und USA
- 1,6 Liter, 1587 cm³, 4 Zylinder, 122 kW (165 PS), 4A-GZE, ab 1990 in Japan und USA
- 1,8 Liter, 1762 cm³, 4 Zylinder, 86 kW (117 PS), 7A-FE, nicht in Europa

Diesel
- 1,8 Liter D, 1840 cm³, 4 Zylinder, 47 kW (64 PS), 1C
- 1,8 Liter D, 1840 cm³, 4 Zylinder, 49 kW (67 PS), 1C

## Corolla (E10, 1991–1997)
Die Produktion des Modells begann im Juni 1991 im japanischen Toyota-Werk in Toyota-Stadt, wo das Modell bis zum Mai 1995 vom Band rollte, bis es durch die neue E11-Generation ersetzt wurde. Nach Deutschland wurde die E10-Generation des Toyota Corolla im Mai 1992 als Nachfolger des Corolla E9 eingeführt und bis April 1997 angeboten. In der Türkei wurde die E10-Generation bei Toyotasa noch bis in den August 1998 hinein produziert. In Nordamerika wurde auch wieder eine fast baugleiche Version der Limousine von GM als Geo Prizm verkauft.
Obwohl eine völlig neue Plattform entwickelt wurde, hatte sich technisch nicht viel geändert. Das Fahrwerk war mit MacPherson-Federbeinen und Querlenkern ausgestattet. Als Karosserievarianten gab es eine drei- sowie fünftürige Kombilimousine namens Compact, ein viertüriges Stufenheck, einen Kombi sowie die lange fünftürige Schrägheckversion namens „Liftback“. Zum Stichtag 1. Januar 2022 waren laut KBA in Deutschland noch 166 Toyota Corolla Kombi dieser Baureihe angemeldet.
Der Kombi dieser Generation prägt bis heute vor allem als Taxi das afghanische Straßenbild.
Die Motorenpalette umfasste nun nur noch drei Motoren. Bei den Ottomotoren gab es einen 1,4 Liter (4E-FE, 1332 cm³) mit zunächst 65 kW (88 PS), einen 1,6 Liter (4A-FE) mit 84 kW (114 PS) und einen neu entwickelten 2,0-Liter-Diesel mit 53 kW (72 PS). Alle Motoren waren mit 5-Gang-Getriebe ausgestattet. Für den 1,4-Liter-Ottomotor 4E-FE gab es optional ein 3-Stufen-Automatikgetriebe, für den 1,6-Liter-Ottomotor 4A-FE eine elektronisch gesteuerte 4-Stufen-Automatik mit Overdrive. Es gab drei Ausstattungslinien: XLi, GLi (nur Liftback 1,6 Liter) und Si (nur Dreitürer 1,6 Liter). Optional gab es einen Fahrerairbag mit Schlagzünder sowie ein elektrisches Schiebedach.

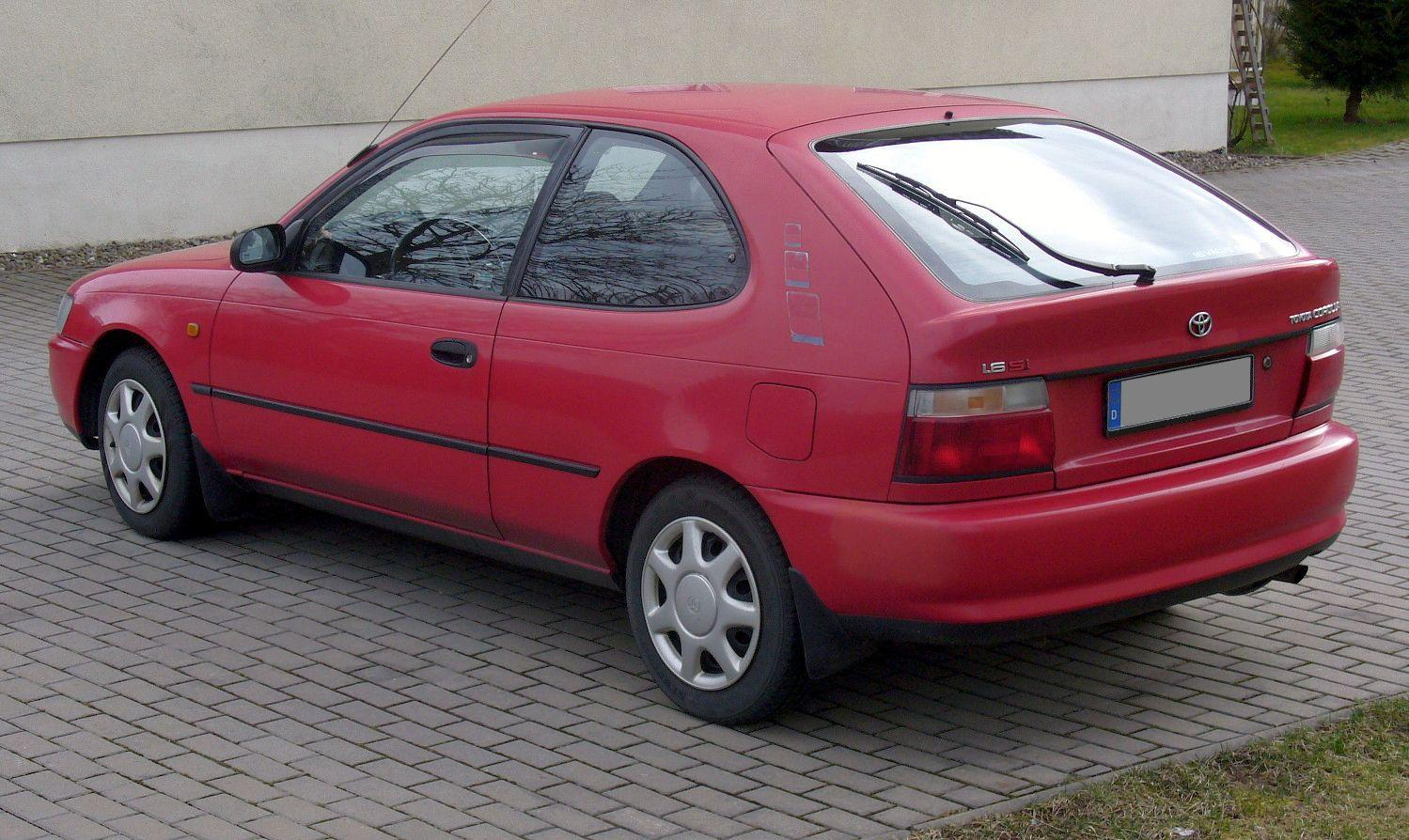
Heckansicht
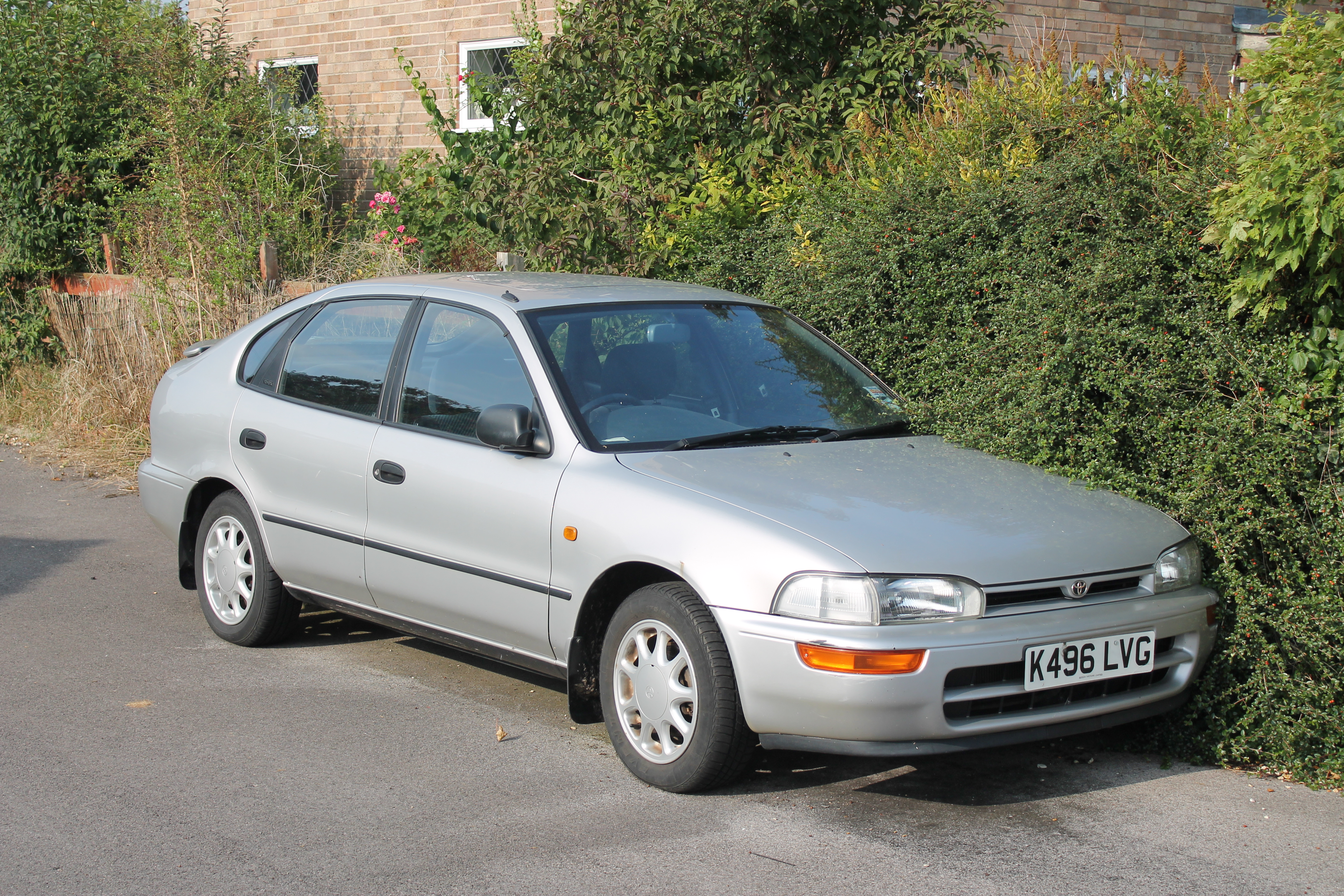
Toyota Corolla Liftback (1992–1995)
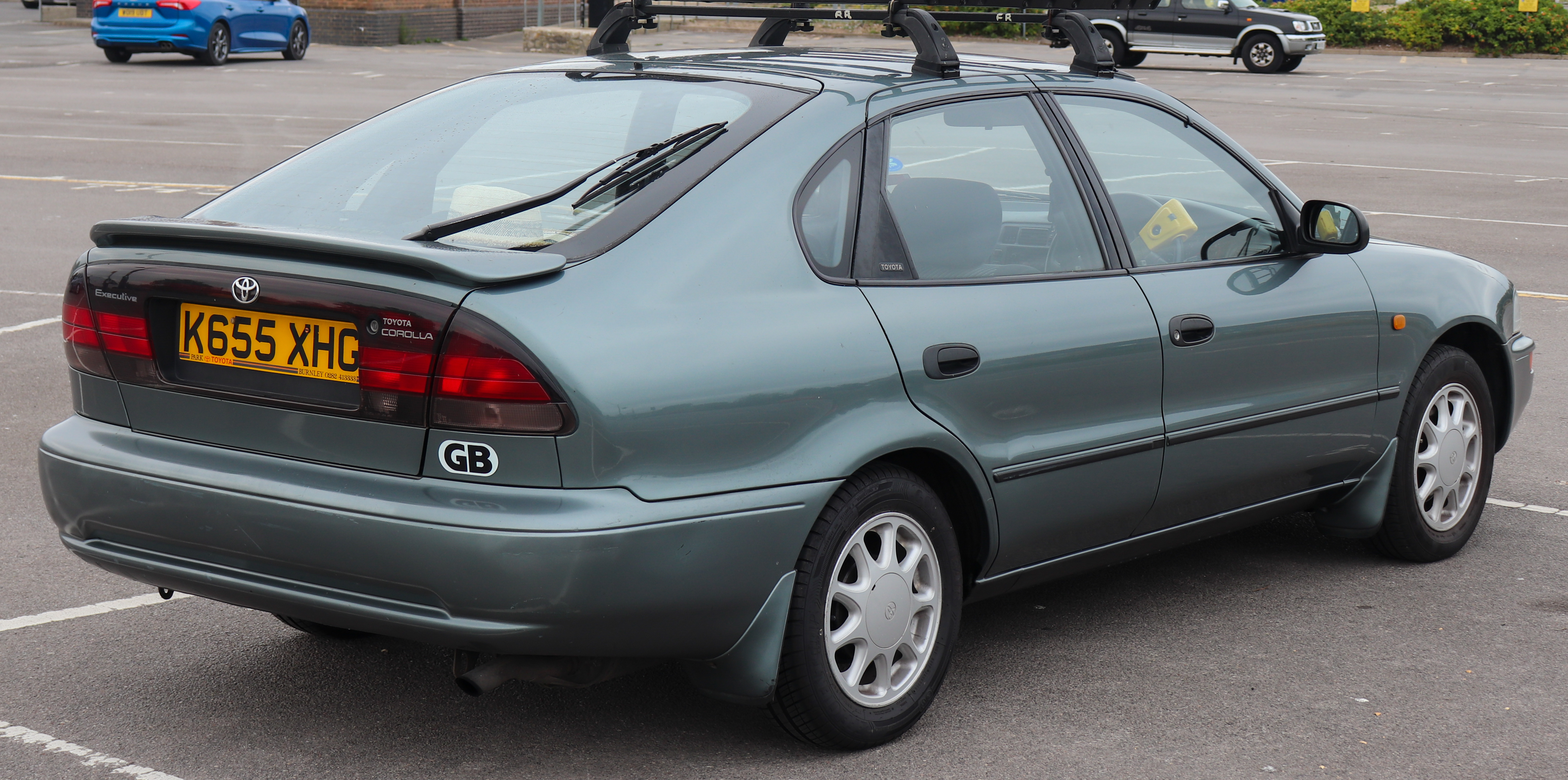
Heckansicht

### Modellpflege
Im Mai 1995 wurde der Corolla E10 einer kleinen Modellpflege unterzogen. Es wurden geringfügige Anpassungen an Stoßfänger und Kühlergrill vorgenommen. Die Karosserievariante „Liftback“ entfiel. Der 1,4-Liter-4E-FE-Motor leistete nun lediglich 75 PS (55 kW), erfüllte aber die Schadstoffklasse Euro 2. Von nun an waren Fahrer- und Beifahrerairbag serienmäßig, die durch elektronische Sensorzündung aktiviert wurden.

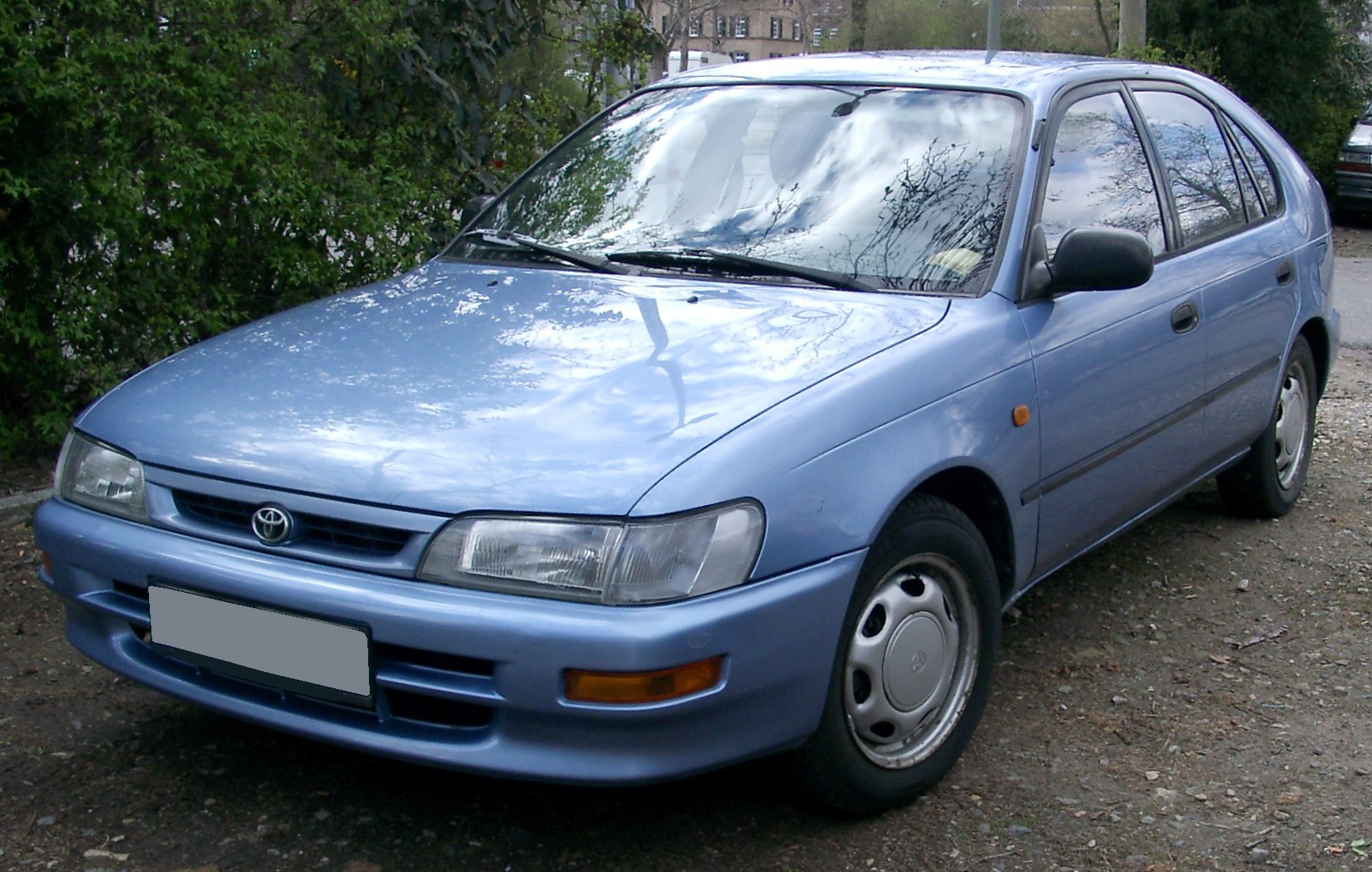
Toyota Corolla Compact Fünftürer (1995–1997)
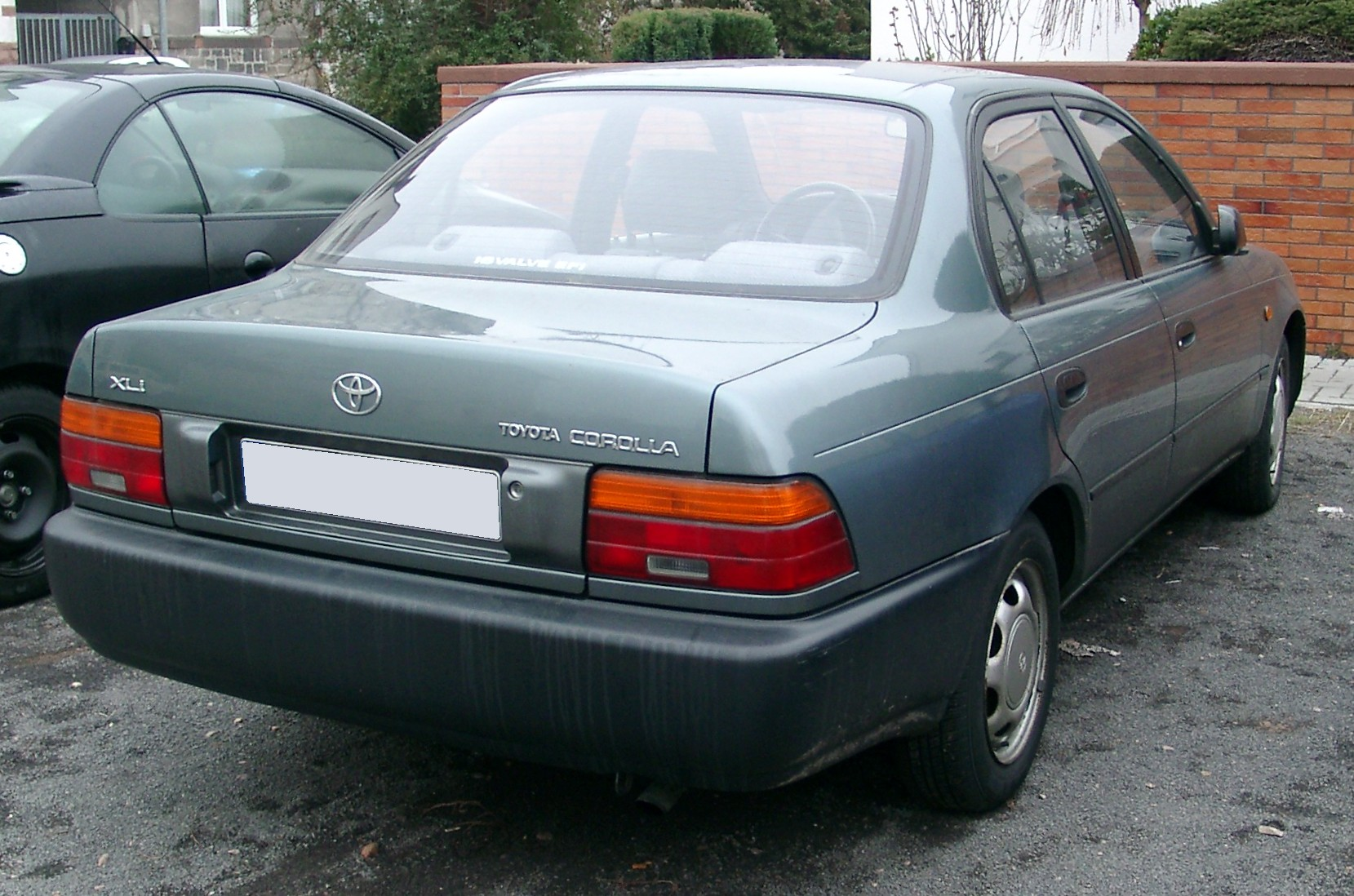
Toyota Corolla Stufenheck (1995–1997)
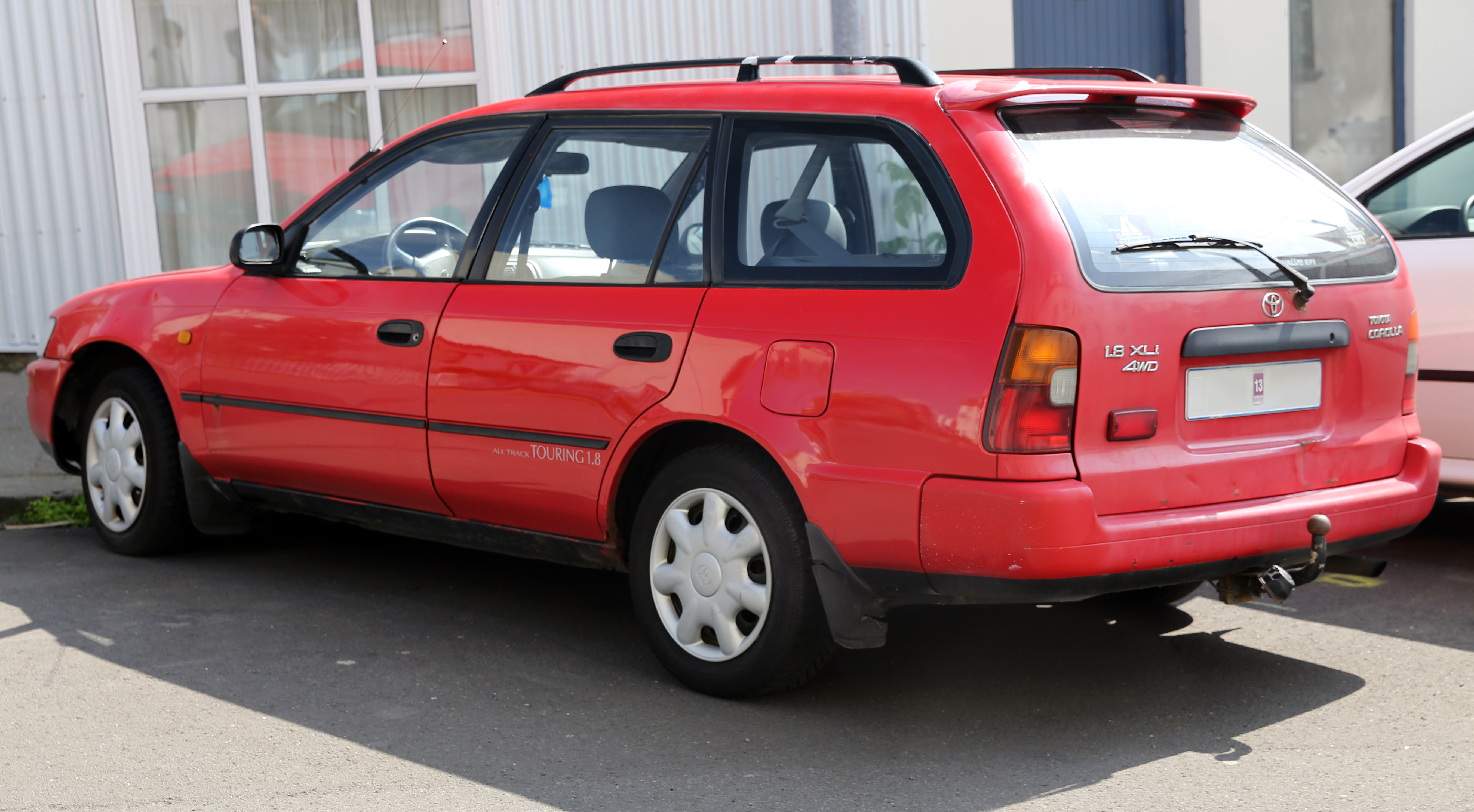
Toyota Corolla Kombi

### Motoren
Otto
- 1.3 12V (2E), 1296 cm³, 4 Zylinder in Reihenbauart, 53 kW (72 PS), 06.91–04.95, nicht auf dem deutschen Markt.
- 1.4 XLI 16V (4E-FE), 1332 cm³, 4 Zylinder in Reihenbauart, 65 kW (88 PS), 05.92–09.95, Abgasnorm Euro 1. Ab 09.95–04.97, 55 kW (75 PS), Abgasnorm Euro 2.
- 1.6 Si 16V (4A-FE), 1587 cm³, 4 Zylinder in Reihenbauart, 84 kW (114 PS), 05.92–04.97
- 1.6 VVT-i 20V (4A-GE) 1,587 cc (1.6 L; 96.8 cu in) (AE111)
- 1.8 4WD 16V (7A-FE), 1762 cm³, 4 Zylinder in Reihenbauart, 81 kW (110 PS). Nur im Allradmodell 4WD-Kombi (nicht in Deutschland)

Diesel
- 2,0 Liter D Kat (2C), 1975 cm³,  4 Zylinder in Reihenbauart, 53 kW (72 PS), 05.92–04.97

### Weltweite Modelle

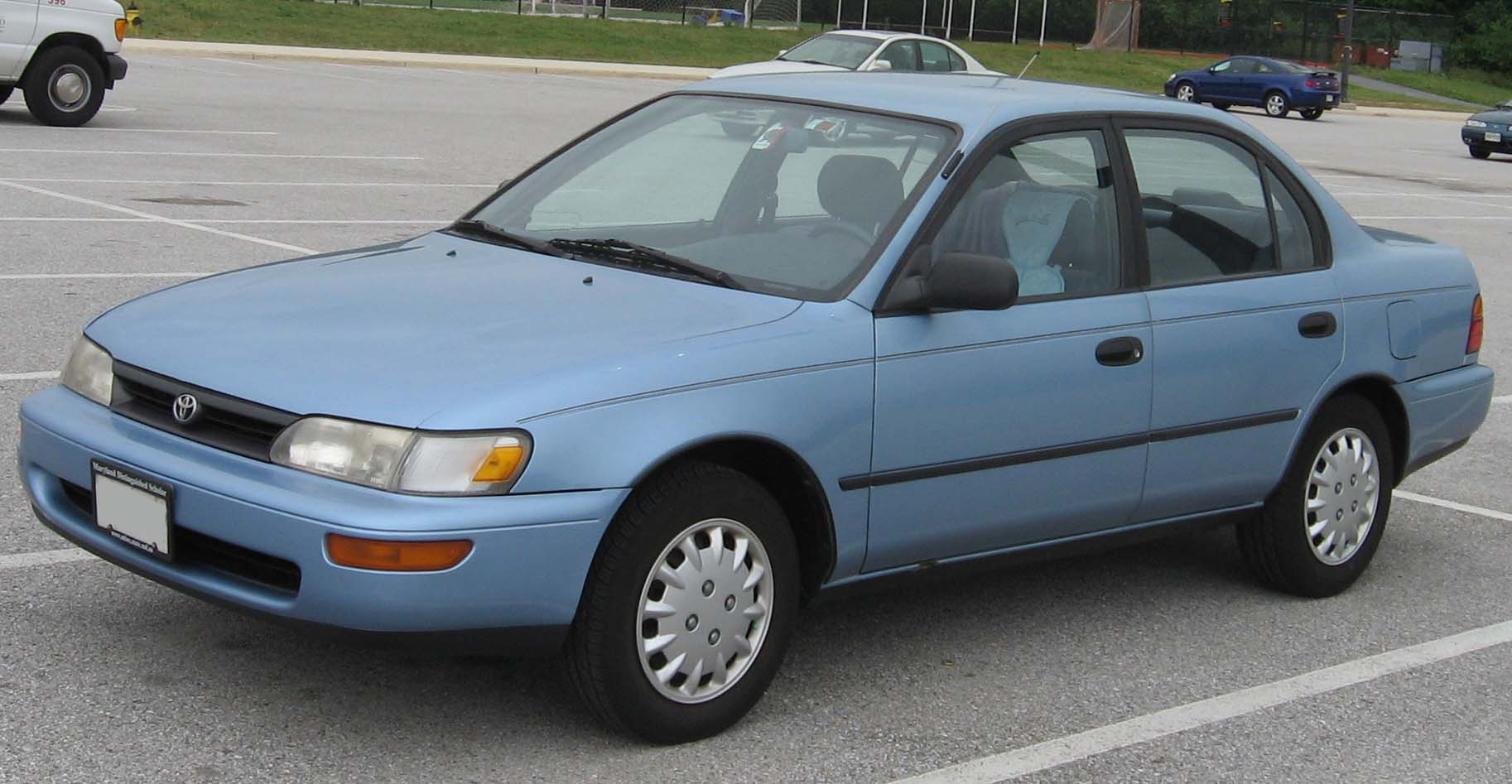
US-Modell (Limousine)
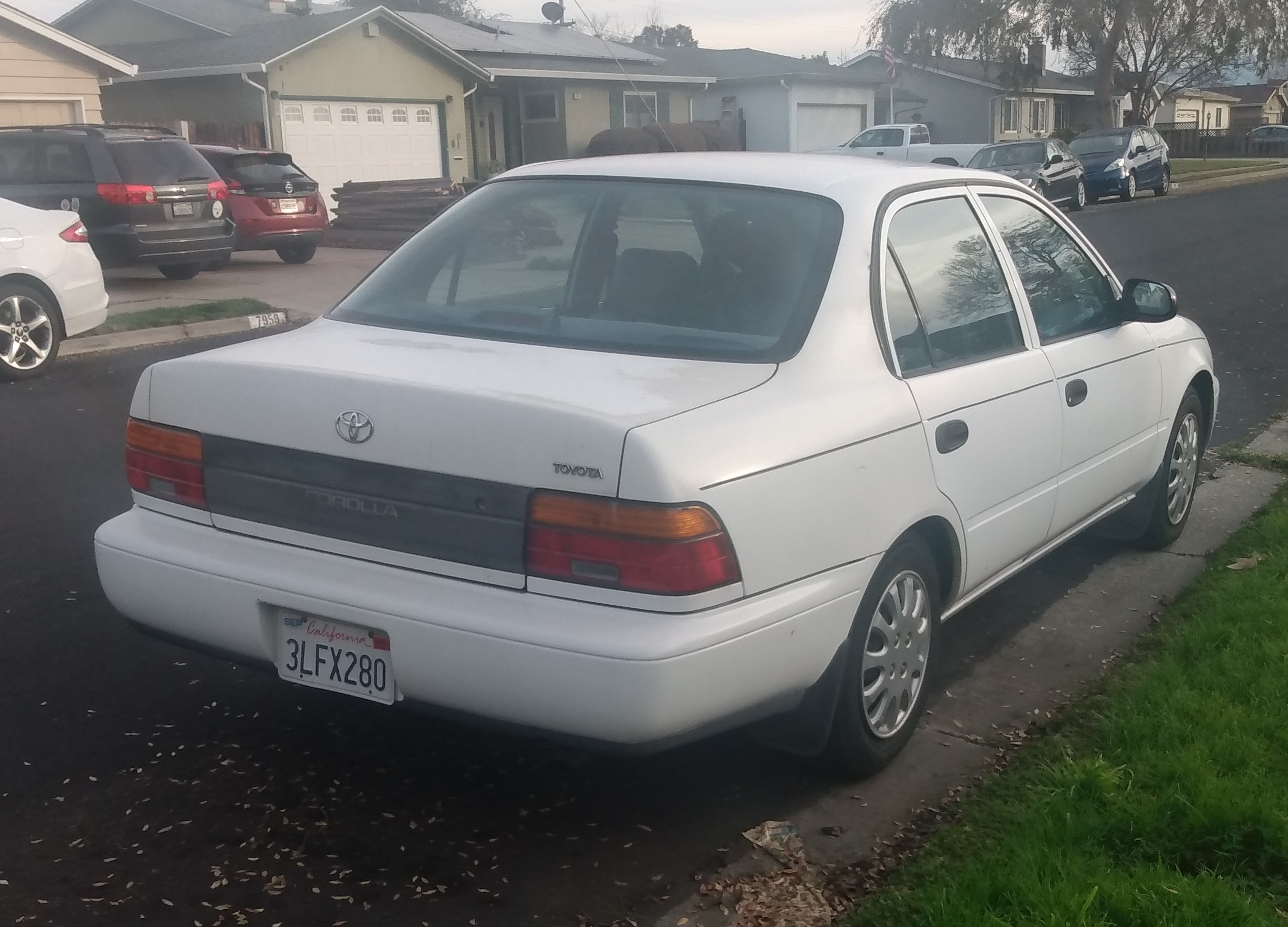
Heckansicht
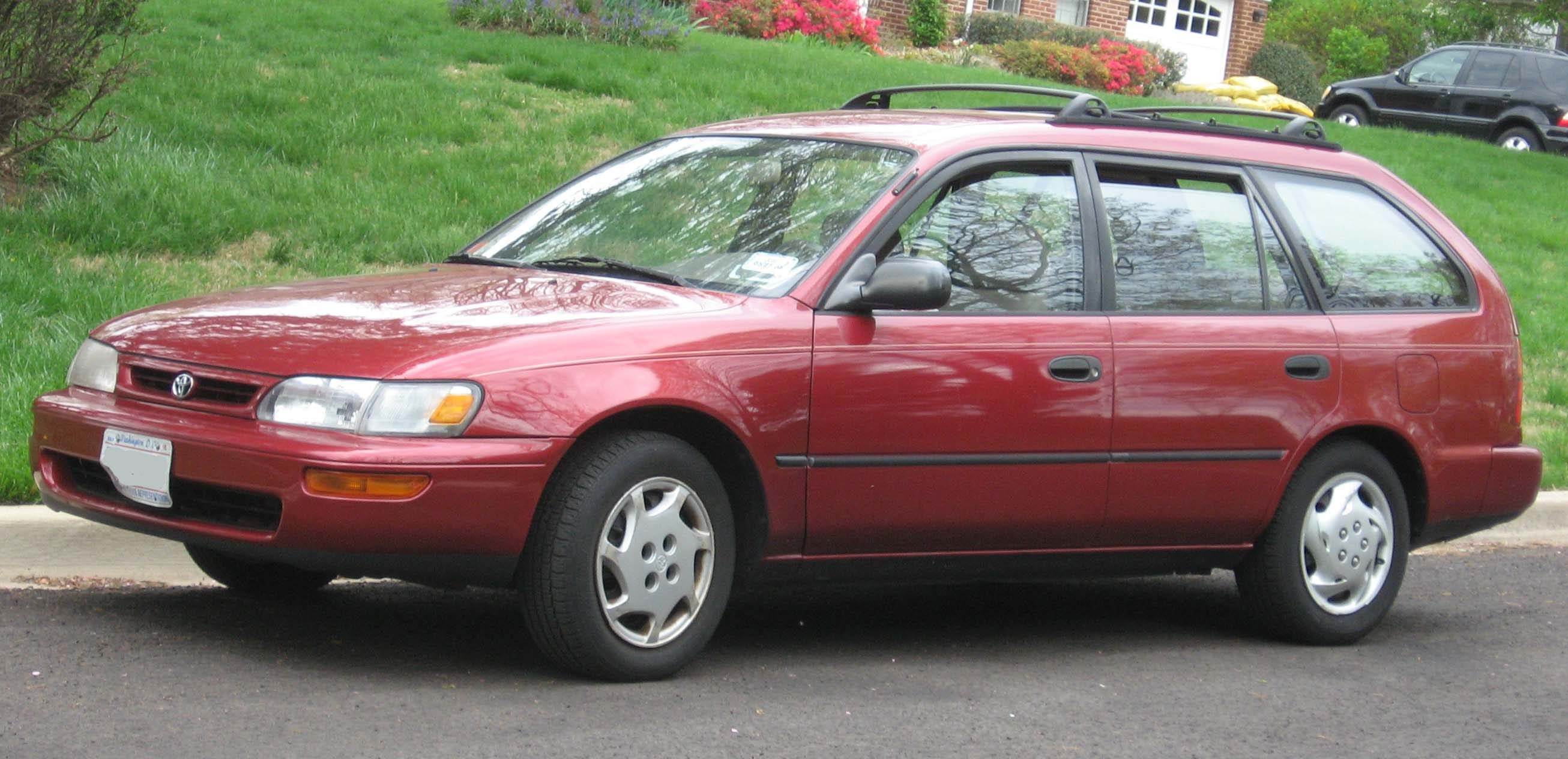
US-Modell (Kombi)
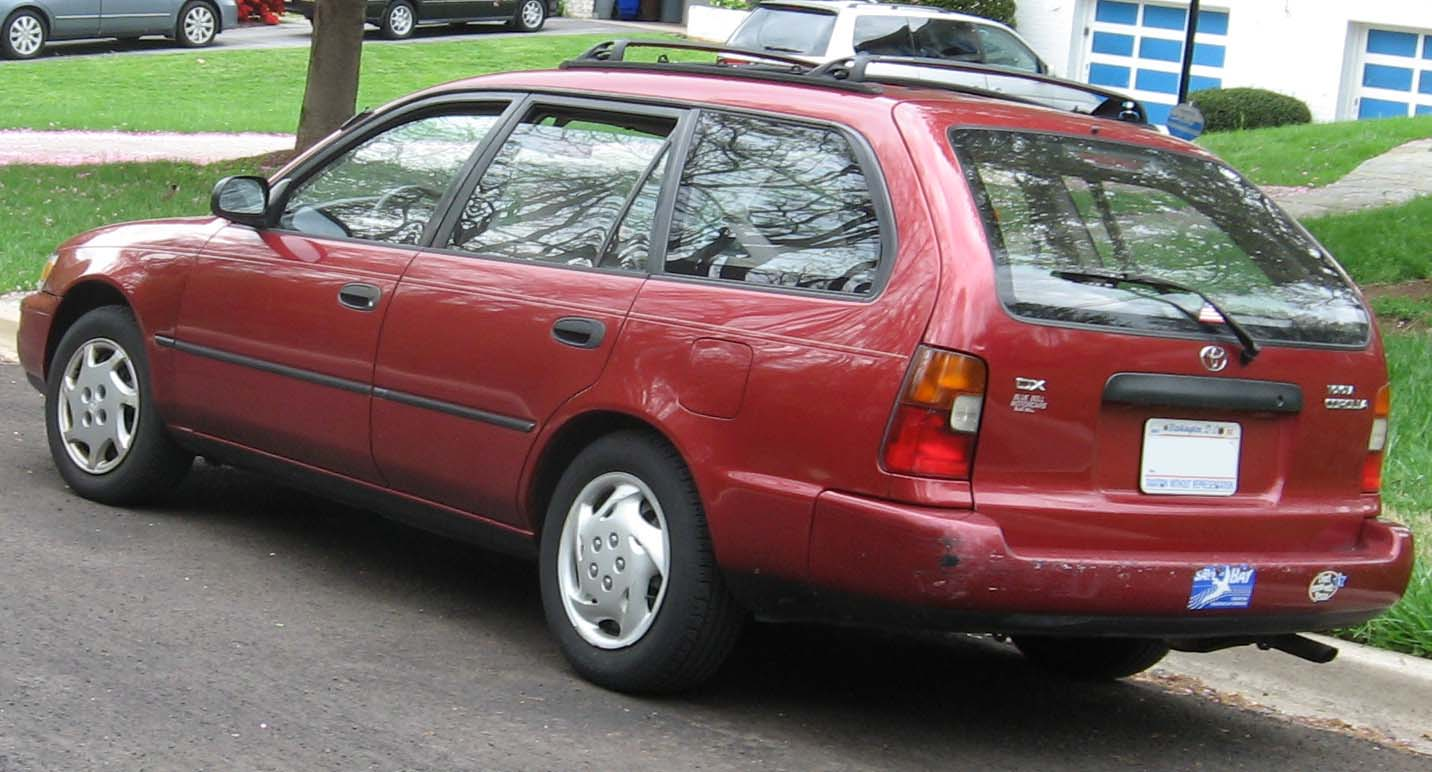
Heckansicht
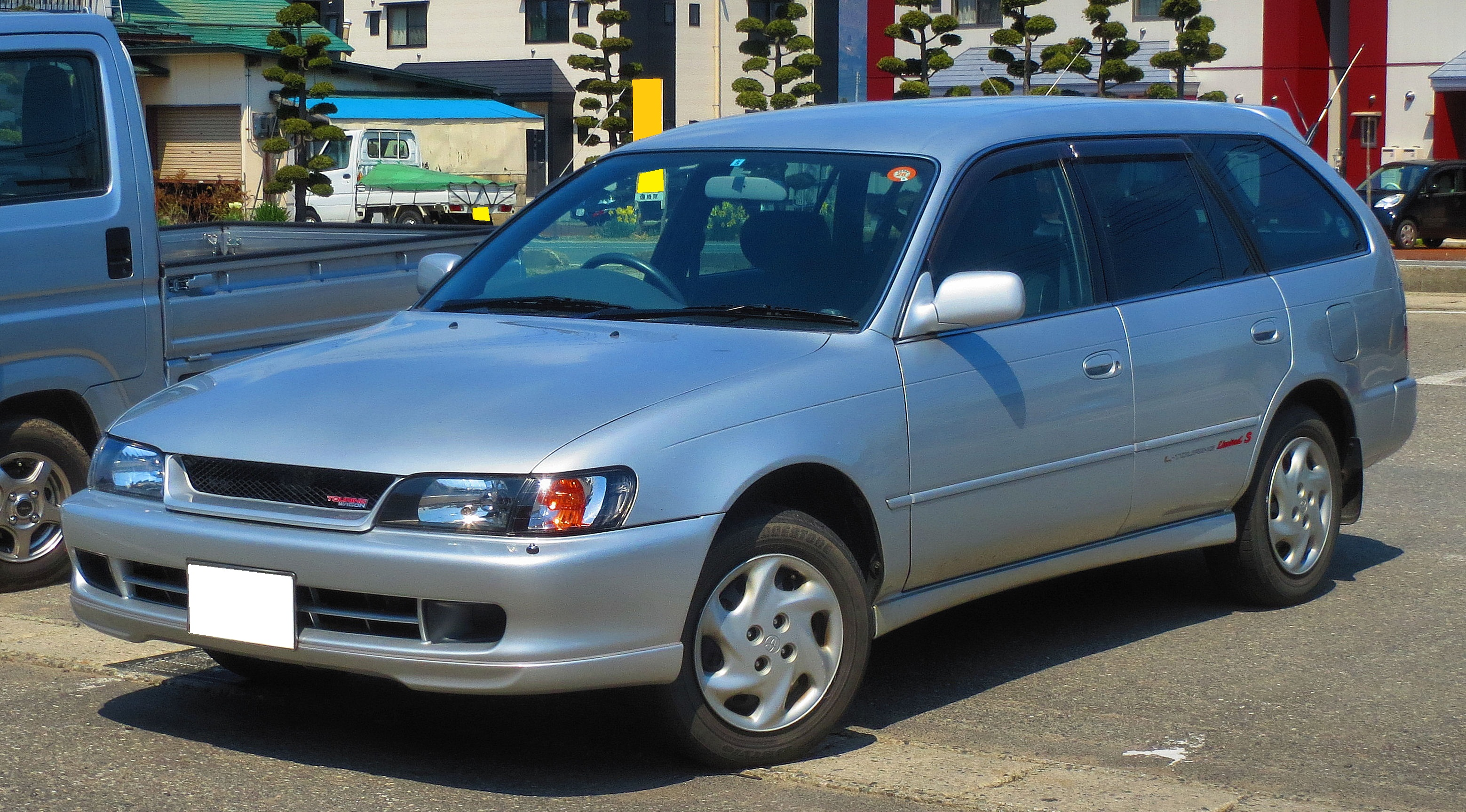
Japanisches Modell L-Touring Limited-S 4WD
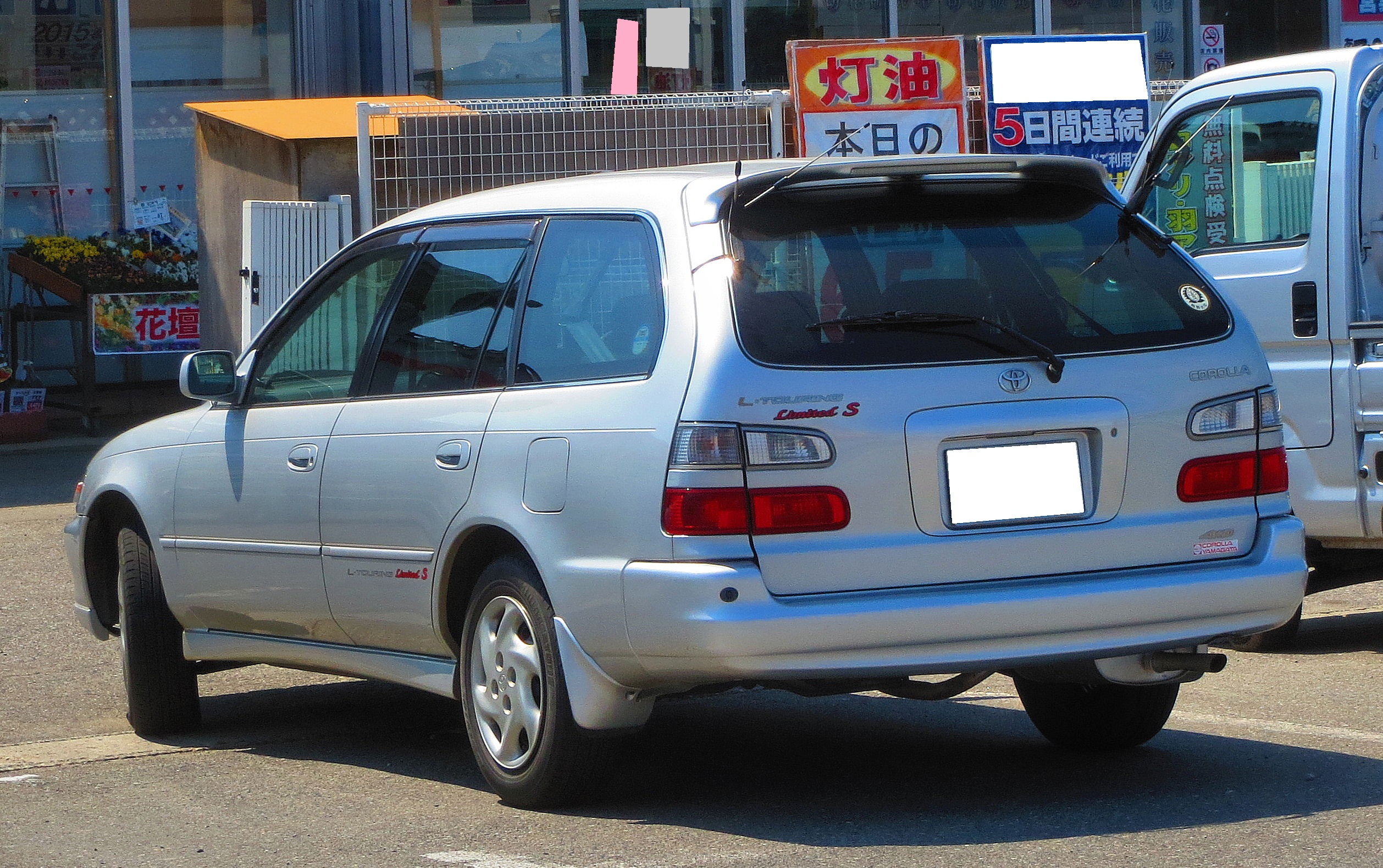
Heckansicht
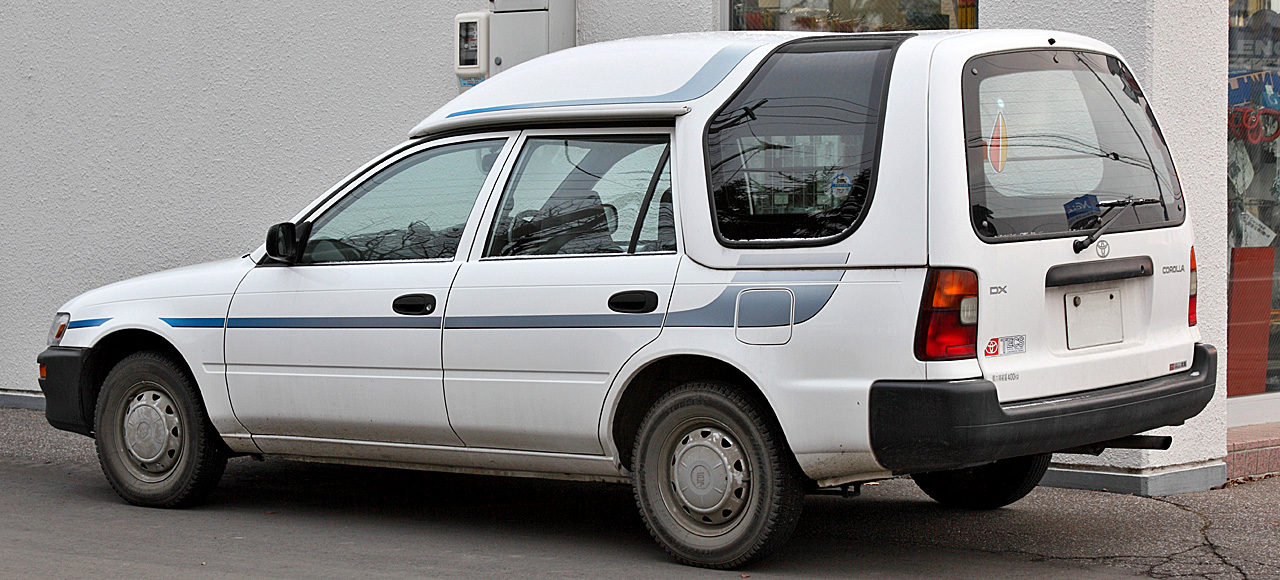
Corolla High-Roof Van (Japan)
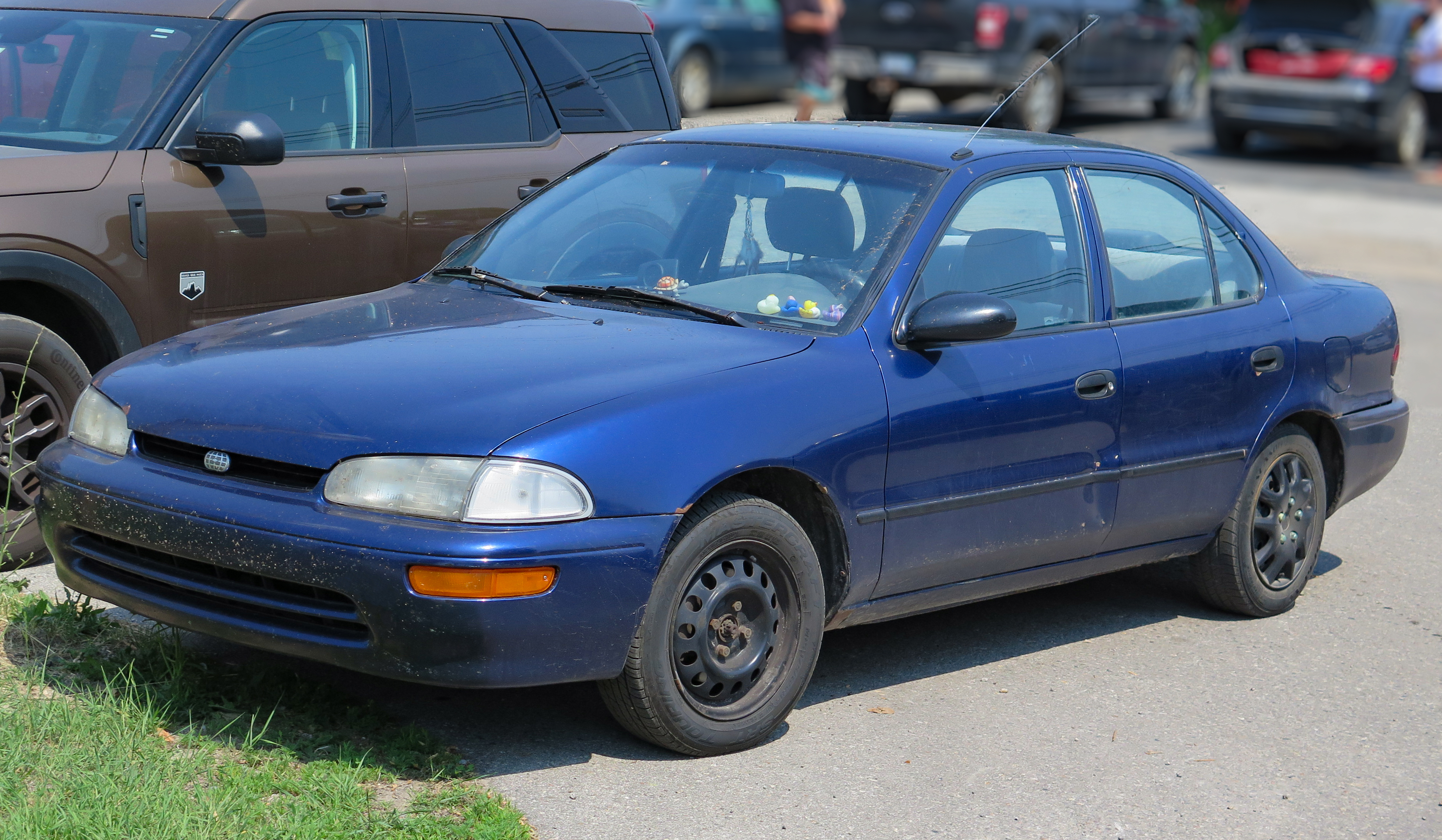
Geo Prizm (Nordamerika)
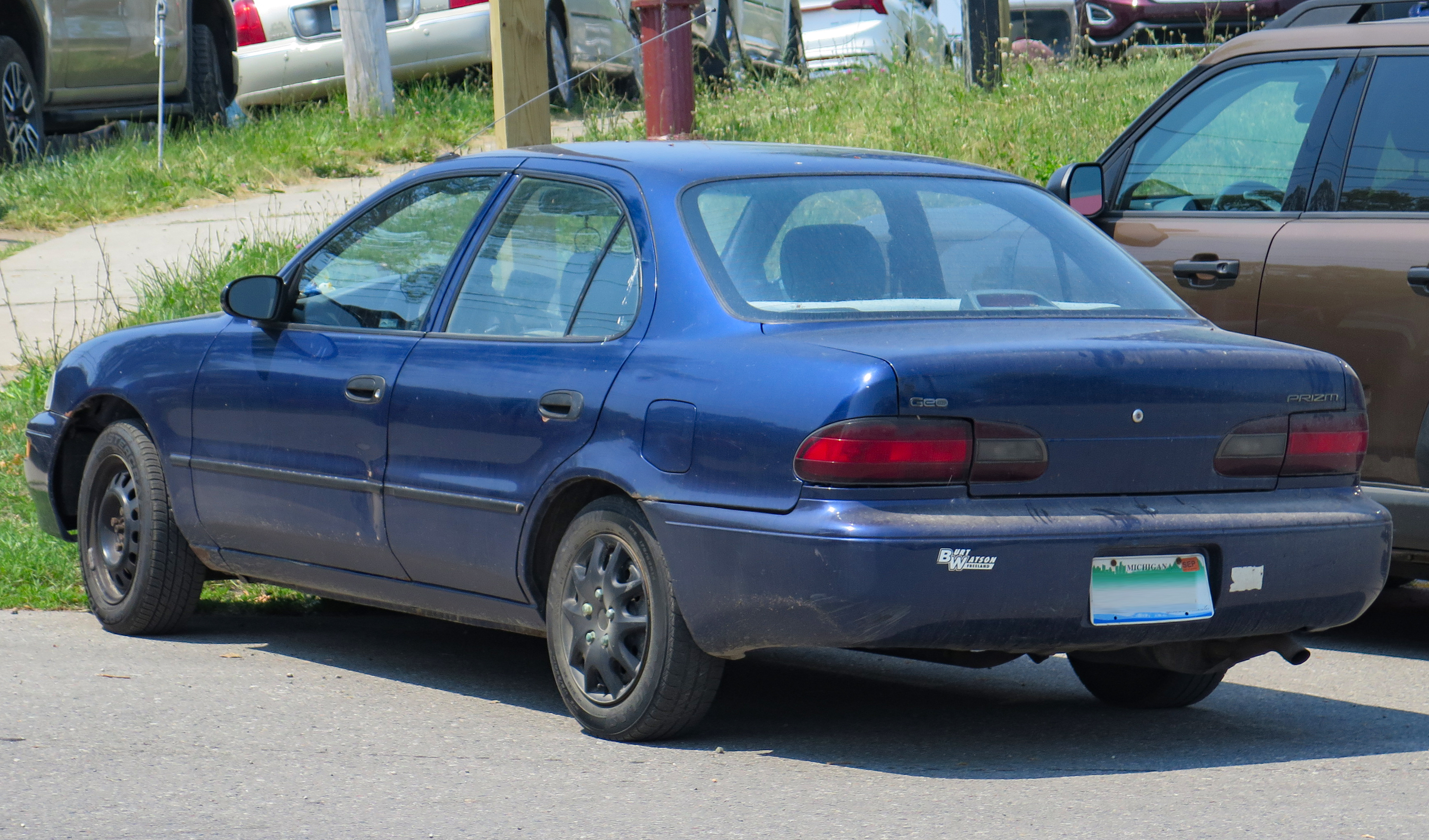
Heckansicht

## Corolla (E11, 1995–2002)
Die Baureihe E11 wurde bereits 1995 in Asien eingeführt und kam in Europa im Mai 1997 auf den Markt. Sie unterschied sich erstmals äußerlich von der in Japan und Asien angebotenen Version.
Ähnlich wie der Vorgänger wurde auch dieser Wagen in den Karosserievarianten Compact, Liftback, als Stufenheck und als Kombi angeboten, wobei der Compact diesmal ausschließlich als Dreitürer erhältlich war. Den Compact gab es auch als limitierte Sonderserie G6 mit Sechsganggetriebe (Alu/Leder-Schalthebel), gehobener Ausstattung (zzgl. Spiegel, Türgriffe und Stoßfänger in Wagenfarbe), rot hinterlegten Instrumenten, Front- und Dachspoiler sowie Aluminiumfelgen der Größe 185/65×14, die vom deutschen Vertrieb nachgerüstet wurden. Die Motoren wurden aus dem Vorgängermodell übernommen, allerdings mit leicht veränderten Kenndaten.
Neben dem Compact G6 gab es auch ein auf 2500 Einheiten limitiertes Sondermodell G6R. Dieses musste Toyota für die Homologierung des WRC auflegen. Besonderheiten: nur in rot und schwarz erhältlich, 15"-Alufelgen, Domstrebe, Sportfahrwerk, Seitenschweller, rote Gurte, Motorhaube aus Aluminium.
Der Corolla E11 geriet vor allem wegen seiner gewöhnungsbedürftig gestalteten Frontpartie mit den rundlichen Scheinwerfern („Glubschaugen“) in die Kritik. Auch erfüllte die G6-Version die durch die Optik gesetzten sportlichen Ansprüche nicht. Gelobt wurde dagegen wie schon bei den Vorgängern die hohe Zuverlässigkeit des Fahrzeugs.

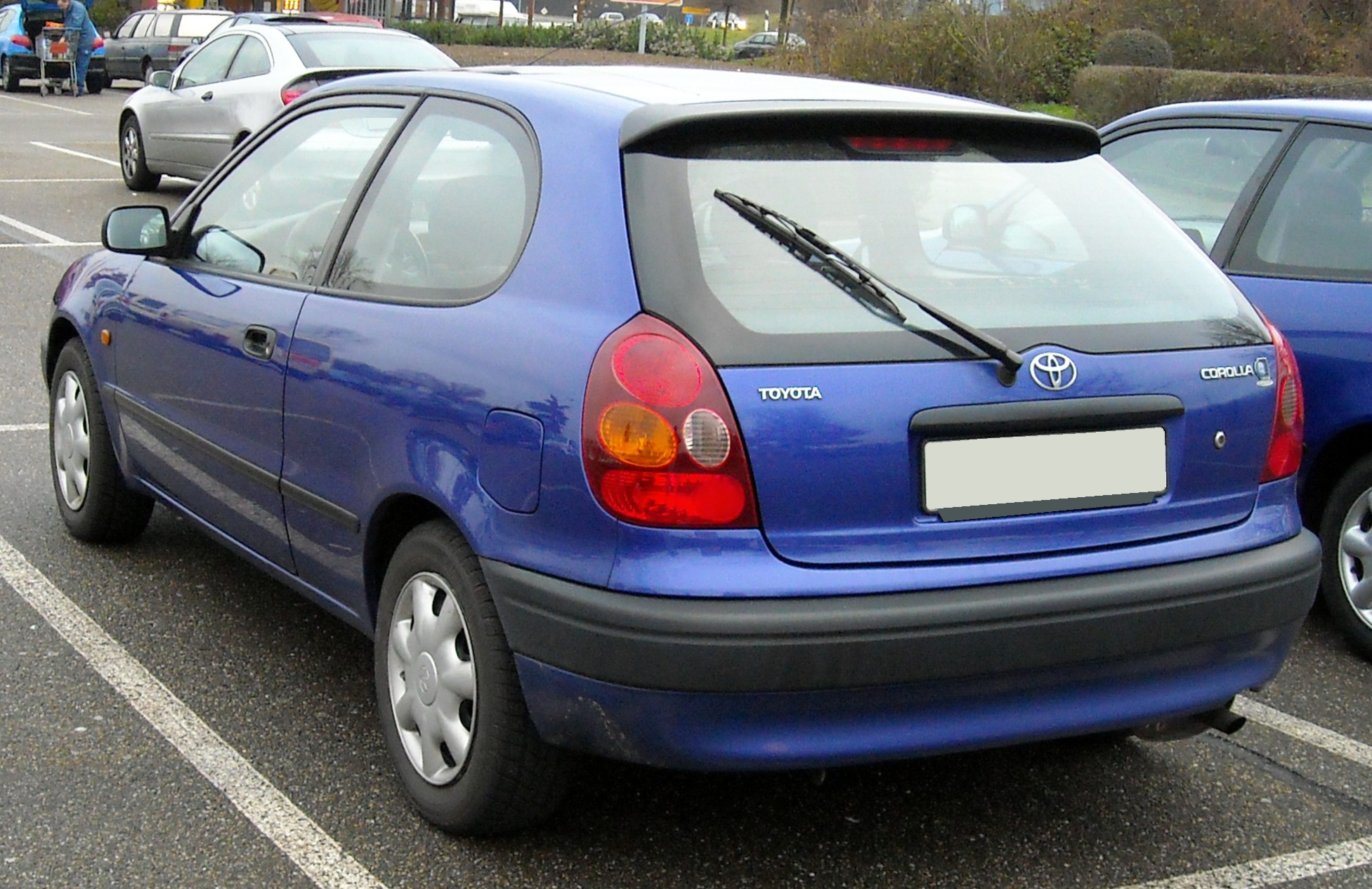
Heckansicht
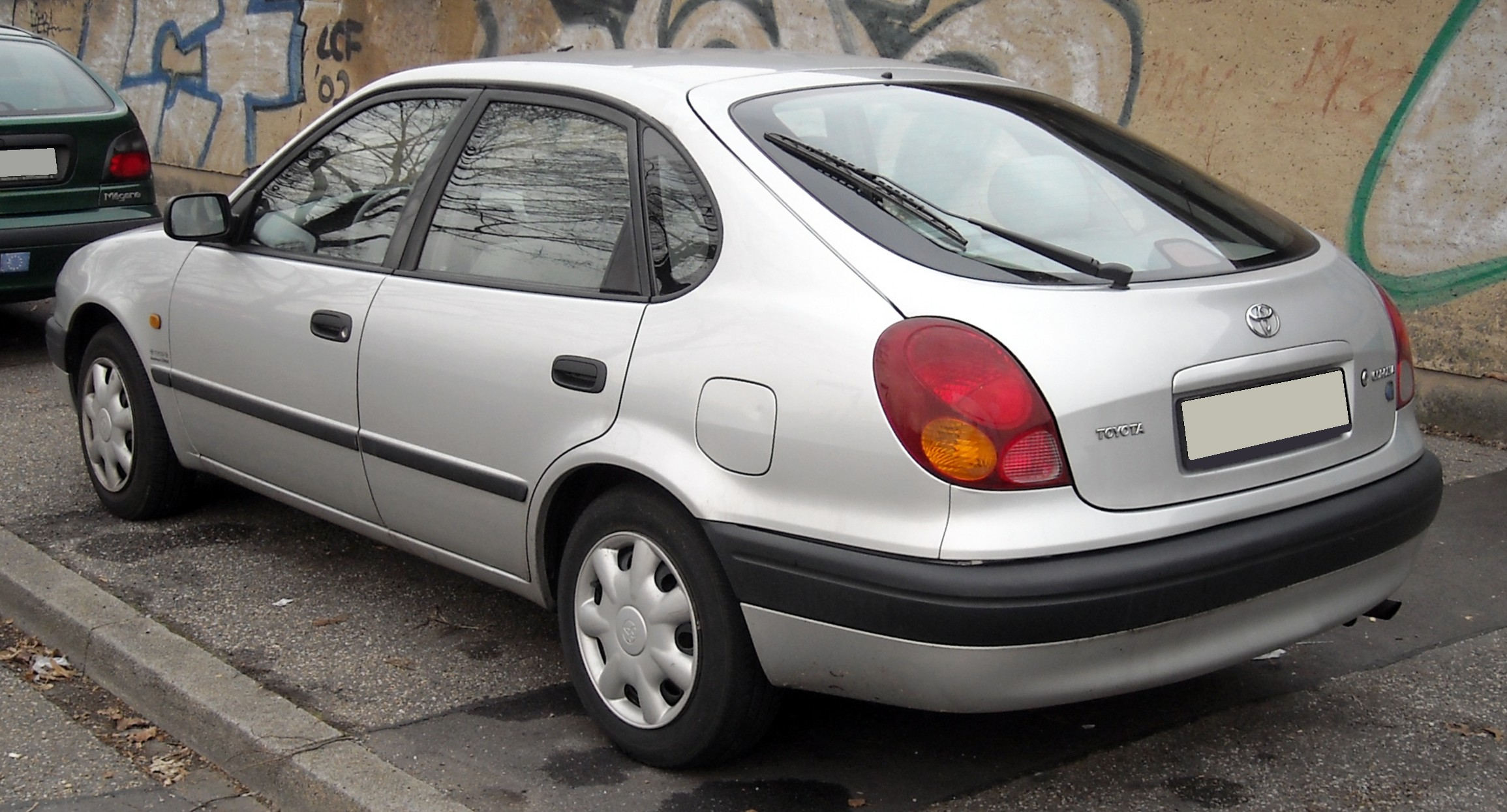
Toyota Corolla Liftback (1997–2000)
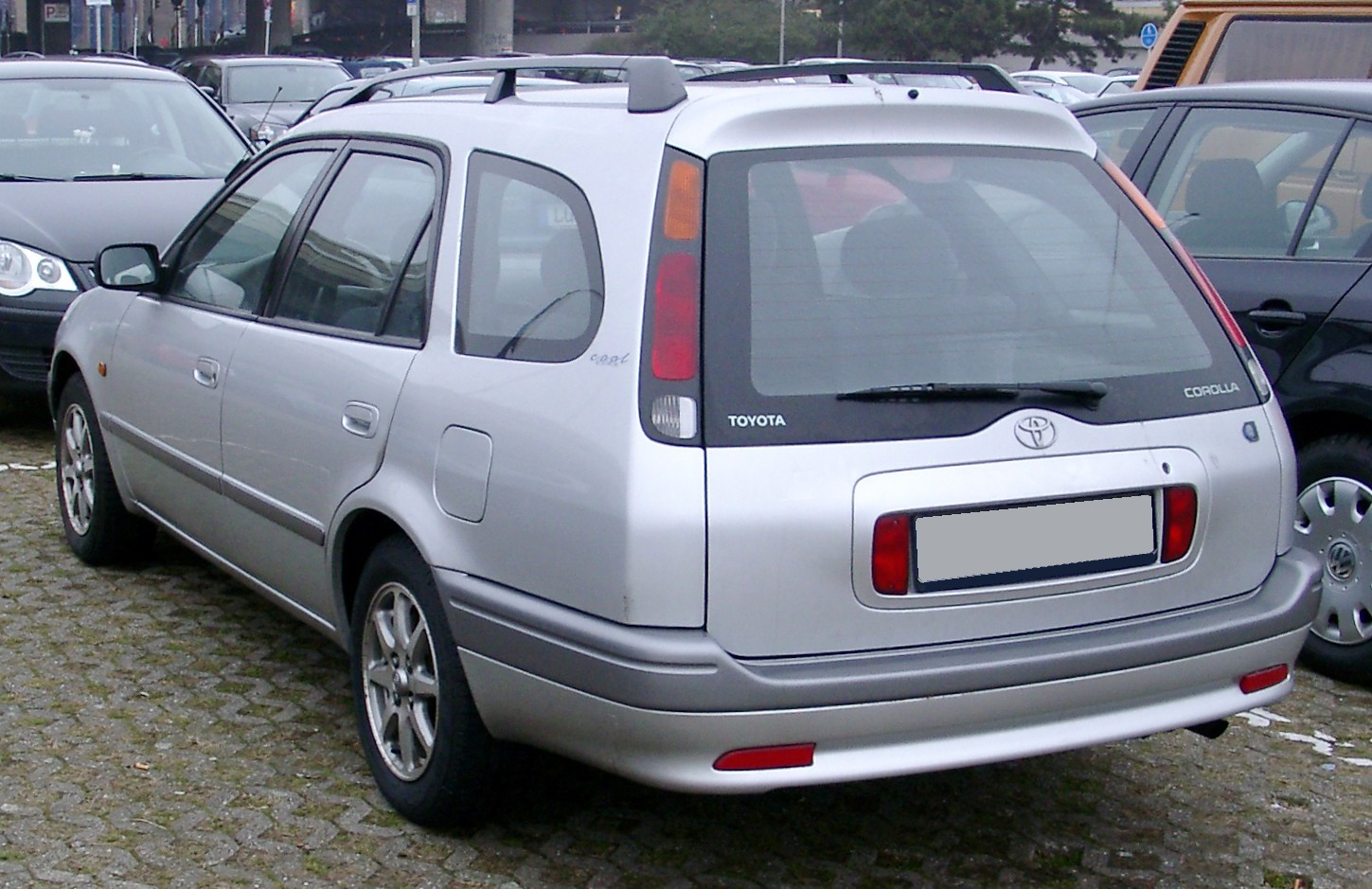
Toyota Corolla Kombi (1997–2000)

Im Februar 2000 wurde der Corolla E11 einer Modellpflege unterzogen. Dabei wurde vor allem die Frontpartie überarbeitet. Die Scheinwerfer waren nun nierenförmig und wirkten zusammen mit dem vergrößerten Kühlergrill nicht mehr so hervorstechend. Gleichzeitig wurden alle Motoren durch neuentwickelte Aggregate mit ähnlich großem Hubraum, aber höherer Leistung ersetzt. Die Benzinmotoren waren nun mit Nockenwellenverstellung („VVT-i“) ausgerüstet, und der Dieselmotor war nun auch als Turbodiesel mit Common-Rail-Einspritzung („D-4D“) erhältlich.

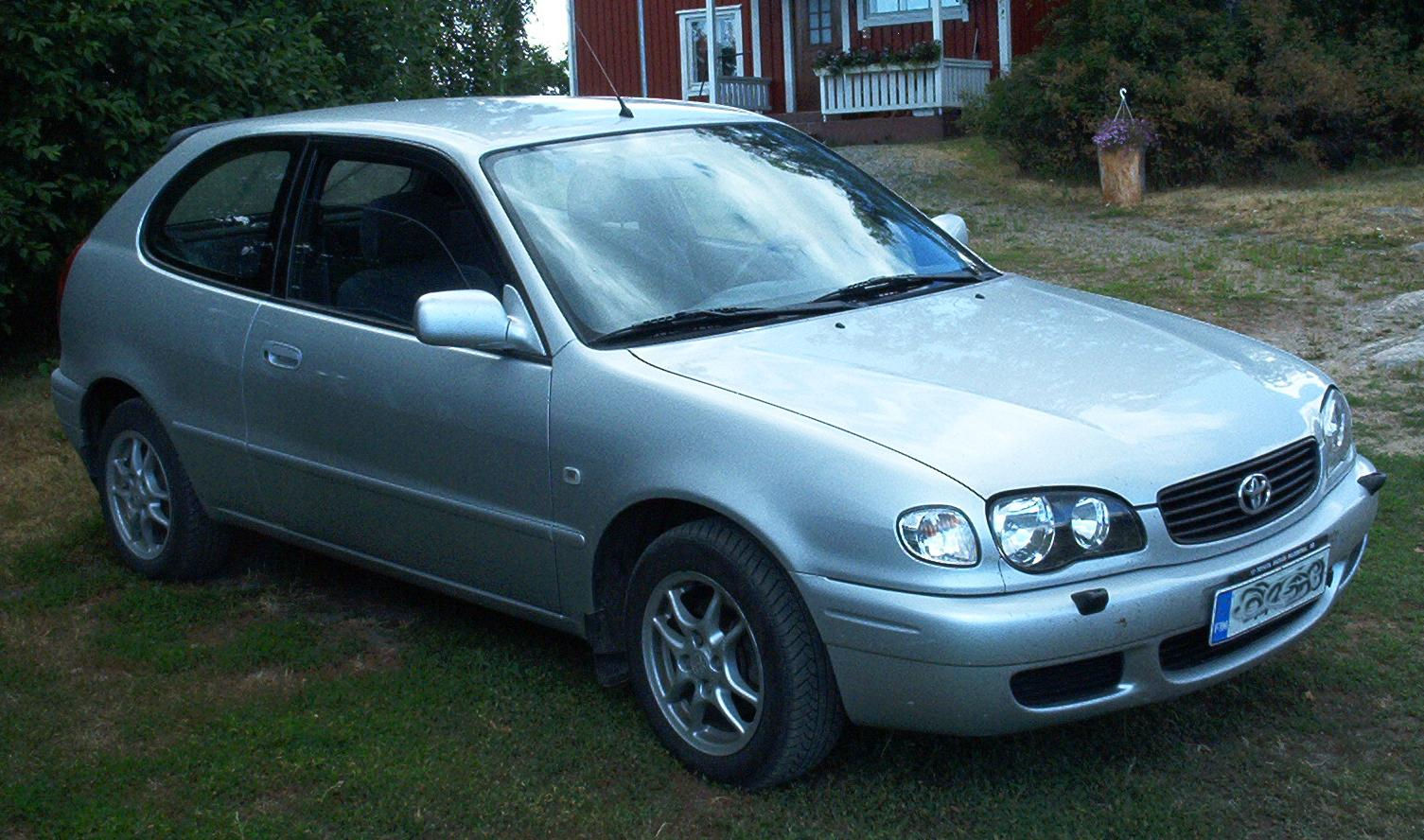
Toyota Corolla Compact (2000–2002)
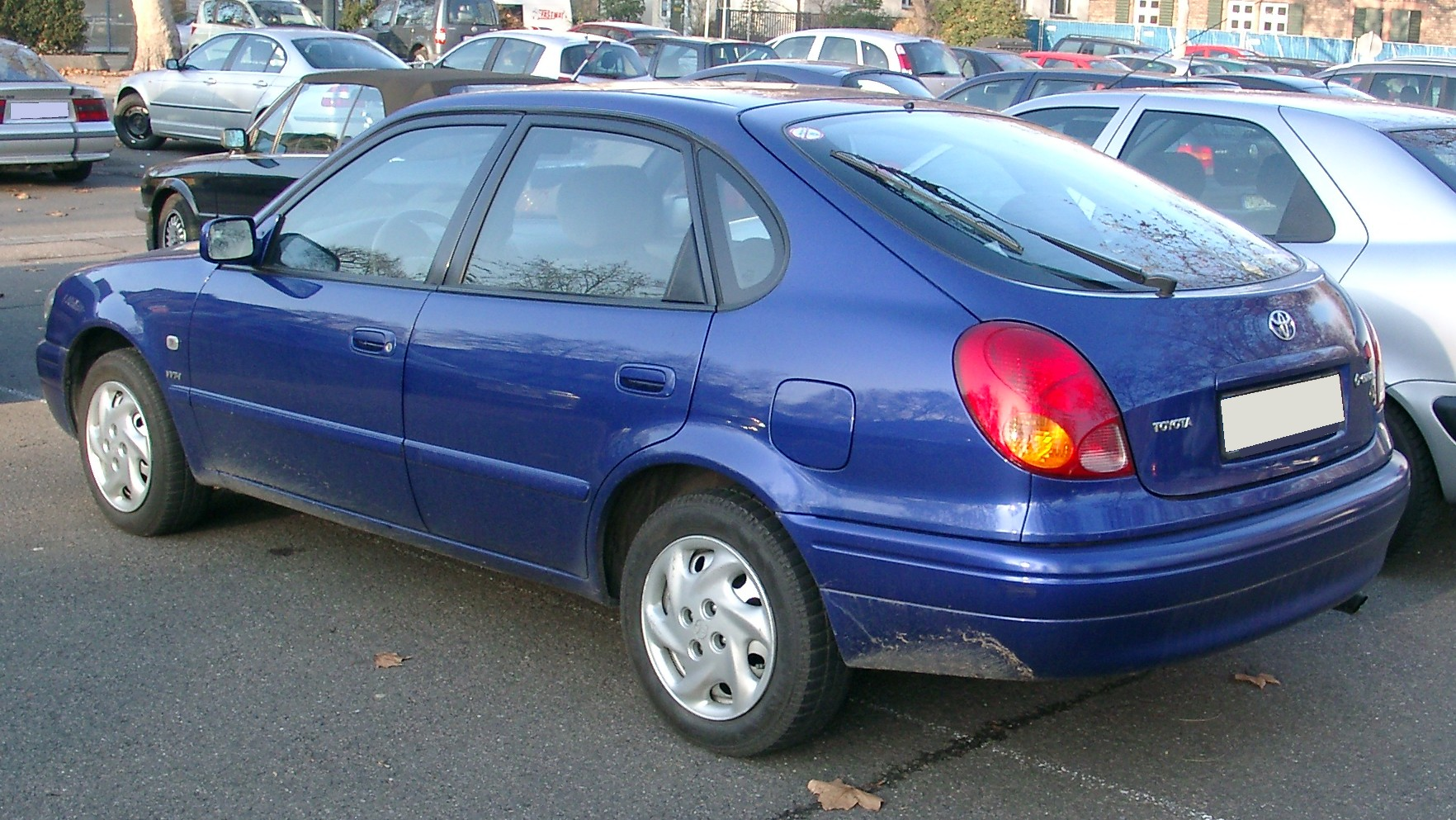
Toyota Corolla Liftback (2000–2002)
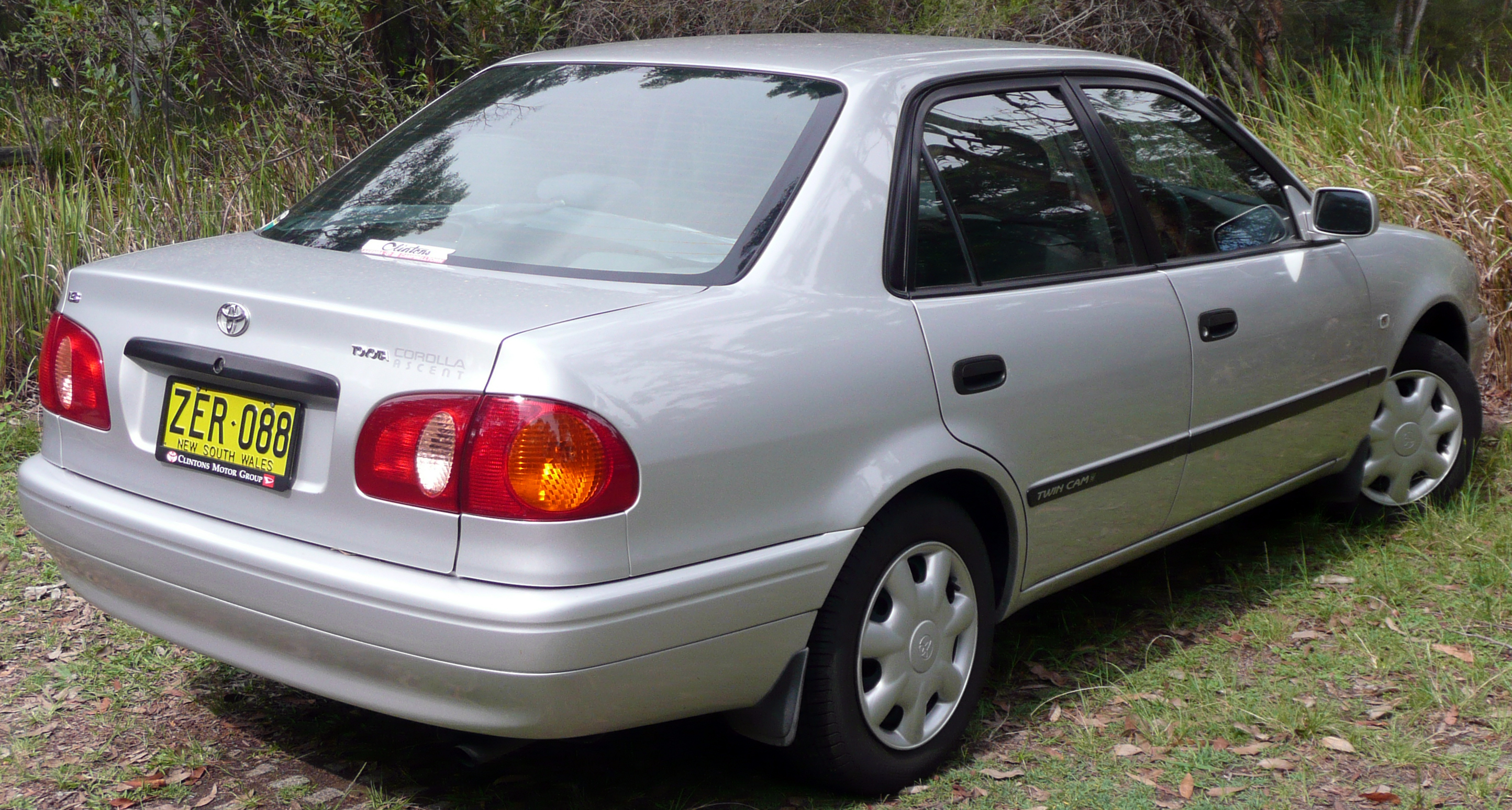
Toyota Corolla Stufenheck (2000–2002)

### Nordamerika und Asien
In Asien und Nordamerika wurde die Baureihe mit verändertem Design verkauft, insbesondere Front und Heck unterscheiden sich teils deutlich vom in Europa und Australien verkauften Modell. Ein fast baugleiches Modell wurde bis 2002 von GM als Chevrolet Prizm verkauft.

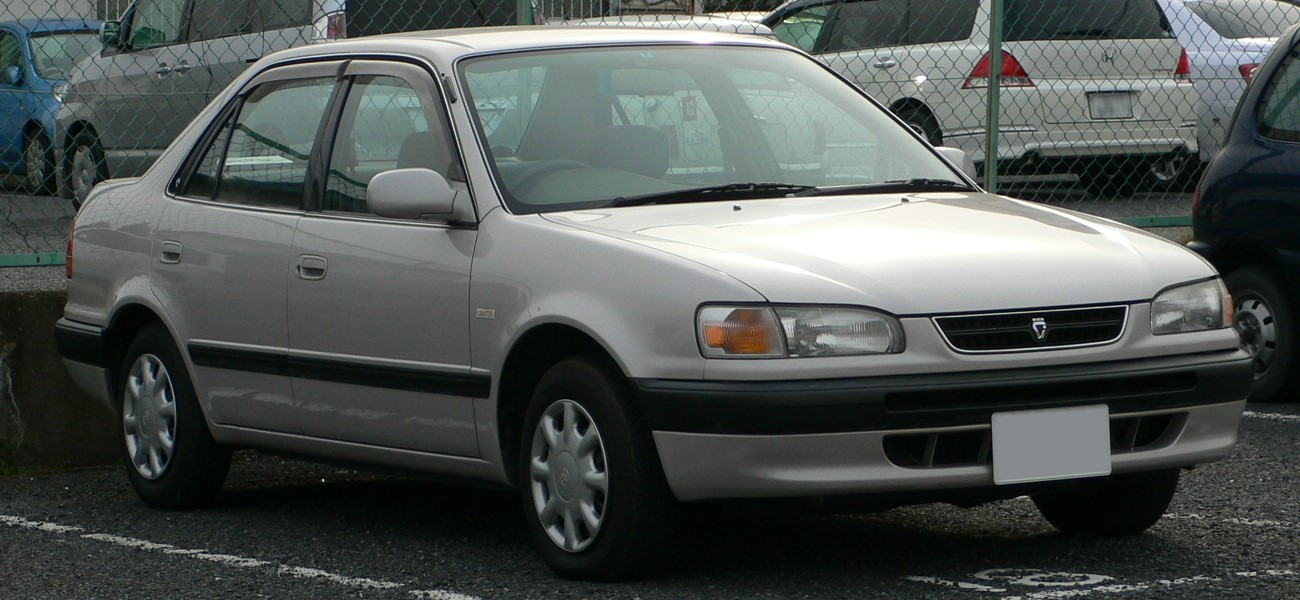
Toyota Corolla E11 (1995–1997, Asien)
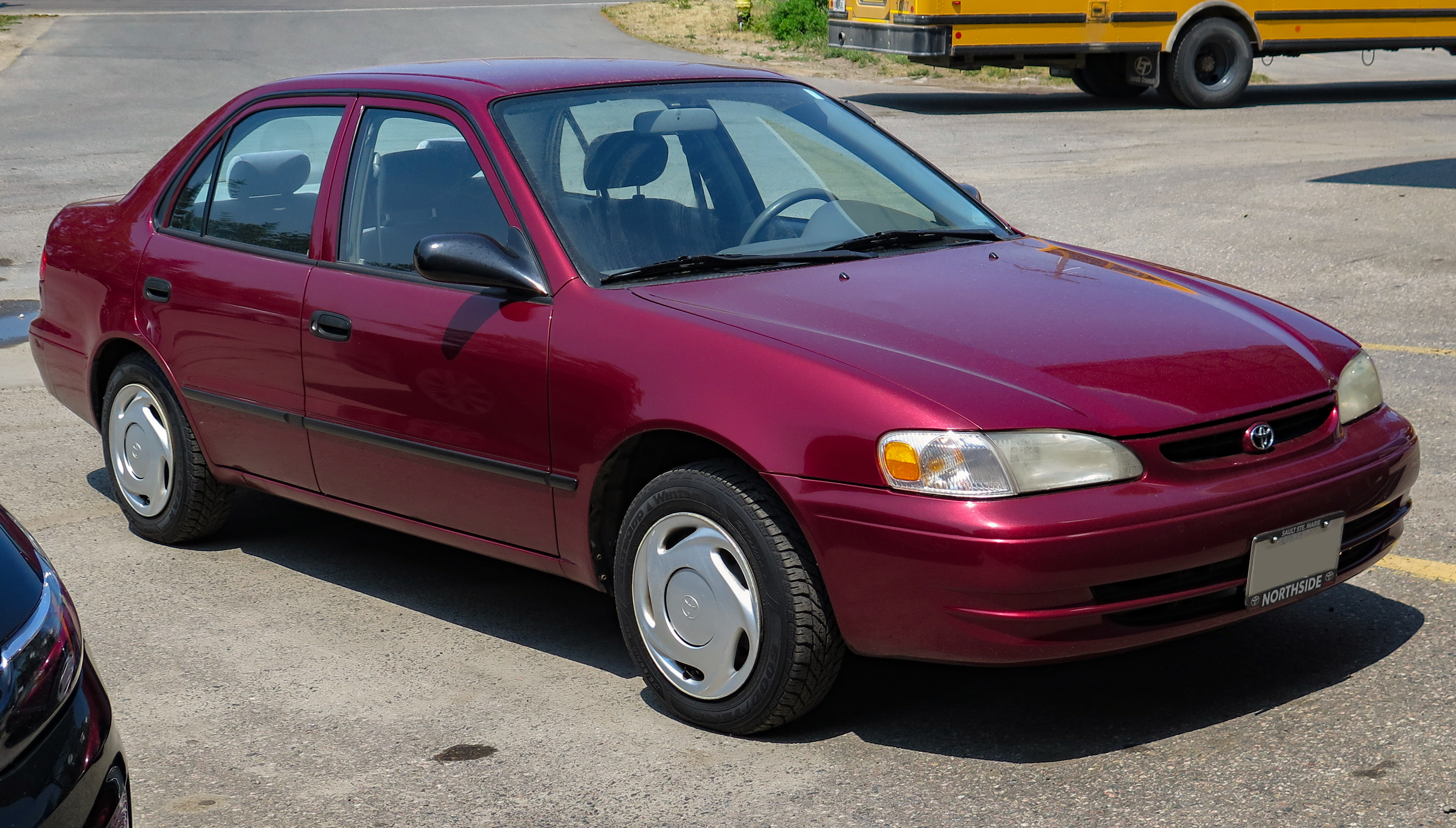
Toyota Corolla E11 (1998–2000, Asien und USA)
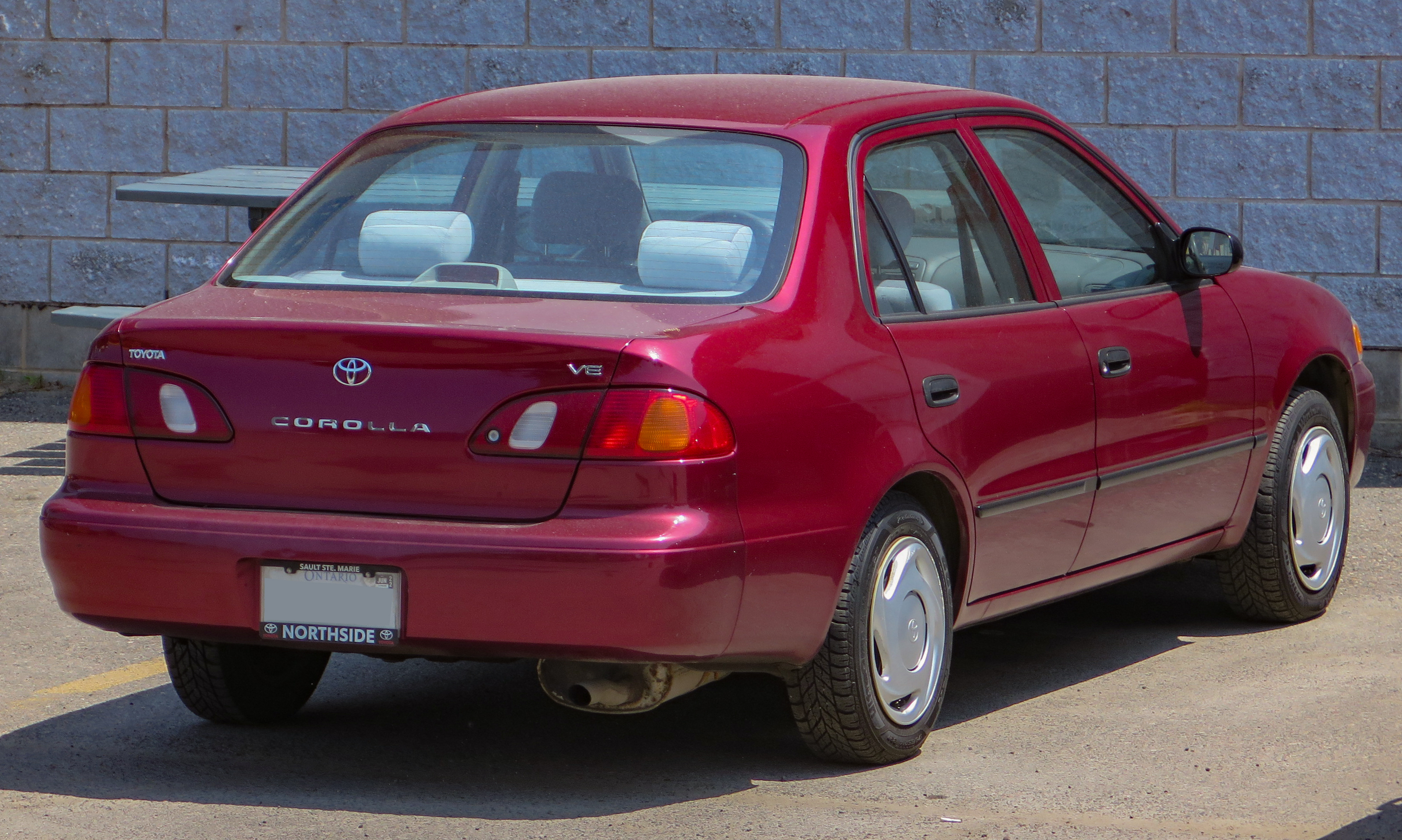
Heckansicht
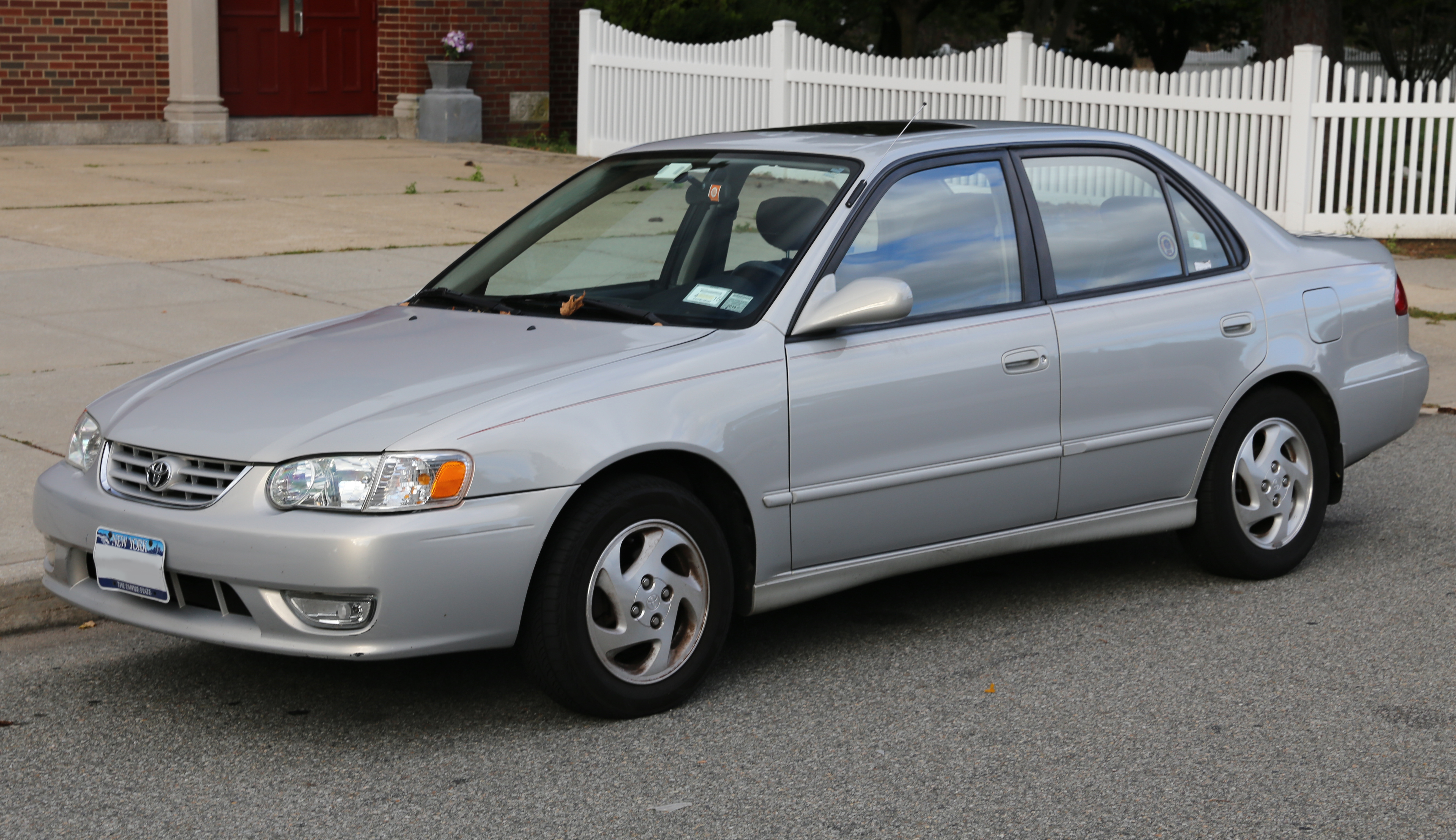
Toyota Corolla E11 (2000–2002, Asien und USA)
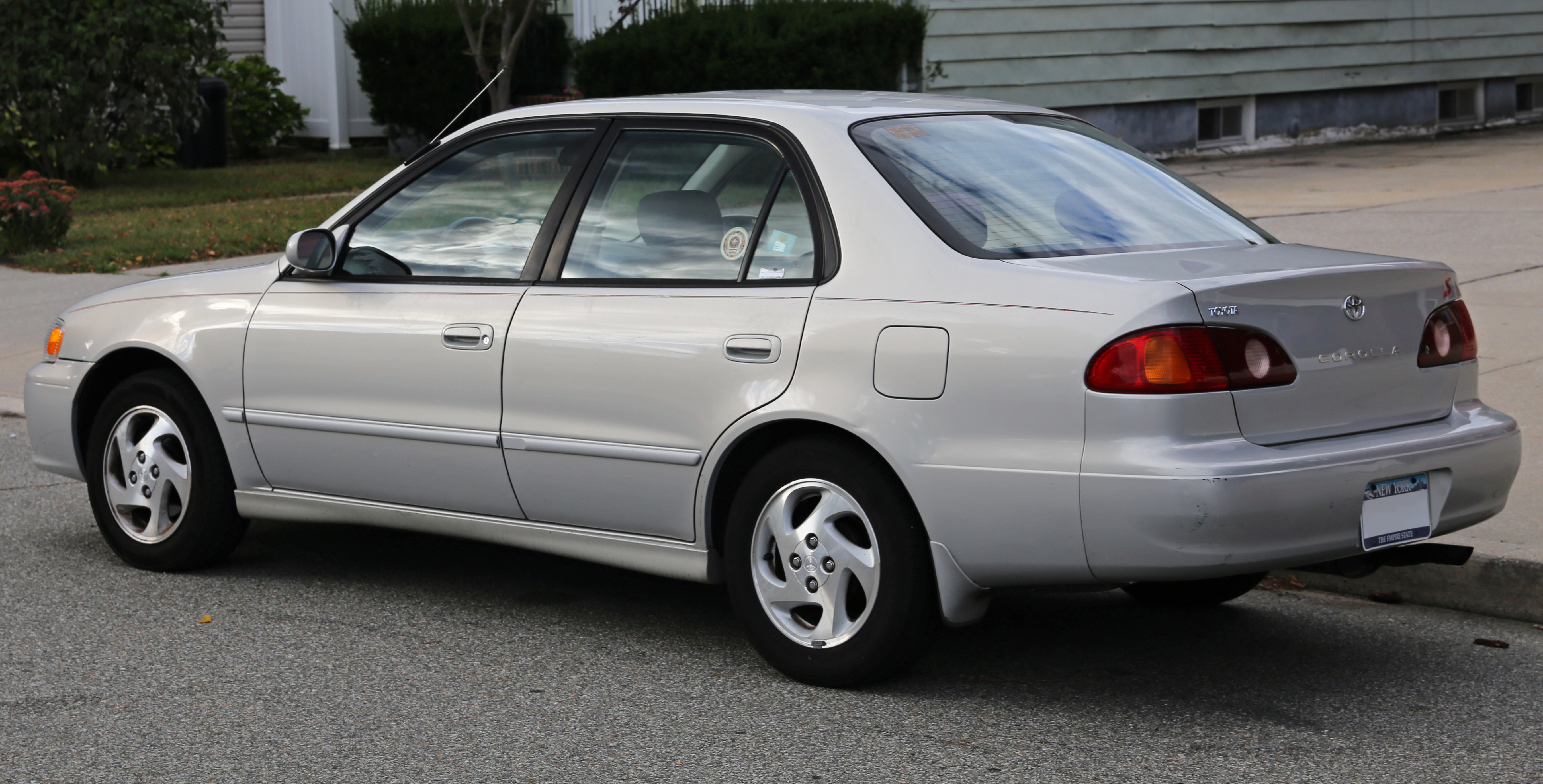
Heckansicht
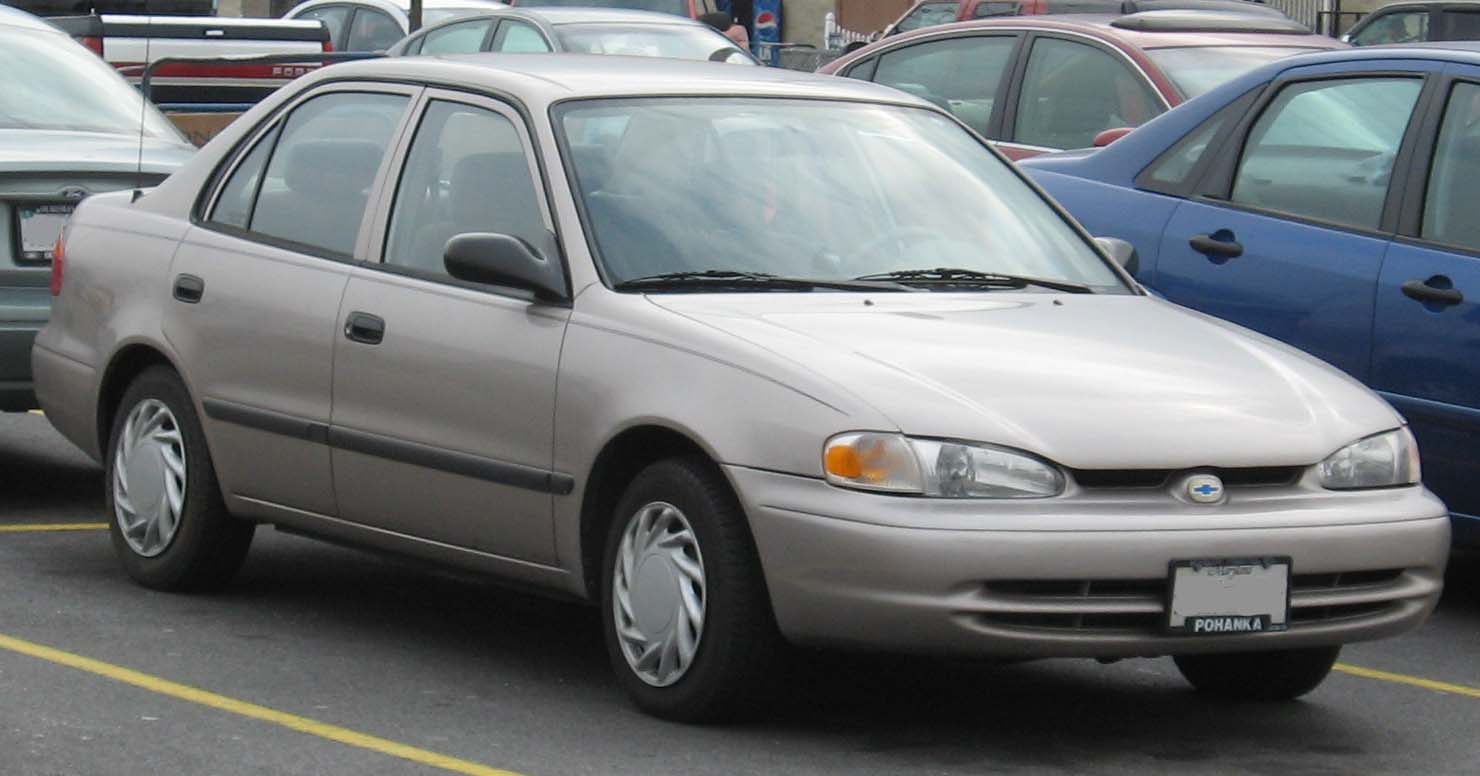
Chevrolet Prizm

### Technische Daten

#### Ottomotoren
|                                             | 1.3                              | 1.4 VVT-i                  | 1.6                         | 1.6                         | 1.6 VVT-i                        | 1.8                         |
| Bauzeitraum                                 | 05/1997–02/2000                  | 02/2000–01/2002            | 05/1997–02/2000             | 05/1997–02/2000             | 02/2000–01/2002                  | 05/1997–01/2002             |
| Motorkenndaten                              |                                  |                            |                             |                             |                                  |                             |
| Motortyp                                    | R4-Ottomotor                     | R4-Ottomotor               | R4-Ottomotor                | R4-Ottomotor                | R4-Ottomotor                     | R4-Ottomotor                |
| Anzahl Ventile pro Zylinder                 | 4                                | 4                          | 4                           | 4                           | 4                                | 4                           |
| Ventilsteuerung                             | DOHC, Zahnräder/Zahnriemen       | DOHC, Kette                | DOHC, Zahnräder/Zahnriemen  | DOHC, Zahnräder/Zahnriemen  | DOHC, Kette                      | DOHC, Zahnräder/Zahnriemen  |
| Gemischaufbereitung                         | Saugrohreinspritzung             | Saugrohreinspritzung       | Saugrohreinspritzung        | Saugrohreinspritzung        | Saugrohreinspritzung             | Saugrohreinspritzung        |
| Motoraufladung                              | —                                | —                          | —                           | —                           | —                                | —                           |
| Kühlung                                     | Wasserkühlung                    | Wasserkühlung              | Wasserkühlung               | Wasserkühlung               | Wasserkühlung                    | Wasserkühlung               |
| Motorkennung                                | 4E-FE                            | 4ZZ-FE                     | 4A-FE                       | 4A-FE                       | 3ZZ-FE                           | 7A-FE                       |
| Bohrung × Hub                               | 74,0 mm × 77,4 mm                | 79,0 mm × 71,3 mm          | 81,0 mm × 77,0 mm           | 81,0 mm × 77,0 mm           | 79,0 mm × 81,5 mm                | 81,0 mm × 85,5 mm           |
| Hubraum                                     | 1332 cm³                         | 1398 cm³                   | 1587 cm³                    | 1587 cm³                    | 1598 cm³                         | 1762 cm³                    |
| Verdichtungsverhältnis                      | 10,0:1                           | 10,5:1                     | 9,5:1                       | 9,5:1                       | 10,5:1                           | 9,5:1                       |
| max. Leistung                               | 63 kW (86 PS) bei 5400/min       | 71 kW (97 PS) bei 6000/min | 81 kW (110 PS) bei 6000/min | 79 kW (107 PS) bei 6000/min | 81 kW (110 PS) bei 6000/min      | 81 kW (110 PS) bei 5800/min |
| max. Drehmoment                             | 120 Nm bei 4200/min              | 130 Nm bei 4800/min        | 145 Nm bei 4800/min         | 141 Nm bei 4800/min         | 150 Nm bei 3800/min              | 150 Nm bei 2800/min         |
| Kraftübertragung                            |                                  |                            |                             |                             |                                  |                             |
| Antrieb                                     | Vorderradantrieb                 | Vorderradantrieb           | Vorderradantrieb            | Vorderradantrieb            | Vorderradantrieb                 | Allradantrieb               |
| Getriebe, serienmäßig                       | 5-Gang-Schaltgetriebe            | 5-Gang-Schaltgetriebe      | 5-Gang-Schaltgetriebe       | 4-Stufen-Automatikgetriebe  | 5-Gang-Schaltgetriebe            | 5-Gang-Schaltgetriebe       |
| Getriebe, optional                          | 6-Gang-Schaltgetriebe            | 6-Gang-Schaltgetriebe      | 6-Gang-Schaltgetriebe       | 6-Gang-Schaltgetriebe       | 6-Gang-Schaltgetriebe            | —                           |
| Getriebe, optional                          | 3-Stufen-Automatikgetriebe       | 6-Gang-Schaltgetriebe      | 6-Gang-Schaltgetriebe       | 6-Gang-Schaltgetriebe       | 4-Stufen-Automatikgetriebe       | —                           |
| Messwerte                                   |                                  |                            |                             |                             |                                  |                             |
| Höchstgeschwindigkeit                       | 175 km/h mit Automatik: 165 km/h | 185 km/h                   | 195 km/h                    | 185 km/h                    | 195 km/h mit Automatik: 185 km/h | 180 km/h                    |
| Beschleunigung, 0–100 km/h                  | 12,5 s mit Automatik: 16,1 s     | 11,8 s                     | 10,2 s                      | 12,6 s                      | 10,0 s mit Automatik: 11,6 s     | 11,8 s                      |
| Kraftstoffverbrauch auf 100 km (kombiniert) | 6,8 l S mit Automatik: 7,9 l S   | 6,8 l S                    | 8,0 l S                     | 8,7 l S                     | 7,0 l S mit Automatik: 7,8 l S   | 7,4 l S                     |
| CO2-Emission (kombiniert)                   | 165 g/km mit Automatik: 189 g/km | k. A.                      | 191 g/km                    | 208 g/km                    | k. A.                            | k. A.                       |

#### Dieselmotoren
|                                             | 1.9 D                      | 2.0 D                      | 2.0 D-4D                   |
| Bauzeitraum                                 | 02/2000–01/2002            | 05/1997–02/2000            | 02/2000–01/2002            |
| Motorkenndaten                              |                            |                            |                            |
| Motortyp                                    | R4-Dieselmotor             | R4-Dieselmotor             | R4-Dieselmotor             |
| Anzahl Ventile pro Zylinder                 | 2                          | 2                          | 4                          |
| Ventilsteuerung                             | OHC, Zahnriemen            | OHC, Zahnriemen            | DOHC, Zahnräder/Zahnriemen |
| Gemischaufbereitung                         | Wirbelkammereinspritzung   | Wirbelkammereinspritzung   | Common-Rail-Einspritzung   |
| Motoraufladung                              | —                          | —                          | Turbolader, Ladeluftkühler |
| Kühlung                                     | Wasserkühlung              | Wasserkühlung              | Wasserkühlung              |
| Motorkennung                                | DW8/1WZ                    | 2C-E                       | 1CD-FTV                    |
| Bohrung × Hub                               | 82,2 mm × 88,0 mm          | 86,0 mm × 85,0 mm          | 82,2 mm × 94,0 mm          |
| Hubraum                                     | 1868 cm³                   | 1975 cm³                   | 1995 cm³                   |
| Verdichtungsverhältnis                      | 23,0:1                     | 23,0:1                     | 18,6:1                     |
| max. Leistung                               | 51 kW (69 PS) bei 4600/min | 53 kW (72 PS) bei 4600/min | 66 kW (90 PS) bei 4000/min |
| max. Drehmoment                             | 125 Nm bei 2500/min        | 131 Nm bei 2600/min        | 215 Nm bei 2400/min        |
| Kraftübertragung                            |                            |                            |                            |
| Antrieb                                     | Vorderradantrieb           | Vorderradantrieb           | Vorderradantrieb           |
| Getriebe                                    | 5-Gang-Schaltgetriebe      | 5-Gang-Schaltgetriebe      | 5-Gang-Schaltgetriebe      |
| Messwerte                                   |                            |                            |                            |
| Höchstgeschwindigkeit                       | 165 km/h                   | 165 km/h                   | 180 km/h                   |
| Beschleunigung, 0–100 km/h                  | 15,6 s                     | 14,4 s                     | 12,9 s                     |
| Kraftstoffverbrauch auf 100 km (kombiniert) | 5,3 l D                    | 5,3 l D                    | 4,8 l D                    |

### Corolla WRC
Karosserie

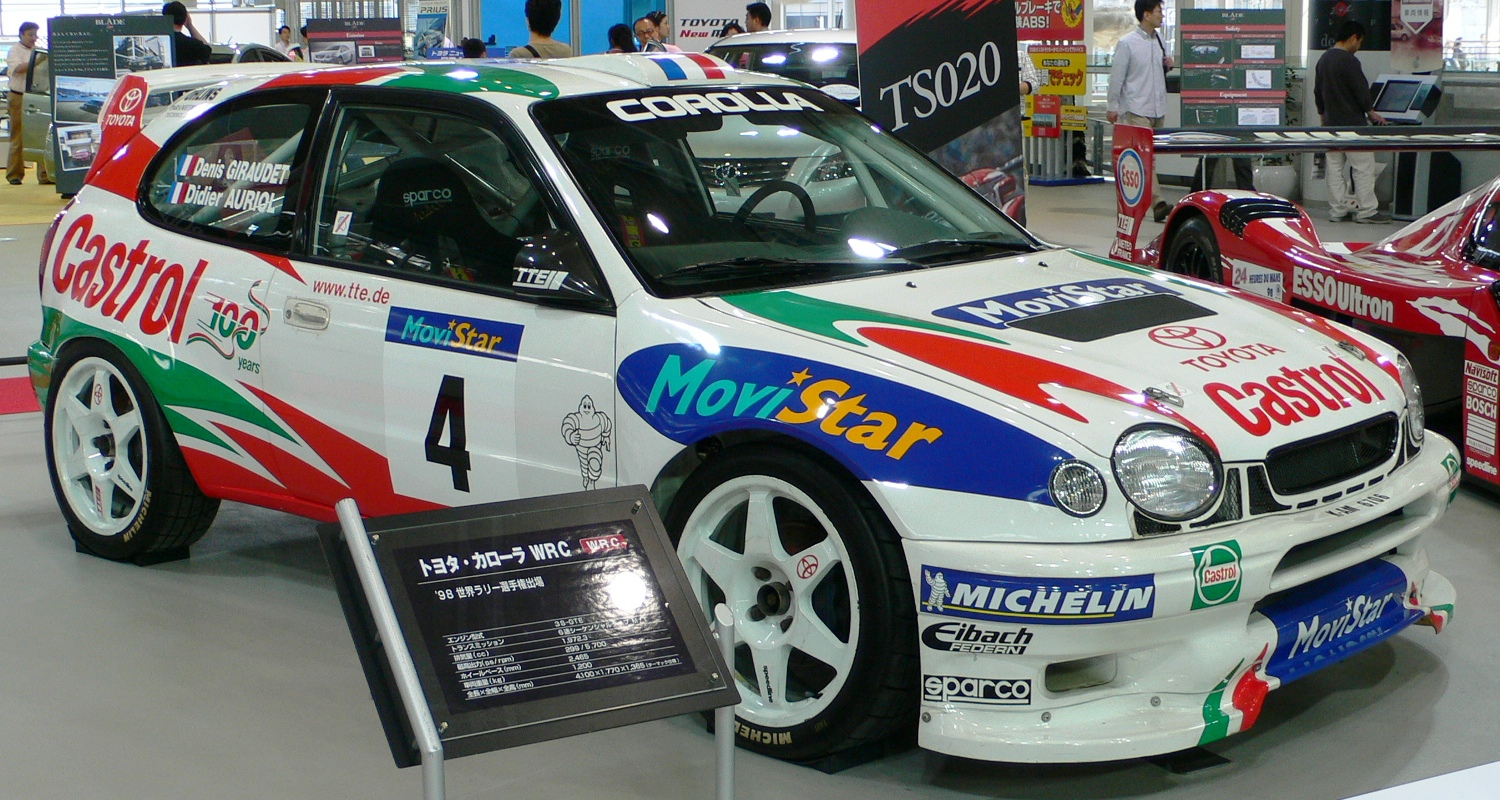
Toyota Corolla WRC

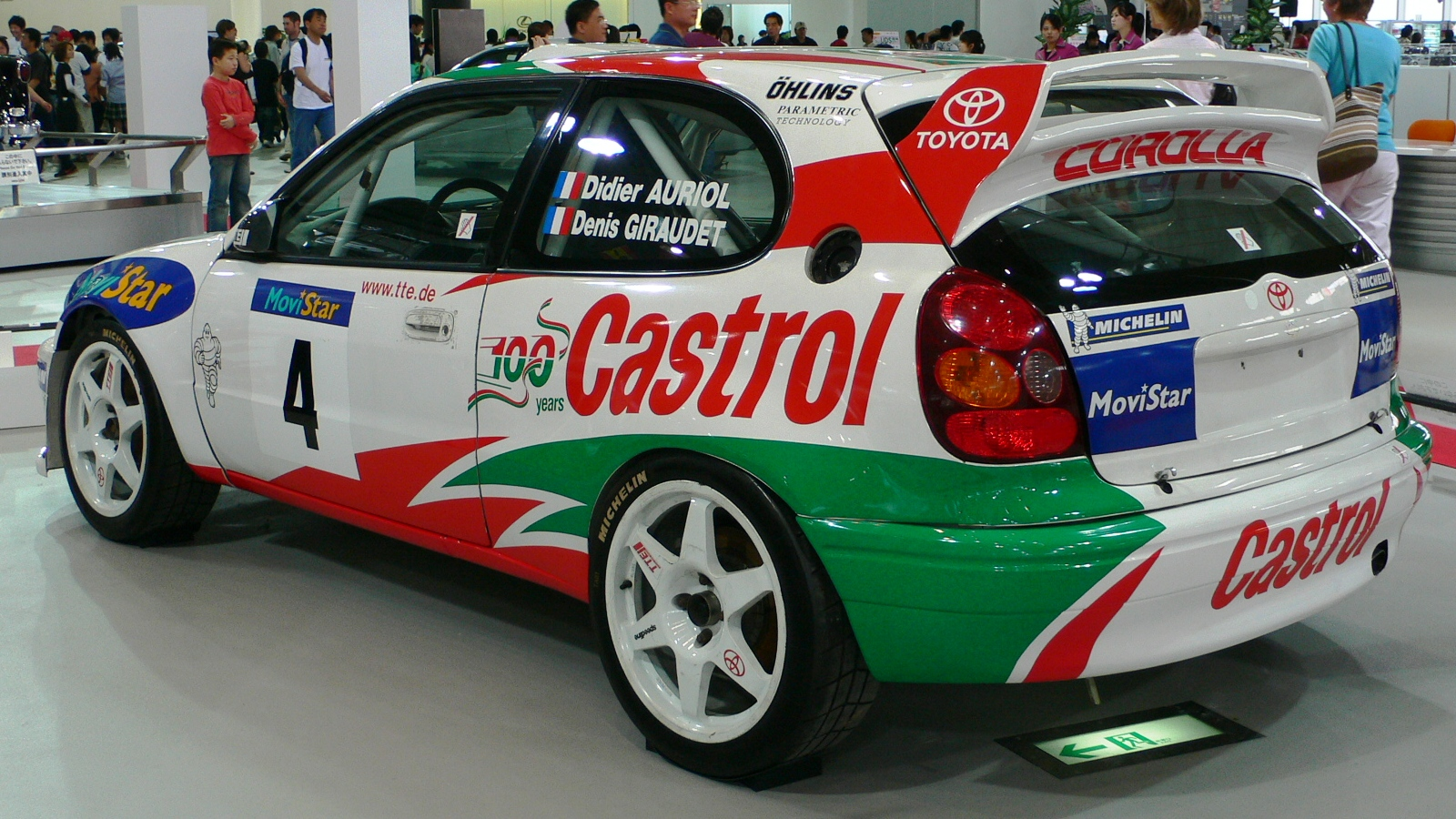
Heckansicht

- Länge / Breite / Höhe: 4100 / 1770 / 1365
- Radstand: 2465 mm
- Spurweite: 1564 mm vorne / 1556 mm hinten
- Tankinhalt: 90 Liter
- Gewicht: 1300 kg

Motor
- Zylinder: Vierzylinder-Reihenmotor
- Typ: 3S-GTE
- Hubraum: 1998 cm³ (Turbo)
- Leistung: 221 kW / 300 PS bei 5500/min
- Drehmoment: 520 Nm bei 3250/min
- Abgasreinigung: Katalysator

Fahrzeug
- Fahrwerk: MacPherson-Federbeine
- Bremsanlage: Vierkolben Bremsanlage mit innenbelüfteten Scheiben
- Räder/Reifen: 18-Zoll-Räder, Michelin-Reifen
- Getriebe: Sechsgang
- Antriebsart: Permanenter Allradantrieb

## Corolla (E12, 2001–2007)
Im November 2001 wurde die neunte Generation des Corolla präsentiert, die im Januar 2002 zunächst als drei- sowie fünftürige Schräghecklimousine auf dem deutschen Markt eingeführt wurde. Das Stufenheck und der Kombi folgten im Juni 2002.
Der E12 war mehr nach europäischem Geschmack gestaltet. Die Sprinter-Versionen hießen nun Toyota Allex.
Von seinem Vorgänger E11 übernahm das neue Modell die beiden 1,4- und 1,6-Liter-VVT-i-Ottomotoren sowie den 66-kW-Dieselmotor (90 PS). Der 1,8-Liter-Ottomotor des TS ist ebenso erstmals im Corolla eingebaut worden wie der stärkere Zwei-Liter-Diesel. Die übrige Fahrzeugkonstruktion war in weiten Teilen eine Neuentwicklung. Besonders in Bezug auf Komfort und Sicherheit gab es viele Neuerungen zum Vorgänger.
Außer dem drei- bzw. fünftürigen Schrägheck, der viertürigen Stufenhecklimousine und dem Kombi gab es erstmals einen Kompaktvan namens Corolla Verso (siehe unten). Die zum Beginn verfügbaren Ausstattungslinien nannten sich Corolla, Luna, Sol und TS. Standardmäßig hatten alle Modelle ein handgeschaltetes Fünfganggetriebe (6 Gänge beim TS). Für den 1,6-Liter-Ottomotor war ein Vierstufenautomatikgetriebe lieferbar.

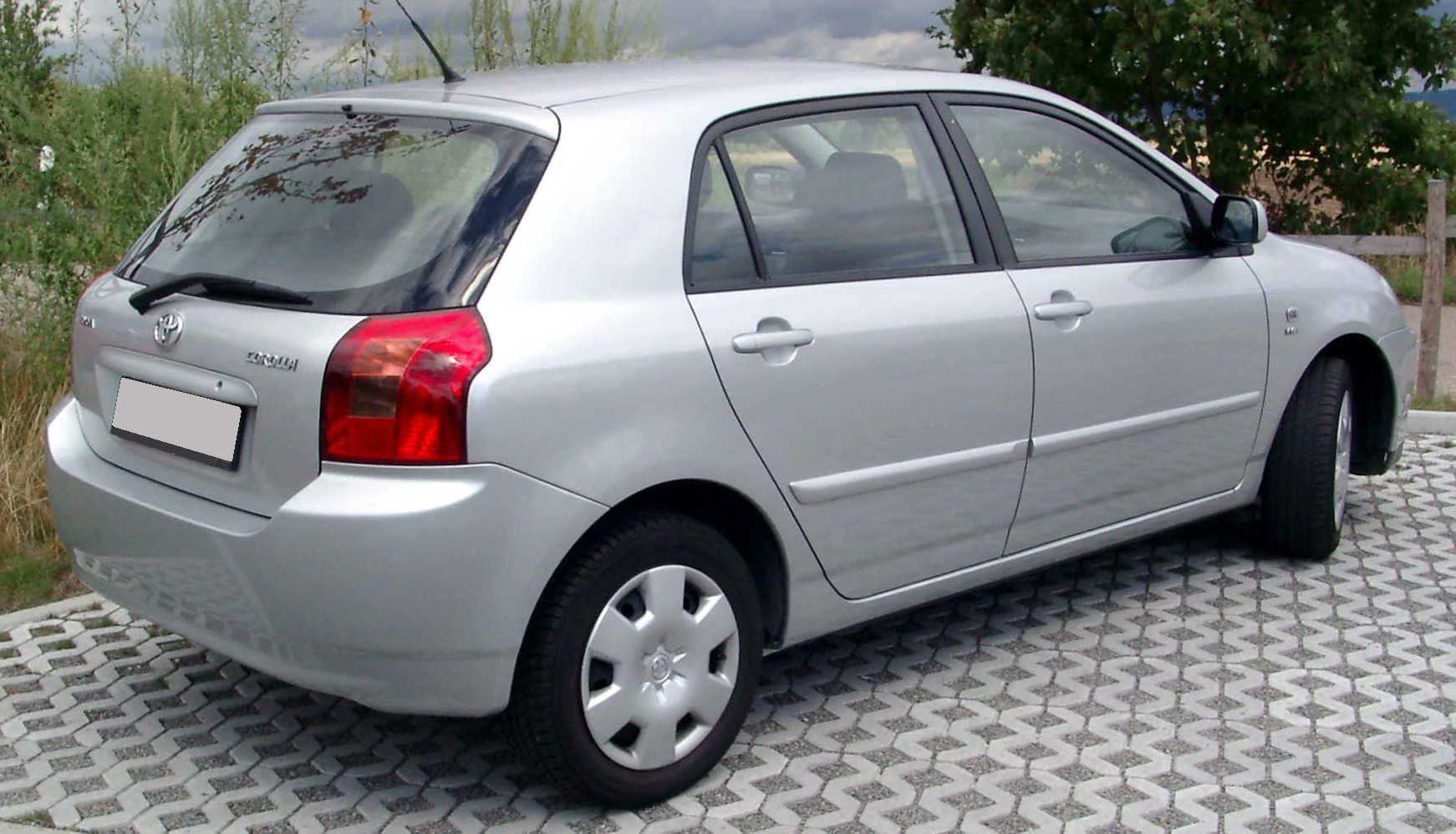
Heckansicht
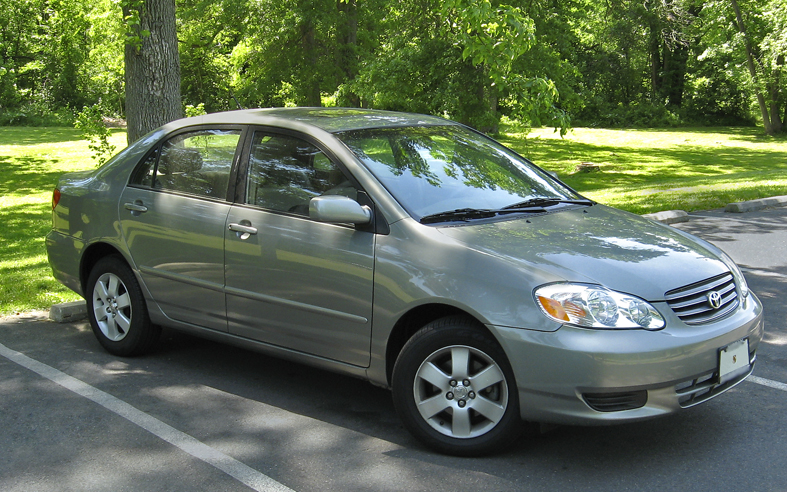
Toyota Corolla Stufenheck (2002–2004)
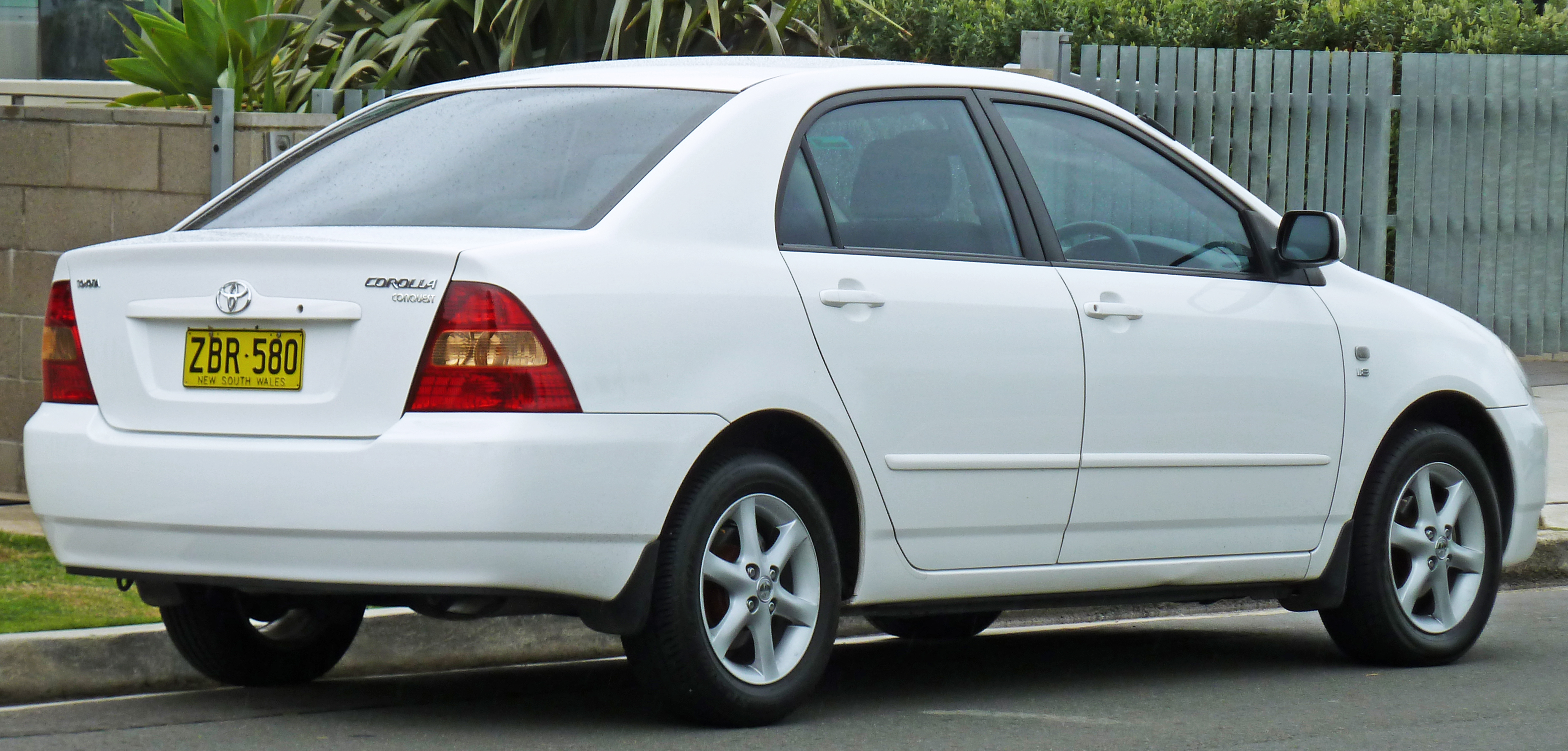
Heckansicht
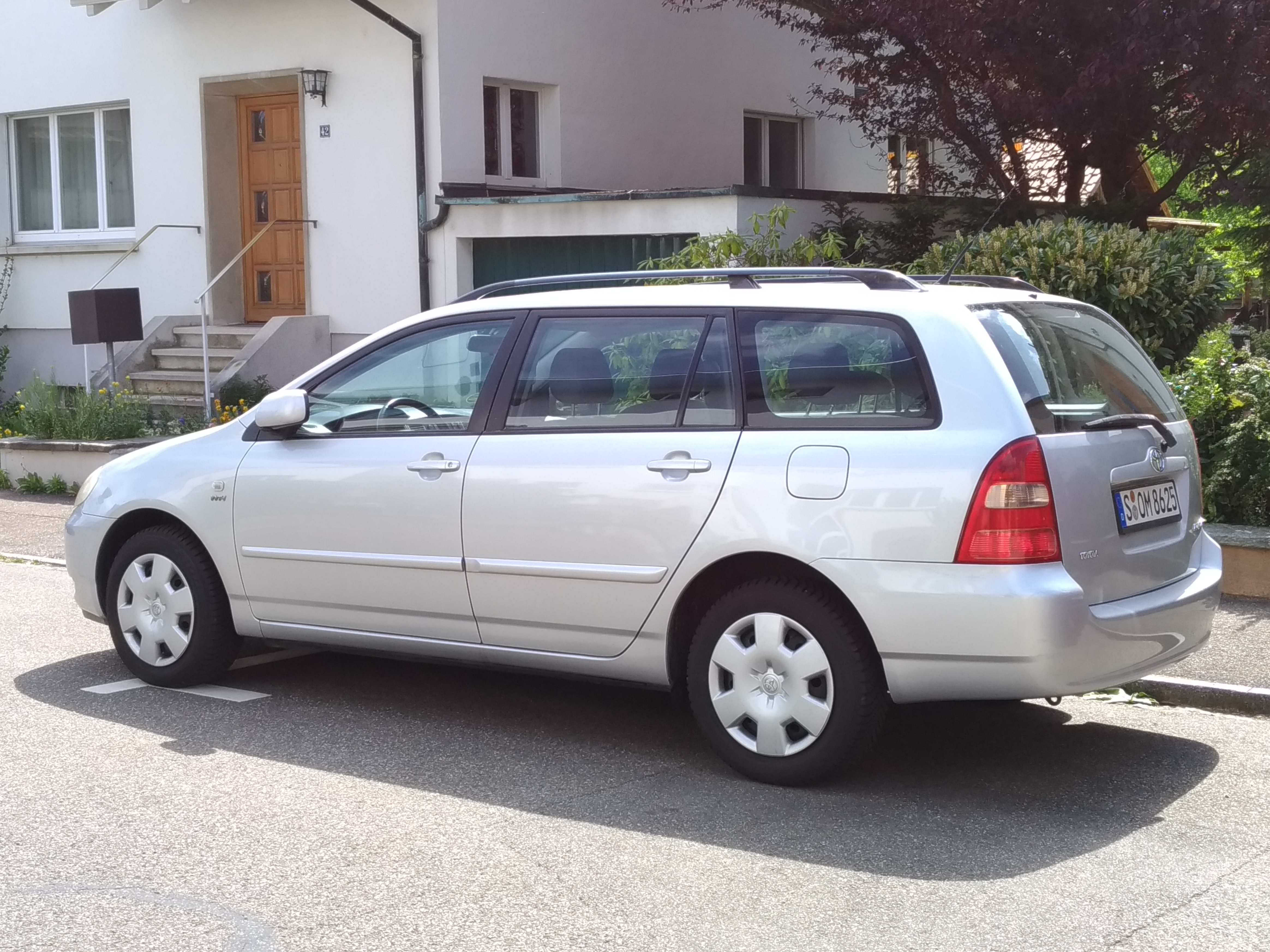
Toyota Corolla Kombi (2002–2004)

Im Juni 2004 erhielt das Modell eine Modellpflege, welche unter anderem die Sicherheitsausstattung (ESP sowie acht Airbags serienmäßig) aufwertete. Es gab leichte Retuschen am Grill sowie den Leuchten und im Innenraum wurden die Ausstattungspakete deutlich umfangreicher.
Die Motoren wurden geringfügig überarbeitet (alle erfüllten jetzt die Abgasnorm Euro 4) und ein neuer sparsamer Dieselmotor mit 1,4 Litern Hubraum bei 66 kW kam hinzu. Für diesen war erstmals ein automatisiertes Schaltgetriebe, MultiMode genannt, verfügbar. Darüber hinaus stand nun die neue Topausstattung Executive mit einer Frontkamera zur Wahl. Später waren die Sondermodelle Sportschau Edition sowie Edition verfügbar.
Ab Sommer 2005 gab es zudem das Sportmodell TS als aufgeladenen TS Compressor mit nunmehr 165 kW (224 PS).
Anfang 2007 wurde die Baureihe eingestellt und von seinem Nachfolger (in Deutschland Auris genannt) abgelöst.

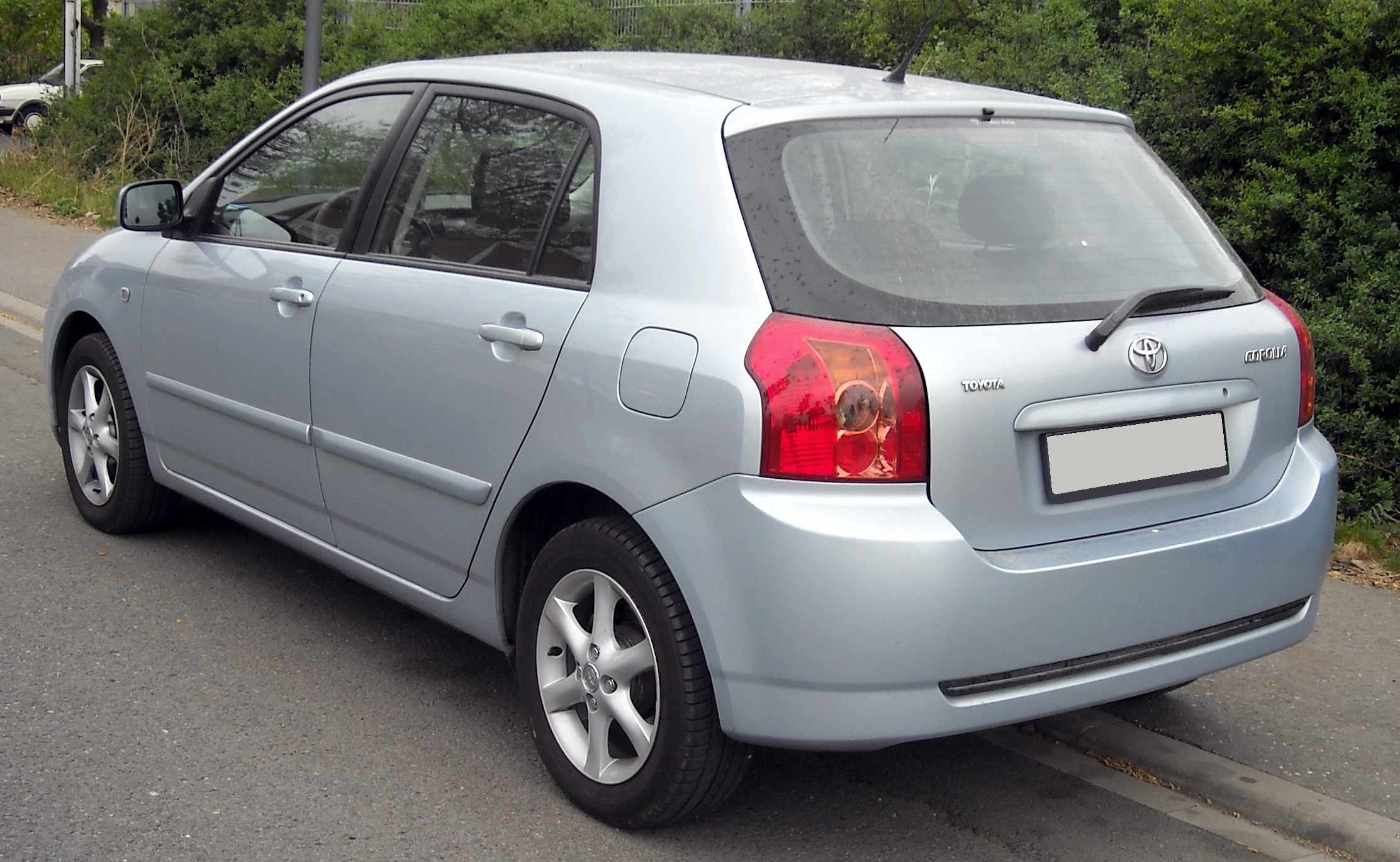
Heckansicht
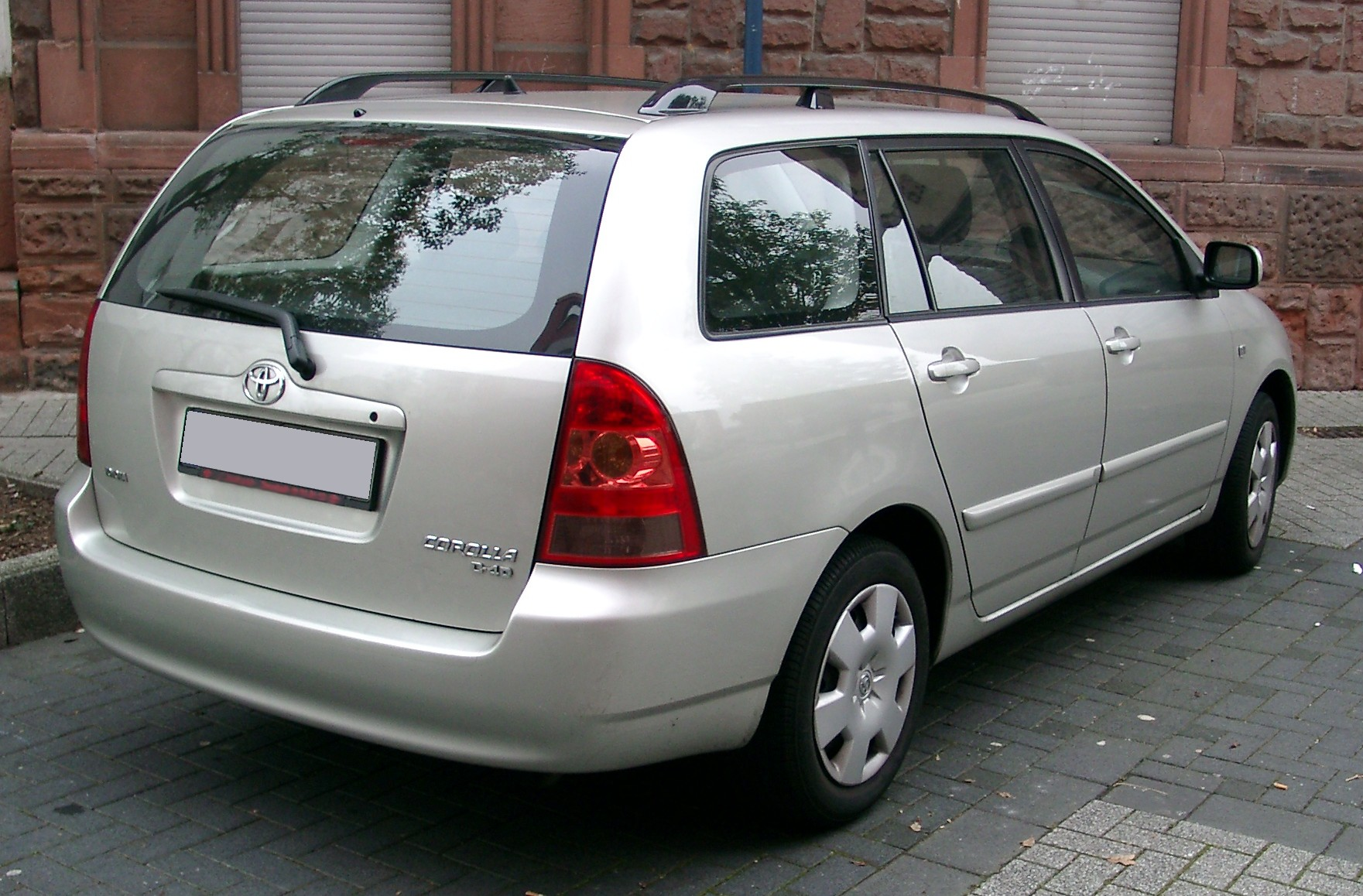
Toyota Corolla Kombi (2004–2007)
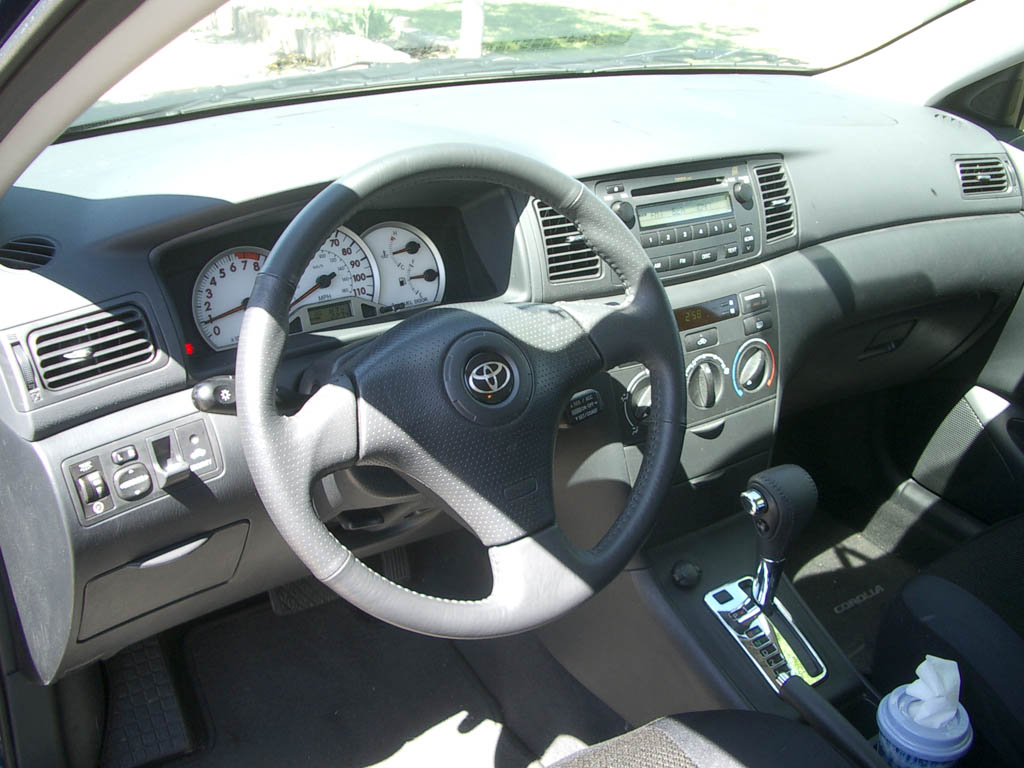
Innenraum (S-Version)

### Motoren
| Otto                       | Otto      | Otto     | Otto     | Otto            | Otto            |
| Modell                     | Motortyp  | Hubraum  | Zylinder | Leistung        | Bauzeit         |
| -------------------------- | --------- | -------- | -------- | --------------- | --------------- |
| 1.4 VVT-i                  | (4ZZ-FE)  | 1398 cm³ | 4        | 71 kW (97 PS)   | 11.2001–02.2007 |
| 1.6 VVT-i                  | (3ZZ-FE)  | 1598 cm³ | 4        | 81 kW (110 PS)  | 11.2001–02.2007 |
| 1.8 TS (VVTL-i)            | (2ZZ-GE)  | 1796 cm³ | 4        | 141 kW (192 PS) | 04.2002–07.2005 |
| 1.8 TS VVTL-i (Kompressor) | (2ZZ-GE)  | 1796 cm³ | 4        | 165 kW (224 PS) | 08.2005–12.2006 |
| Diesel                     |           |          |          |                 |                 |
| 1.4 D-4D                   | (1ND-TV)  | 1364 cm³ | 4        | 66 kW (90 PS)   | 07.2004–02.2007 |
| 2.0 D-4D                   | (1CD-FTV) | 1995 cm³ | 4        | 66 kW (90 PS)   | 11.2001–06.2004 |
| 2.0 D-4D                   | (1CD-FTV) | 1995 cm³ | 4        | 81 kW (110 PS)  | 11.2001–04.2003 |
| 2.0 D-4D                   | (1CD-FTV) | 1995 cm³ | 4        | 85 kW (116 PS)  | 05.2003–02.2007 |

### Corolla Verso (2001–2009)
Von November 2001 bis März 2009 gab es auf Basis des Corolla einen Kompaktvan namens Corolla Verso, der mit fünf oder sieben Sitzen ausgestattet ist. Solche Fahrzeuge gab es schon früher, doch der Corolla Verso war der erste, den Toyota in Europa auf den Markt brachte.
Bei der Präsentation im Herbst 2001 bildete der Verso die einzige der fünf simultan neu vorgestellten Karosserievarianten, die noch aus Japan importiert wurde.
2002 erschien ein Sondermodell vom Toyota Haustuner TTE. Diese sportliche Variante hatte neben einem geänderten Fahrwerk eine Sportauspuffanlage, sowie TTE Tuning Felgen. Für den Antrieb wurde der 2,0-Liter Dieselmotor mit 116 PS gewählt.
Ab Frühjahr 2004 jedoch liefen die für Europa bestimmten Modelle im türkischen Werk bei Adapazarı vom Band. Zur selben Zeit stellte Toyota die zweite Generation des Minivans vor, der ab Herbst 2005 auch mit einem neuen 2,2-Liter-Dieselmotor erhältlich war.
Der Dieselmotor war seinerzeit mit 130 kW (177 PS) der leistungsstärkste Dieselmotor in einem Kompaktvan. Zur Abgasreinigung wurde das Fahrzeug mit der Toyota D-CAT-Technologie ausgestattet und erhielt daher einen Speicherkatalysator.
Nachfolger wurde der im April 2009 eingeführte Toyota Verso.

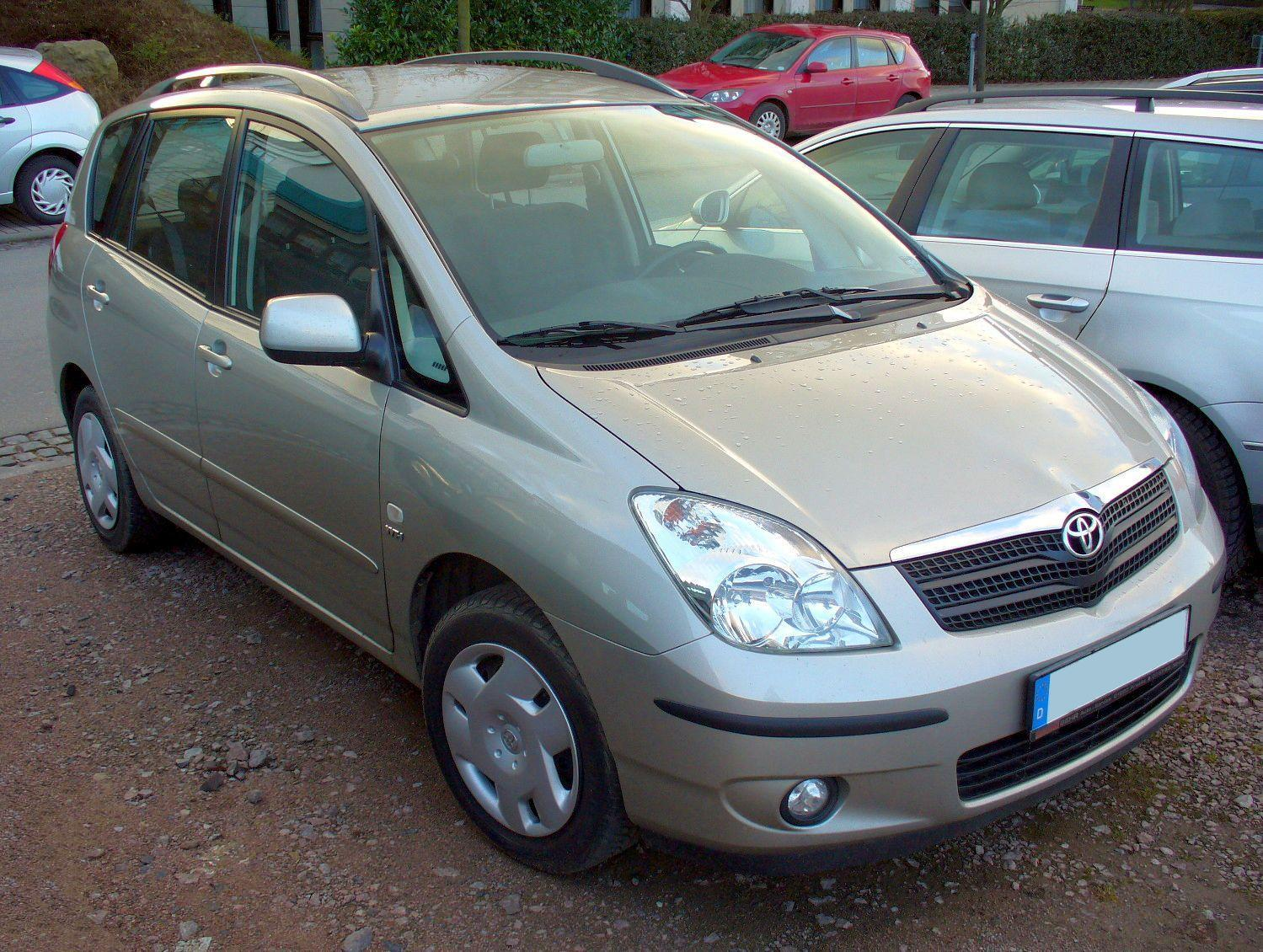
Toyota Corolla Verso (2001–2004)
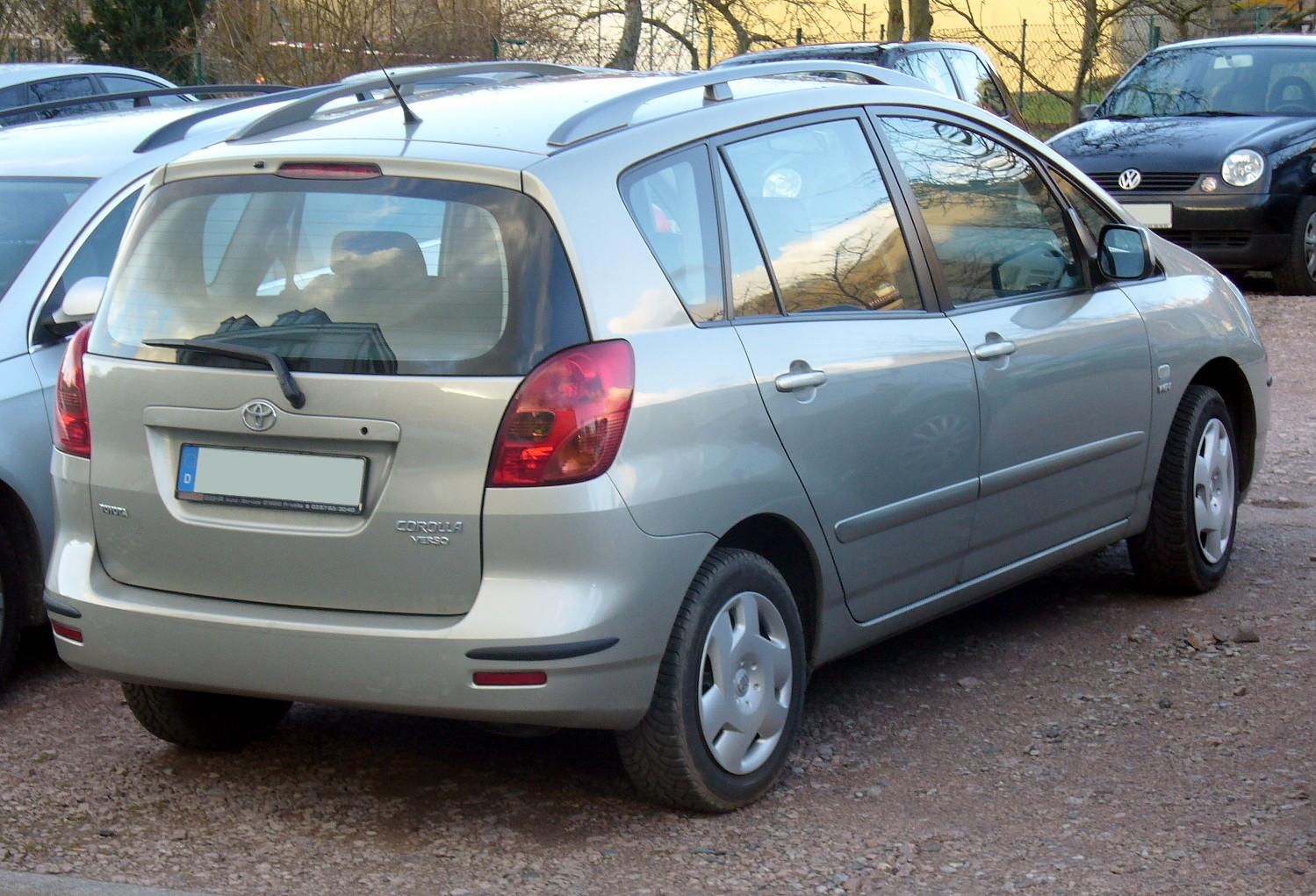
Heckansicht
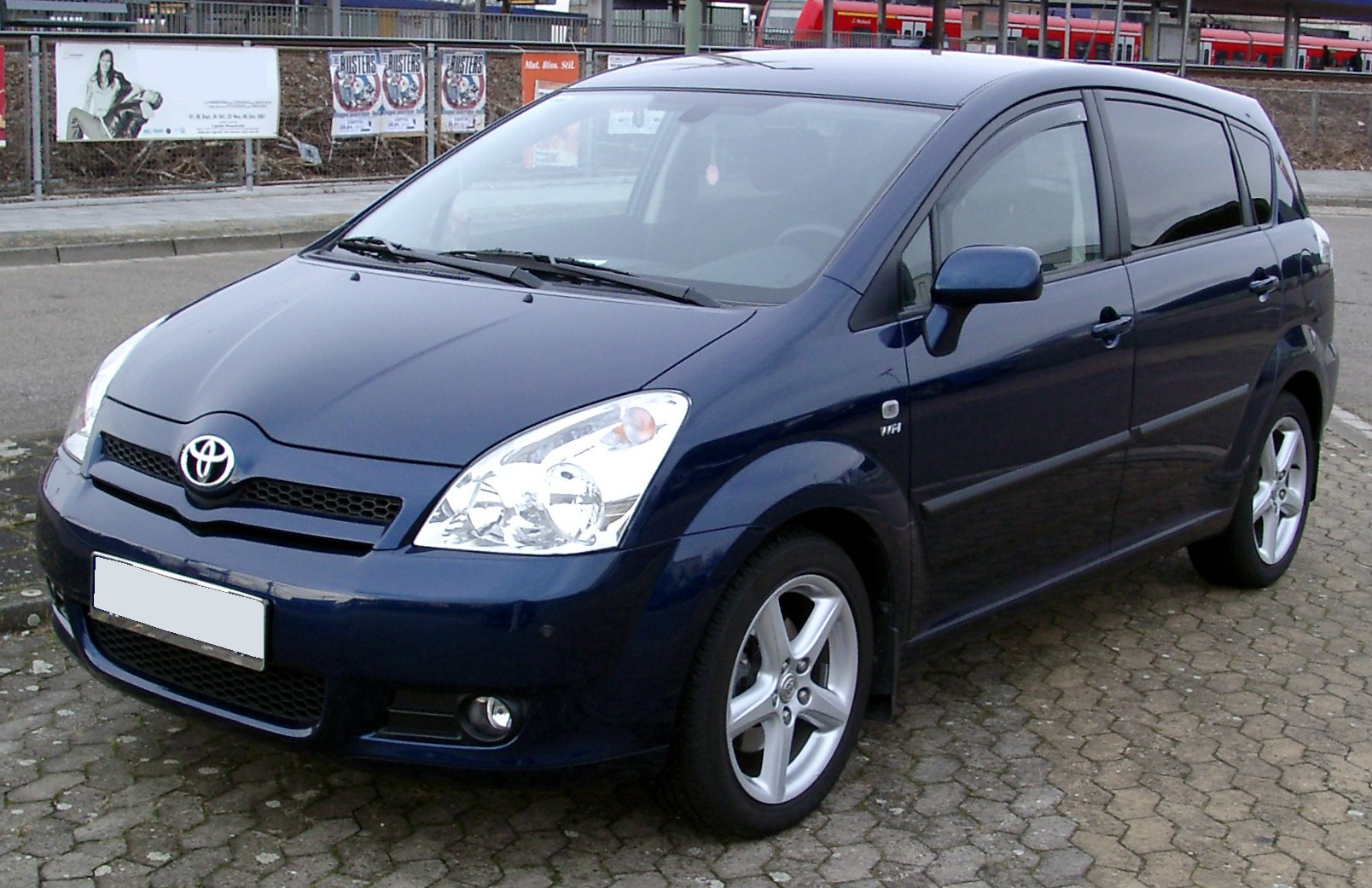
Toyota Corolla Verso (2004–2009)
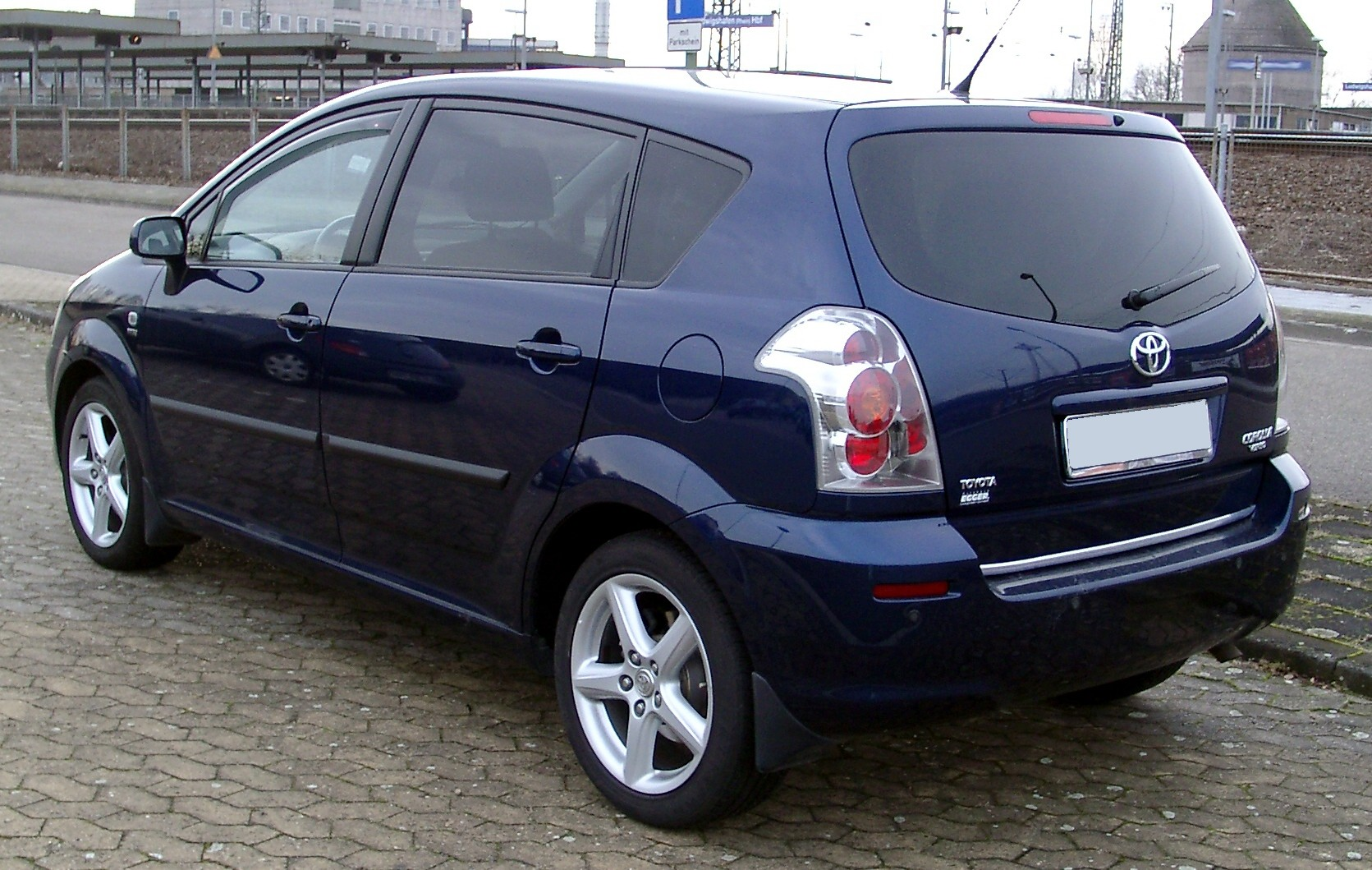
Heckansicht
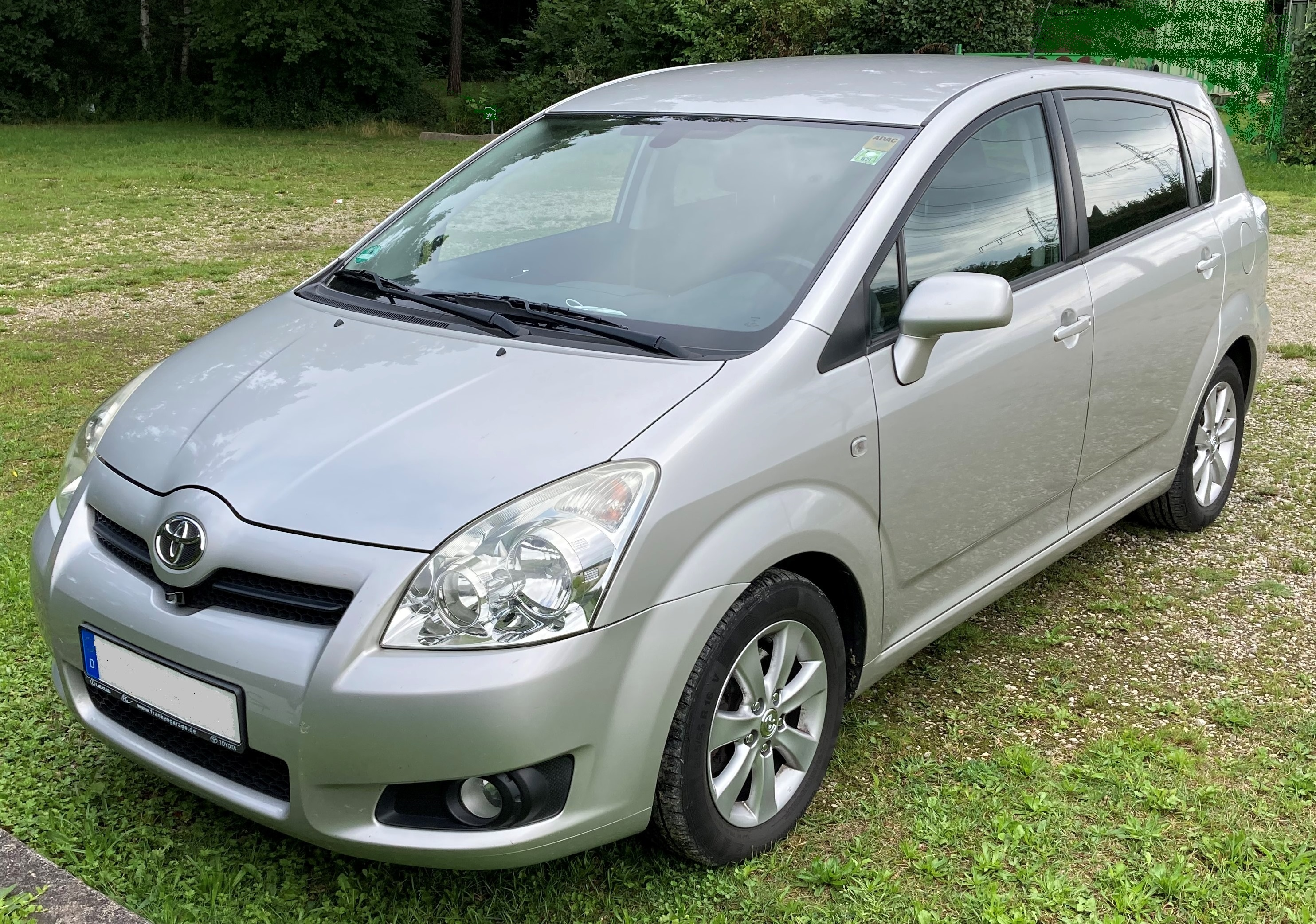
Toyota Corolla Verso Executive mit Frontkamera (2004–2007)

## Corolla (E14/E15, 2006–2013)
Im Herbst 2006 debütierte der zehnte Corolla, der sich die technische Basis mit dem Toyota Auris teilte.
Der E14 wurde im Oktober 2006 vorgestellt und war als viertürige Stufenhecklimousine (Corolla Axio) und als fünftüriger Kombi (Corolla Fielder) lieferbar bei einer Länge von 4410 mm. Er wird angetrieben von einem 1,5 Liter großen Vierzylinder (81 kW/110 PS) oder einem 1,8-Liter-Vierzylinder (100 kW/136 PS). Außer den Versionen mit Frontantrieb wurden auch allradgetriebene Varianten mit schwächeren Motoren angeboten. Die Mehrzahl der Corolla-Modelle ist serienmäßig mit einer stufenlosen Automatik (CVT) ausgestattet, außerdem gibt es noch einige Ausführungen mit einem Fünfganggetriebe.
Im November 2006 folgte die Einführung des Corolla E15 für den übrigen Teil der Welt, der sich den Radstand (2600 mm) mit dem E14 teilt, aber mit 4540 mm etwas länger und ausschließlich als viertürige Stufenhecklimousine lieferbar war. Hier standen je nach Markt unterschiedliche Motorisierungen zur Verfügung. In Nordamerika gab es für den Corolla Vierzylindermotoren mit zwei obenliegenden Nockenwellen, 16 Ventilen und variabler Ventilsteuerung mit 1,8 oder 2,4 Litern Hubraum, die 98 kW/132 PS und 118 kW/160 PS leisten; diese Fahrzeuge sind serienmäßig mit einem Fünfganggetriebe ausgestattet, gegen Mehrpreis standen konventionelle Vier- und Fünfstufenautomatikgetriebe zur Verfügung.
In Japan gab es zudem mit gleicher Technik den Corolla Rumion (Radstand 2600 mm, Länge 4210 mm), einen kantigen Minivan, der als größere Ausführung des Toyota bB angeboten wurde.
Im Frühjahr 2009 erfolgte mit der Einführung des Toyota Verso eine Überarbeitung des Corolla E14/E15. Seitdem hießen die Allex-Modelle Toyota Klinge.

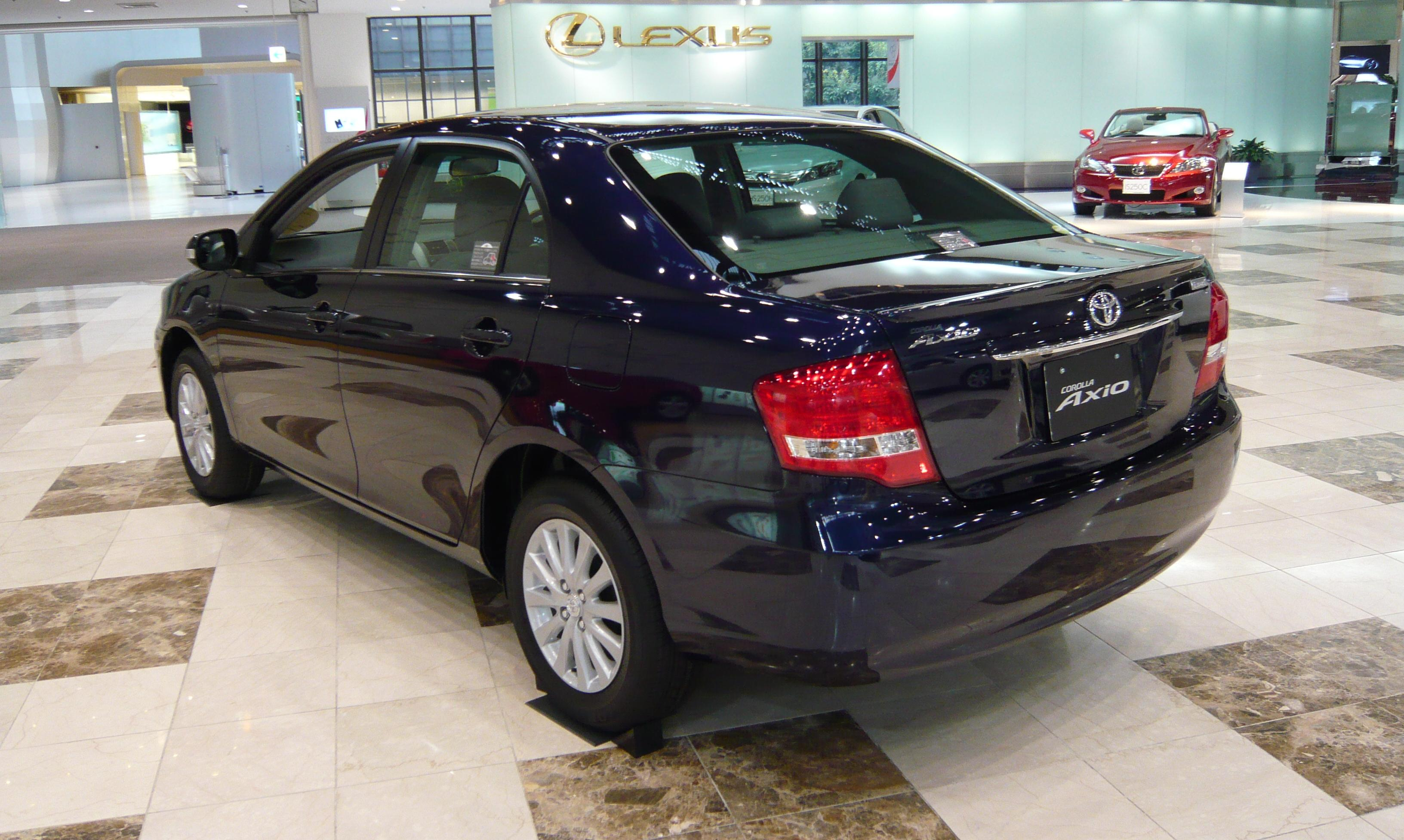
Corolla Axio (Japan), Heckansicht
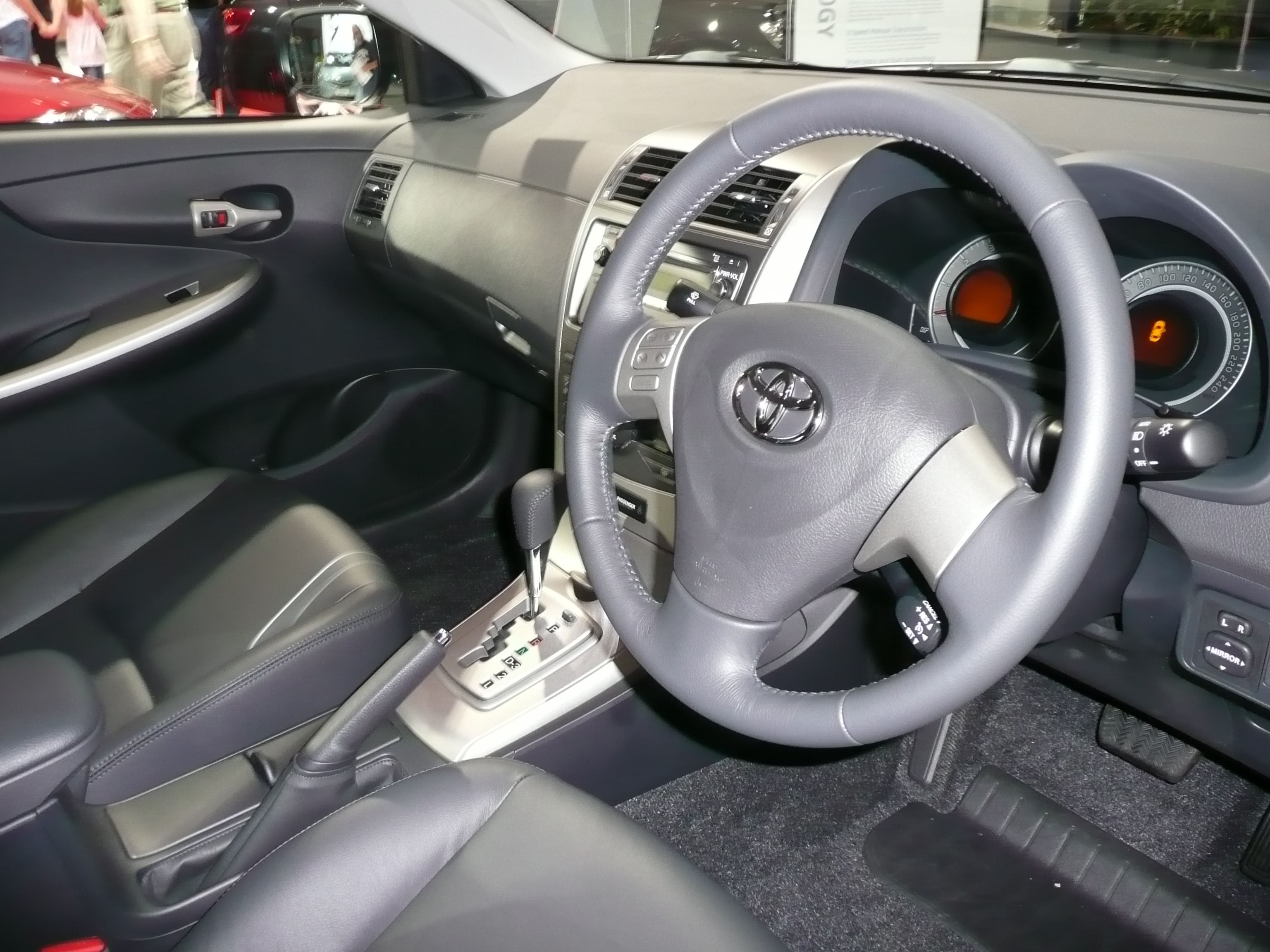
Corolla, Innenraum
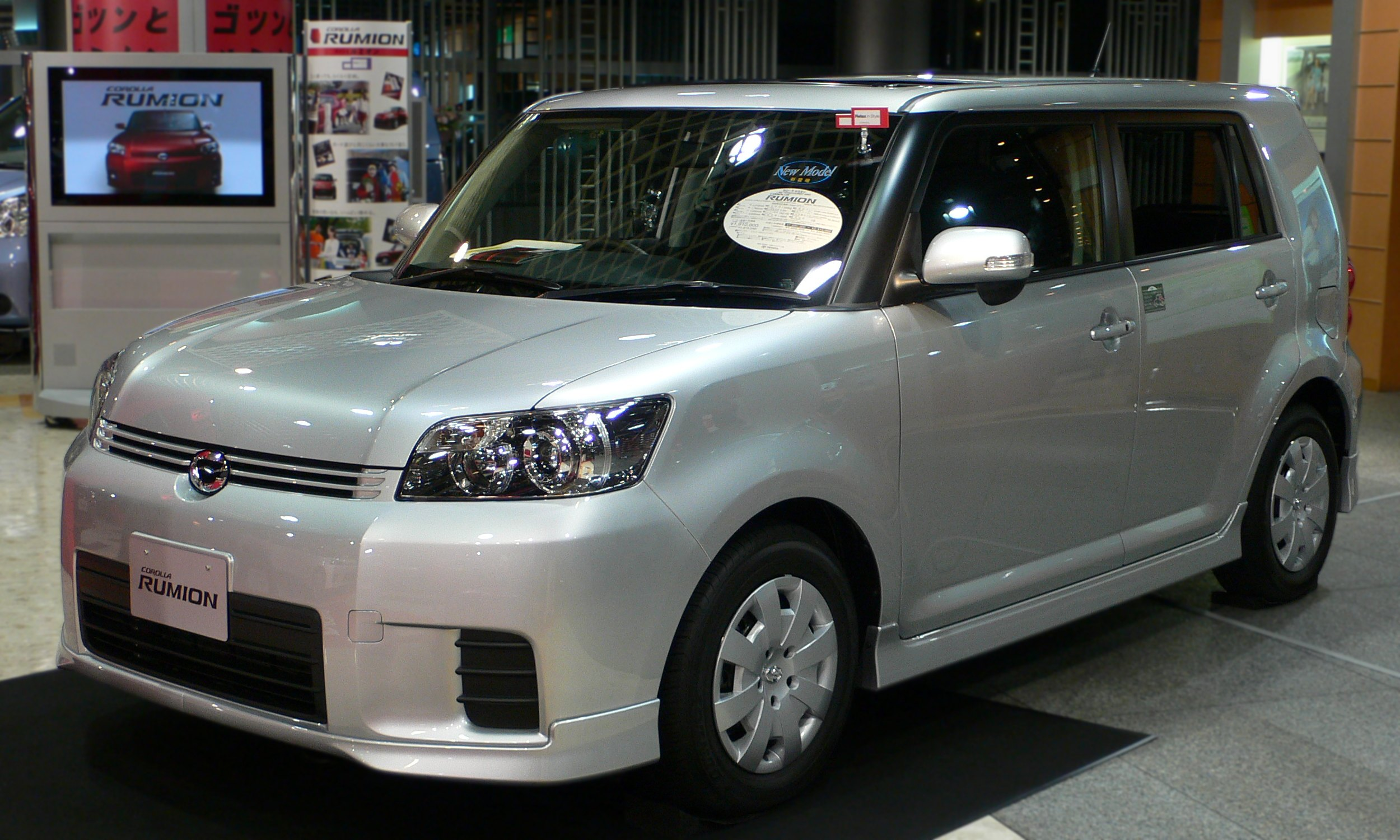
Toyota Corolla Rumion (Japan)

## Corolla (E160, 2012–2018/E170/E180, 2013–2018)
| Sterne im Euro-NCAP-Crashtest (2013) | (E180) |

Auch von der elften Generation des Corolla werden zwei unterschiedliche Modelle produziert. Der Corolla E160 wurde im Mai 2012 in Japan eingeführt. Er ist deutlich kürzer und schmaler, um den japanischen Vorgaben für Fahrzeugen der Kompaktklasse zu entsprechen und als Limousine Corolla Axio oder Kombi Corolla Fielder erhältlich. Abweichend von der internationalen Version ist der Corolla E160 auch als Hybrid erhältlich.
Der Toyota Corolla (E170/E180) ist die internationale Version, die im August 2013 auf dem US-amerikanischen Markt eingeführt wurde. Im Februar 2014 führte Toyota den Wagen in Deutschland ein. Dies bedeutete die Rückkehr des Corolla in Deutschland nach einer Abwesenheit von sieben Jahren.
Das Fahrzeug wird im türkischen Werk Adapazarı für den europäischen Markt hergestellt. Dieser Corolla ist nur als Stufenheck erhältlich, während als Steilheck weiterhin der Toyota Auris dient, der auf der gleichen Plattform basiert. Die europäische Variante ist deutlich konservativer gestaltet als die für den US-Markt. Zudem verzichtete man auf eine groß angelegte Werbekampagne. Das Motorenprogramm für Deutschland besteht aus einem Diesel- sowie zwei Ottomotoren, von denen der größere auch mit einem CVT-Getriebe erhältlich ist.
2016 wurden zum 50. Geburtstag des Toyota Corolla für den US-amerikanischen Markt 8000 Corolla 50th Anniversary Edition hergestellt. Im Frühjahr 2017 erhielt das Modell ein umfangreiches Facelift. Verschiedene Assistenzsysteme gehörten zur Ausstattung.

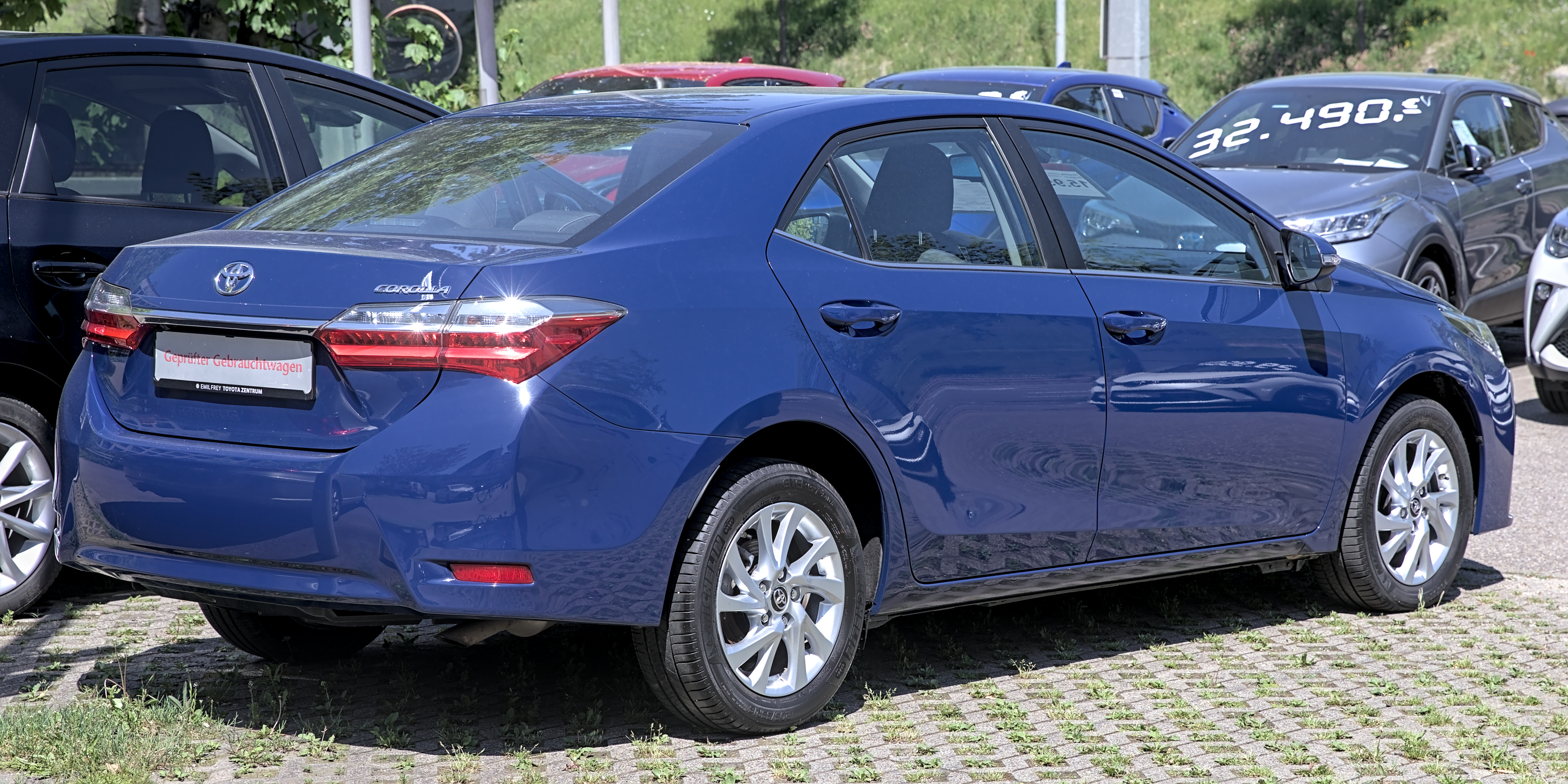
Heckansicht
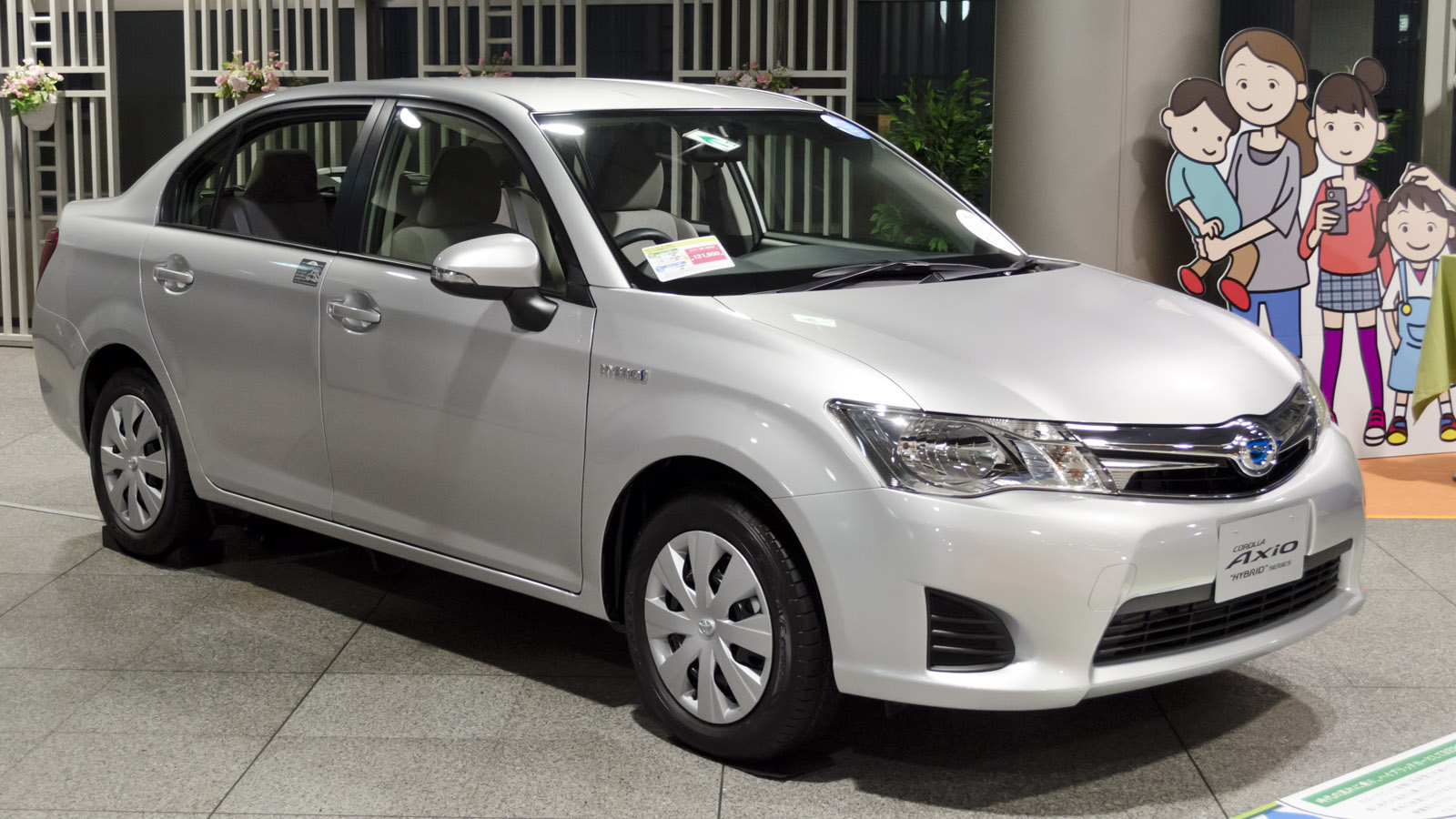
Toyota Corolla E160 Hybrid (Japan)
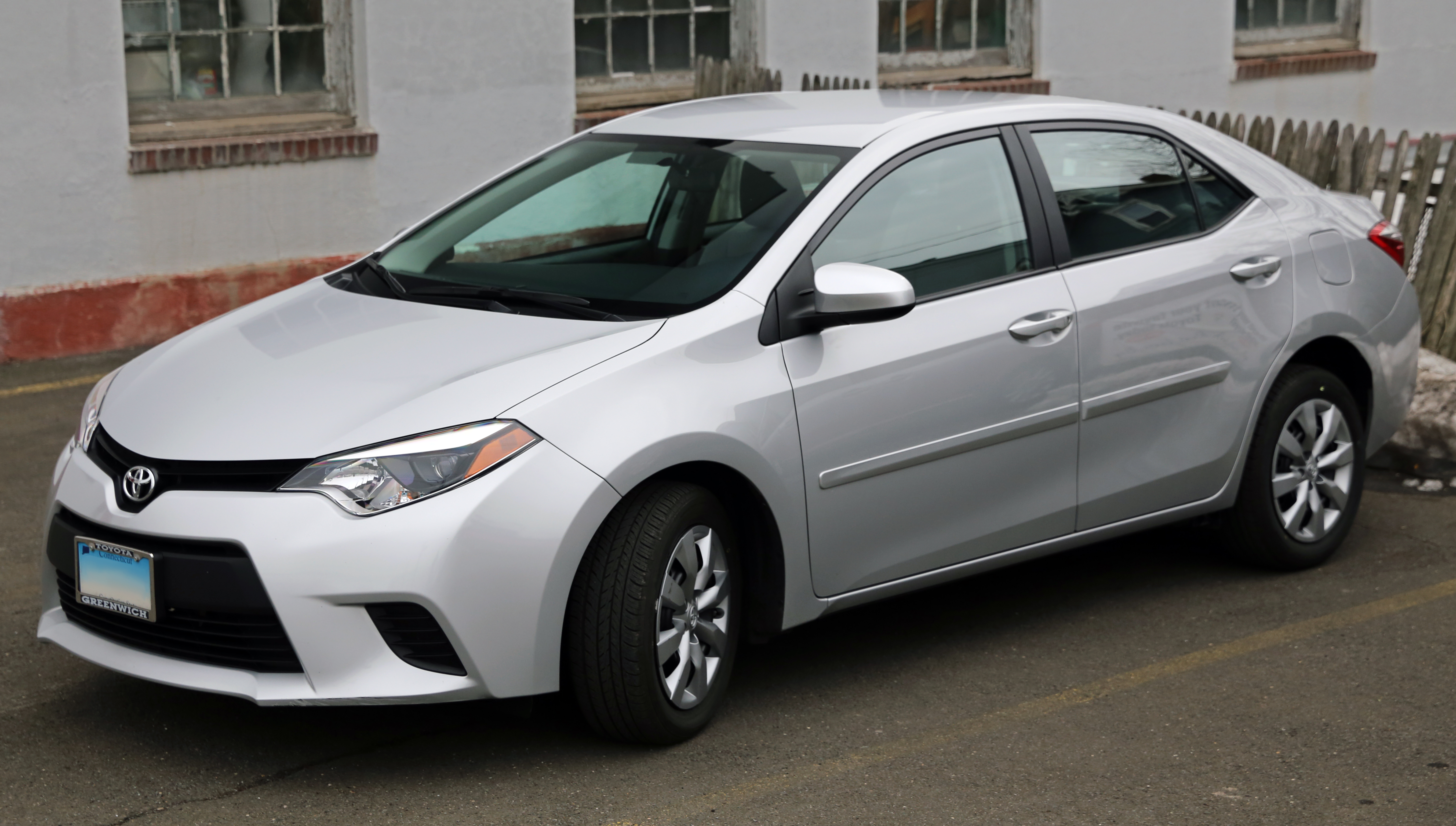
Toyota Corolla E170 (USA)
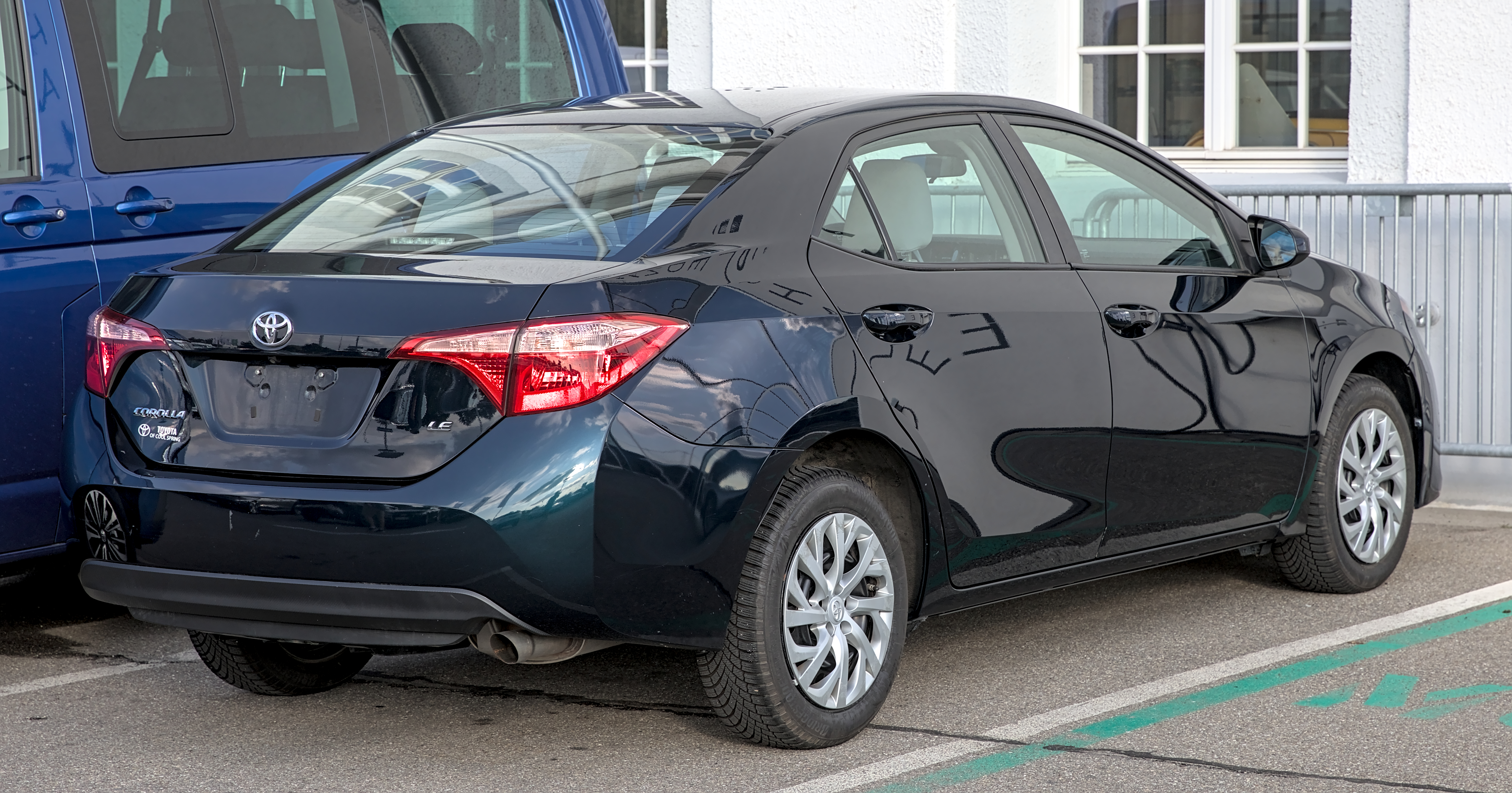
Heckansicht
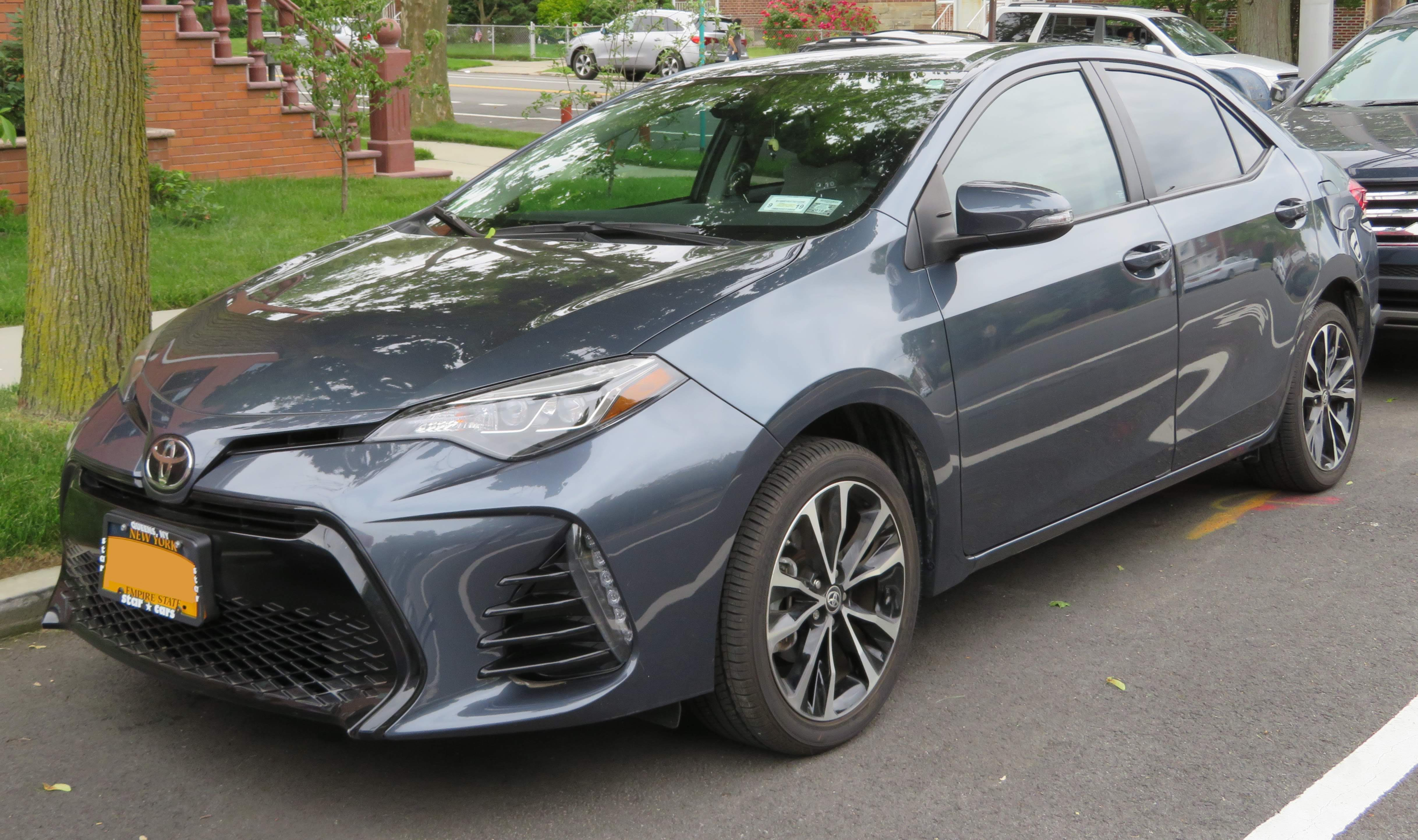
Corolla als 50th Anniversary Special Edition (2016/2017)
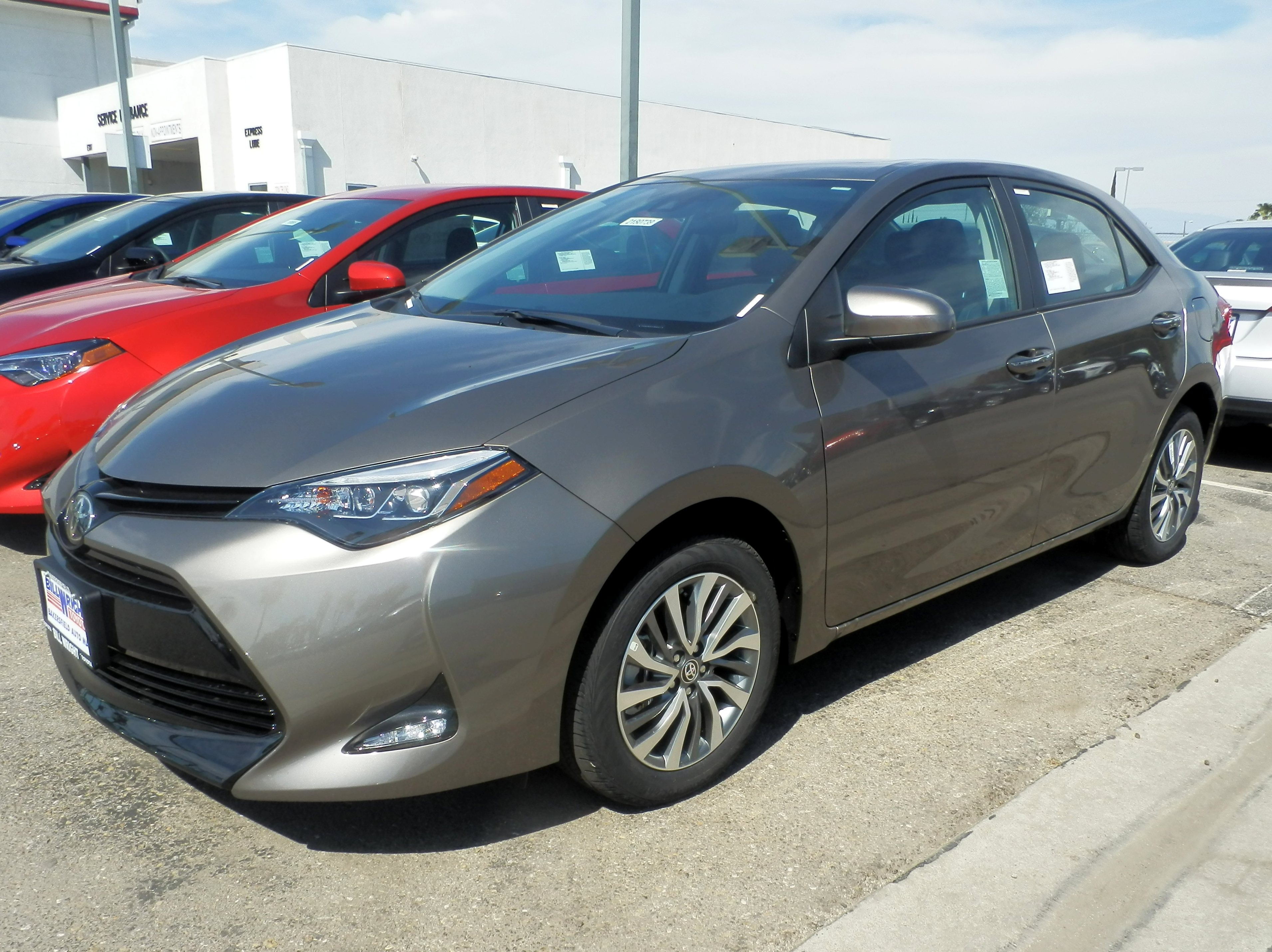
Toyota Corolla Facelift 2017 (USA-Modell)

| Motoren in Deutschland | Motoren in Deutschland | Motoren in Deutschland | Motoren in Deutschland | Motoren in Deutschland |
| Modell                 | Hubraum                | Zylinder               | Leistung               | Bauzeit                |
| ---------------------- | ---------------------- | ---------------------- | ---------------------- | ---------------------- |
| 1,33 Dual-VVT-i        | 1329                   | 4                      | 73 kW (99 PS)          | 08/2013–12/2016        |
| 1,6 Valvematic         | 1598                   | 4                      | 97 kW (132 PS)         | 08/2013–03/2019        |
| 1,4 D-4D               | 1364                   | 4                      | 66 kW (90 PS)          | 08/2013–12/2016        |

### Technische Daten
| Modell                          | 1.33                  | 1.6                                             | 1.8 (USA)                                                                          | 1.8 (USA, Südafrika)  | 1.4 D-4D              |
| Motorcode                       | 1NR-FE                | 1ZR-FAE                                         | –                                                                                  | –                     | 1ND-TV                |
| Zylinderzahl                    | R4                    | R4                                              | R4                                                                                 | R4                    | R4                    |
| Hubraum (cm³)                   | 1329                  | 1598                                            | 1798                                                                               | 1798                  | 1364                  |
| Max. Leistung (kW/PS)           | 73/99 bei 6000        | 97/132 bei 6400                                 | 97/132 bei 6000                                                                    | 103/140 bei 6400      | 66/90 bei 3800        |
| Max. Drehmoment (Nm)            | 128 bei 3800          | 160 bei 4400                                    | 173 bei 4400                                                                       | 173 bei 4000          | 205 bei 1800–2800     |
| Höchstgeschwindigkeit (km/h)    | 180                   | 200 (AT = 190)                                  | –                                                                                  | 200                   | 180                   |
| Getriebe (serienmäßig)          | 6-Gang-Schaltgetriebe | 6-Gang-Schaltgetriebe oder stufenlose Automatik | 6-Gang-Schaltgetriebe, 4-Stufen-Automatik oder stufenlose Automatik (Multidrive-S) | 6-Gang-Schaltgetriebe | 6-Gang-Schaltgetriebe |
| Beschleunigung (0–100 km/h)     | 12,6 s                | 10,0 s (AT = 11,1 s)                            | –                                                                                  | 10,2 s                | 12,5 s                |
| Verbrauch kombiniert (l/100 km) | 5,6 S                 | 6,0 S (AT = 5,6 S)                              | –                                                                                  | 7,0 S                 | 4,1 D                 |

## Corolla (E210, seit 2018)
| Sterne im Euro NCAP-Crashtest |

Auf dem 88. Genfer Auto-Salon wurde im März 2018 eine neue Generation des Auris vorgestellt. Sie basiert auf der Toyota New Global Architecture-(TNGA)-Plattform für das Modelljahr 2019. Später wurde bekanntgegeben, dass das Modell weltweit wieder als Corolla angeboten werden soll. Diese Version debütierte auf der New York International Auto Show ebenfalls im März 2018. Der Corolla wurde in Europa für Europa entwickelt.
In den Handel kam das Fahrzeug zuerst Ende Juni 2018 in Japan. Dort wird es als Corolla Sport vermarktet. Im Juli 2018 folgte der nordamerikanische, im August 2018 der australische Markt. Die Markteinführung in Europa fand Anfang 2019 statt. Die Preise begannen bei 20.990 €.
Auf dem Pariser Autosalon im Oktober 2018 wurde die Kombiversion Corolla Touring Sports präsentiert. Sie wird seit 2020 auch von Suzuki als Swace angeboten. Die EU-Versionen werden in Burnaston hergestellt.
Die Stufenheck-Version wurde auf der Guangzhou Auto Show im November 2018 vorgestellt; sie wird unter anderem in der Türkei gefertigt. Die nordamerikanische Variante debütierte kurz darauf auf der LA Auto Show. Das Design dieser Version unterscheidet sich von dem der international vermarkteten Variante und wird als sportlicher bezeichnet. In China sind beide Versionen erhältlich, wobei die nordamerikanische Variante als Toyota Levin und mit verlängertem Radstand als Toyota Lingshang verkauft wird. Die andere Variante wird sowohl als Toyota Corolla als auch als Toyota Allion mit verlängertem Radstand vermarktet. Auf einigen Märkten Europas wurde die Limousine zum Modelljahr 2022 vom Markt genommen.
Im Rahmen des Genfer Auto-Salons 2019 präsentierte Toyota den Corolla als sportliche GR Sport-Variante für das Schrägheck und den Kombi und als Crossover-Modell Trek ausschließlich für den Kombi.

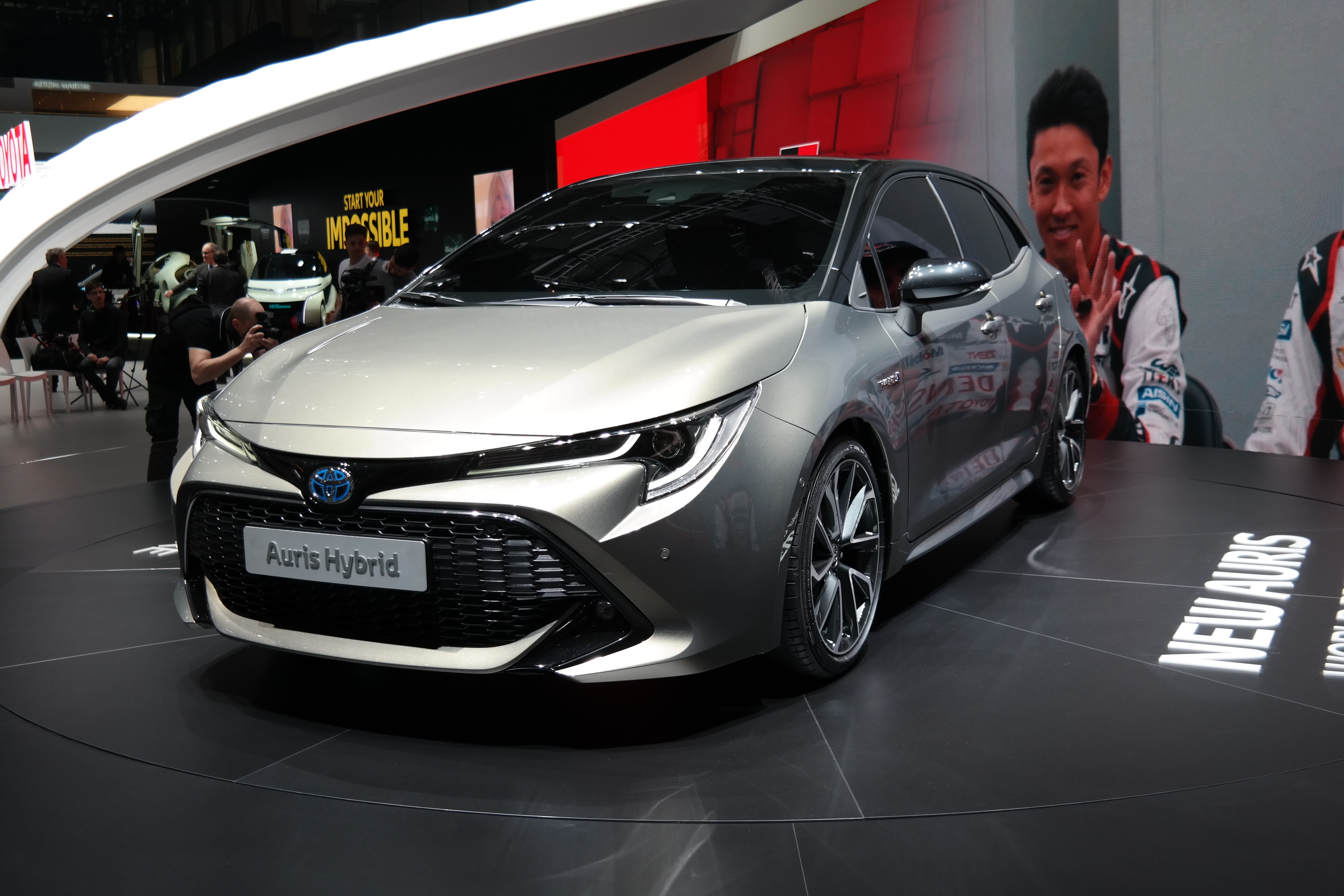
Als Auris Hybrid, Genfer Salon 2018
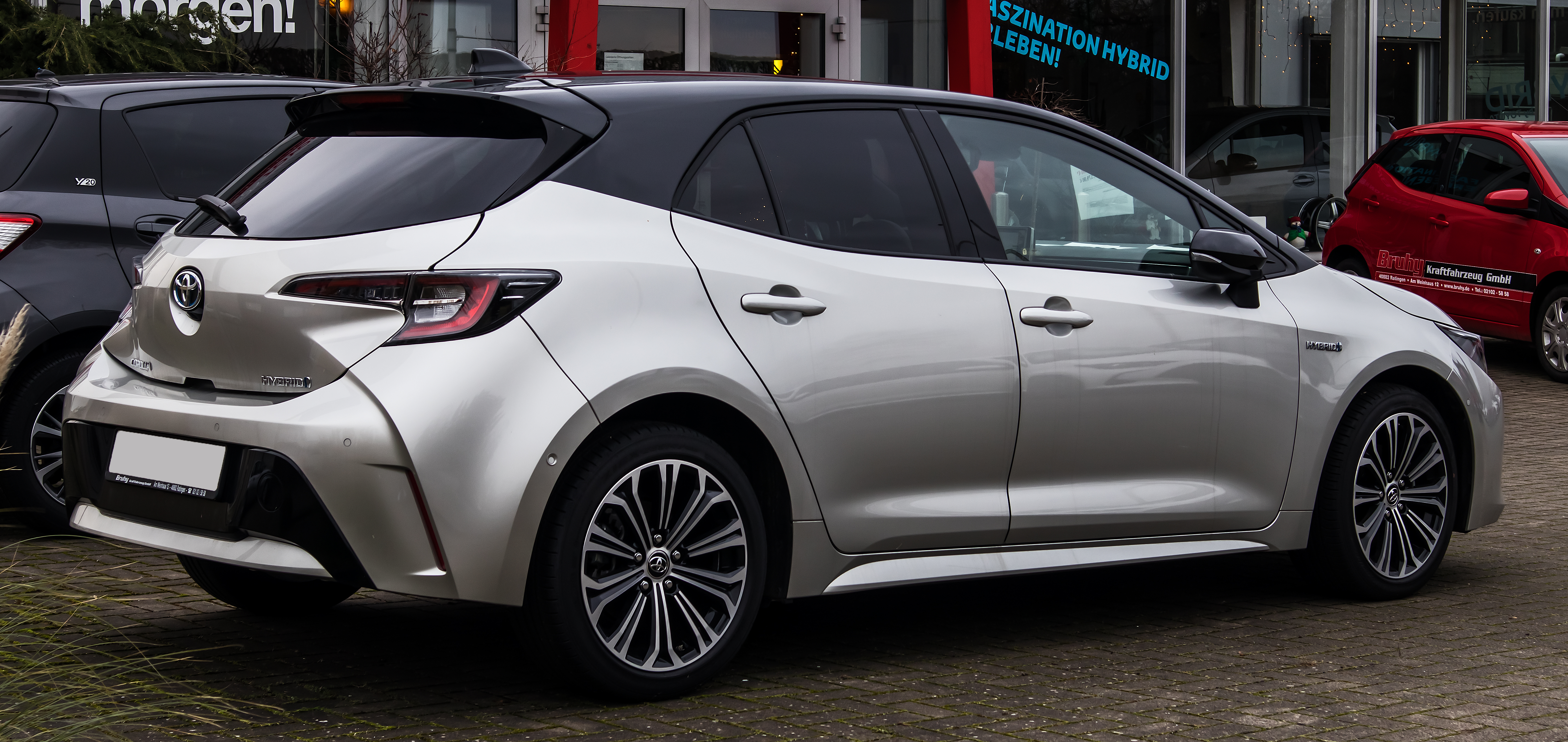
Heckansicht
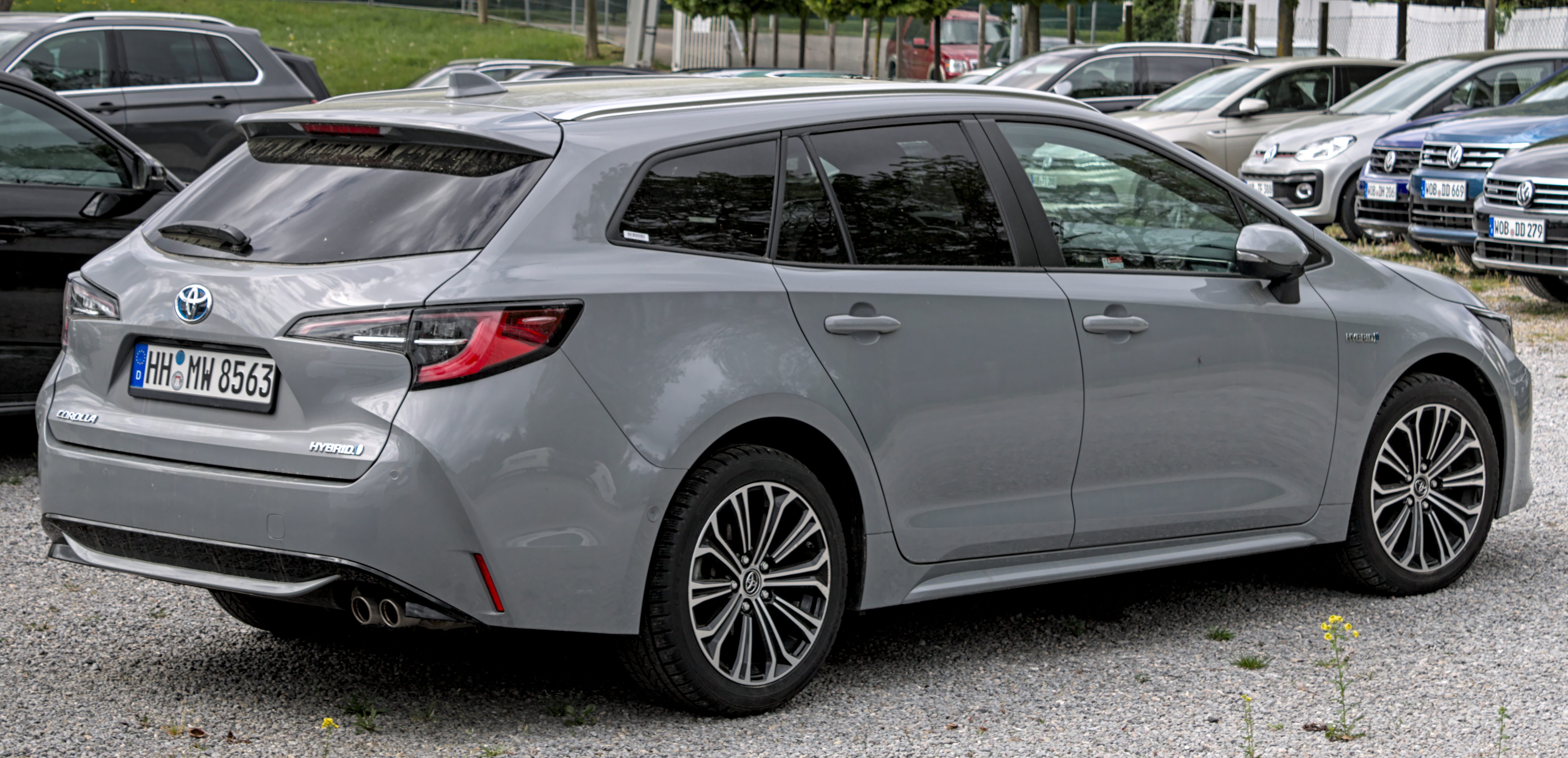
Toyota Corolla Touring Sports (2019–2023), Heckansicht
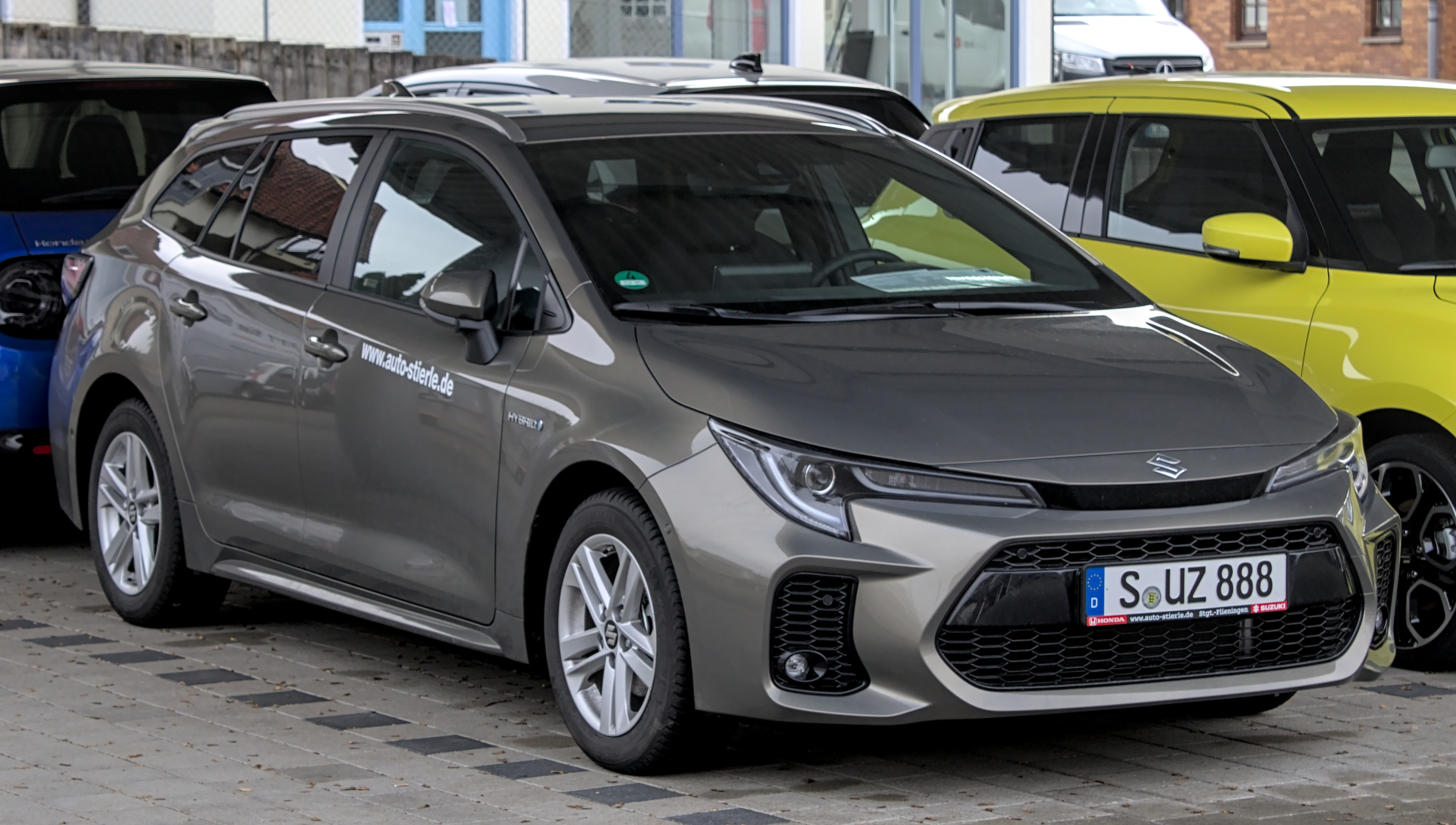
Suzuki Swace (2020–2023)
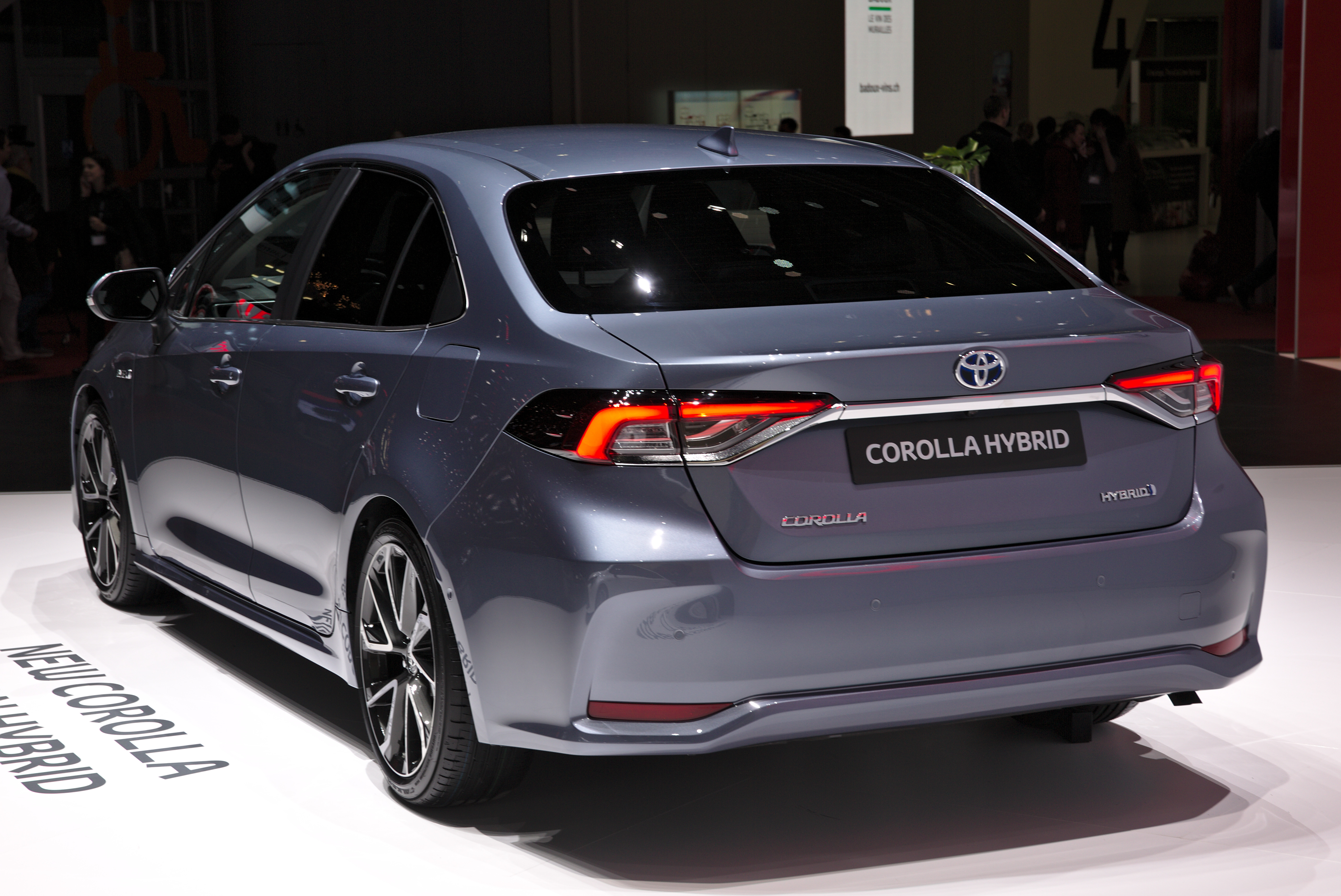
Toyota Corolla Limousine (2019–2023), Heckansicht
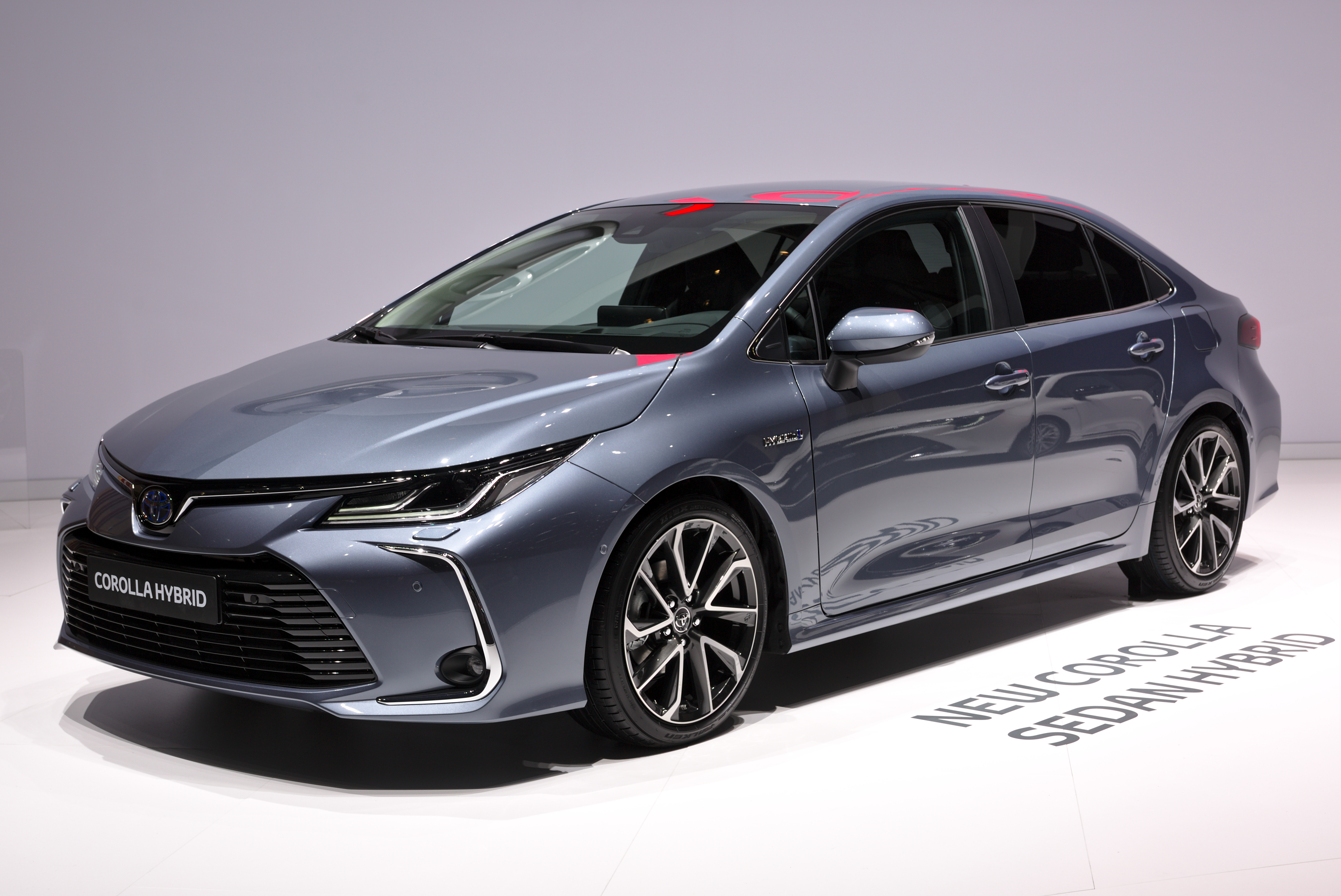
Toyota Corolla Limousine (2019–2023)
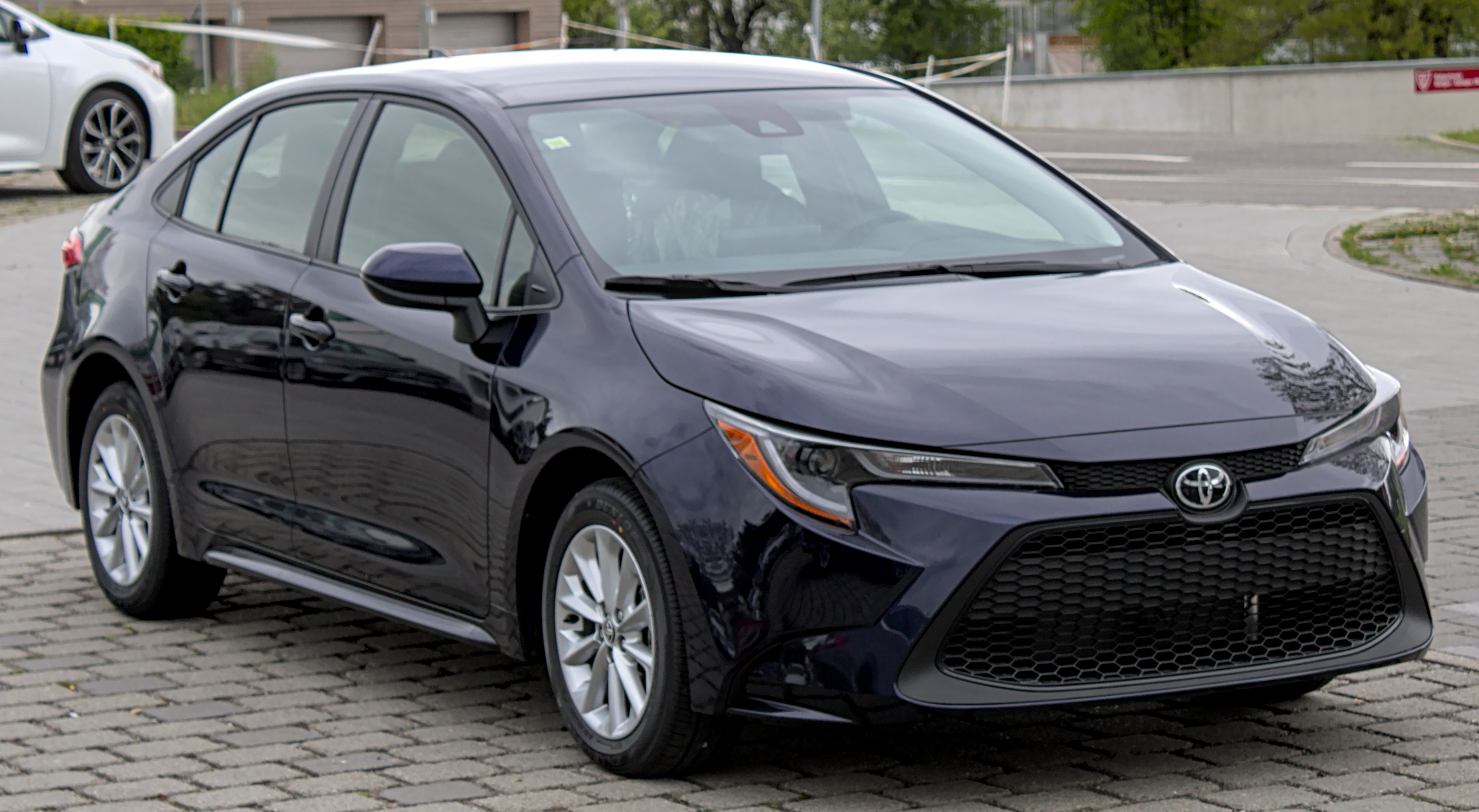
Toyota Corolla Limousine für den nordamerikanischen Markt (seit 2019)
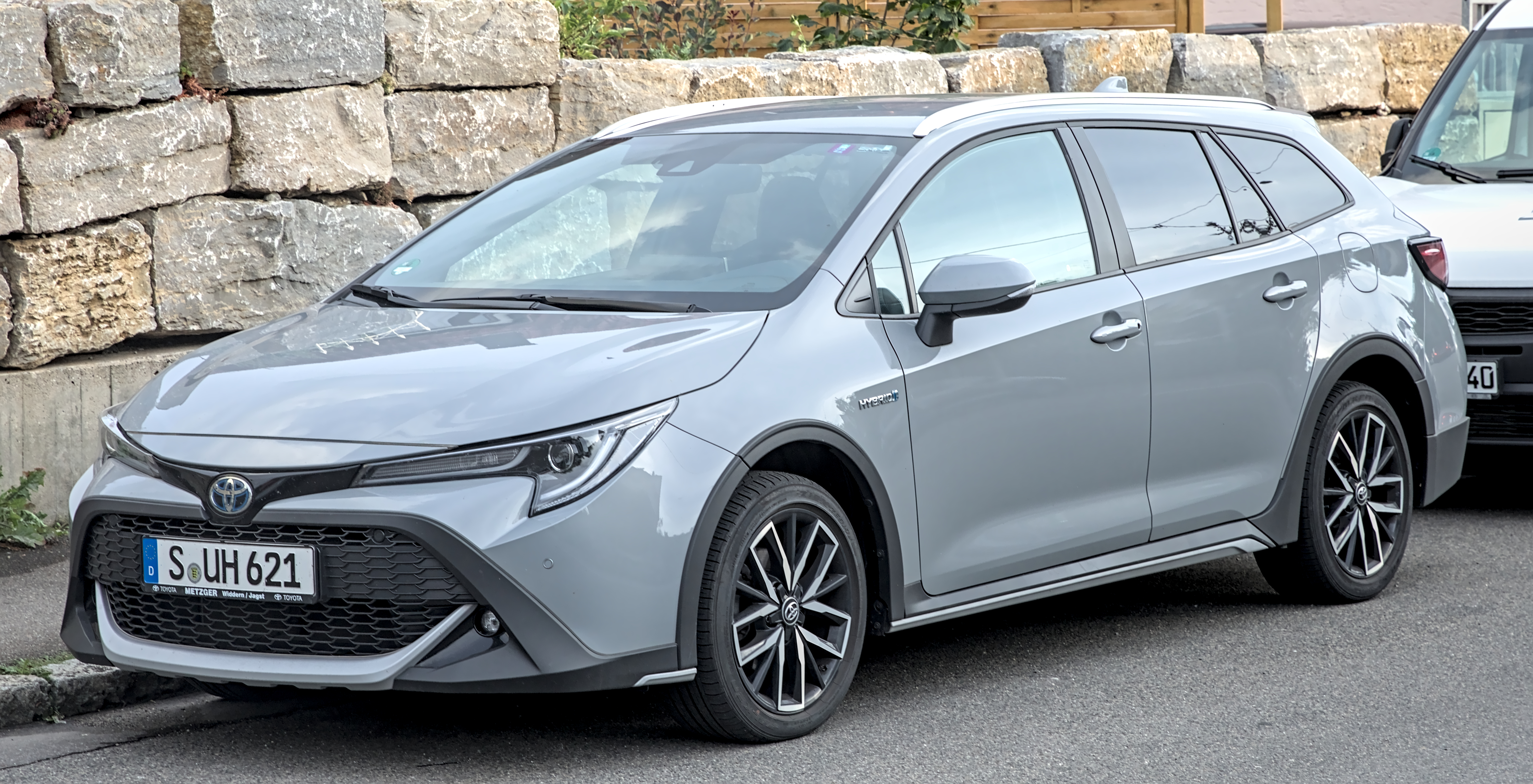
Toyota Corolla Trek (2019–2023)
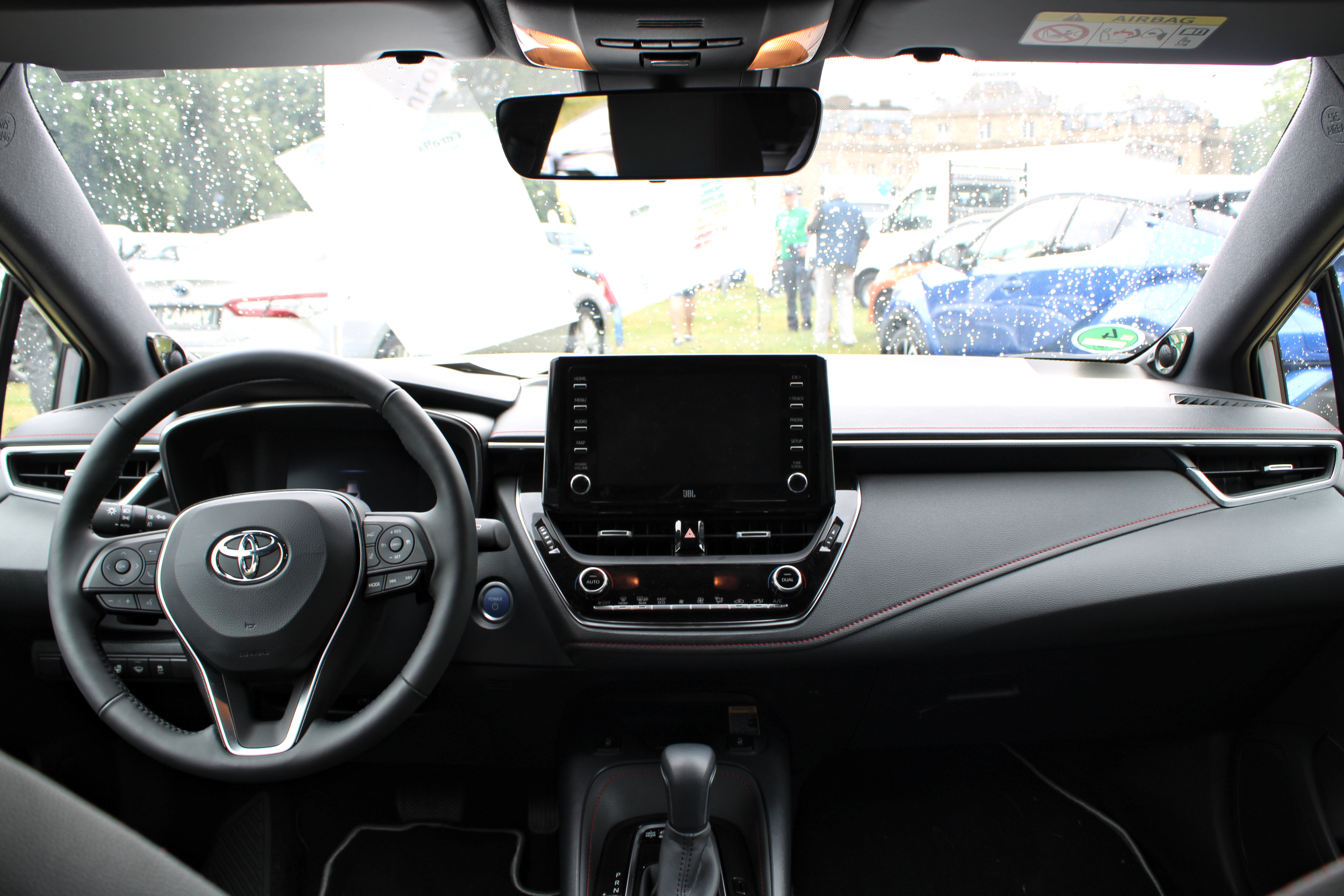
Innenansicht
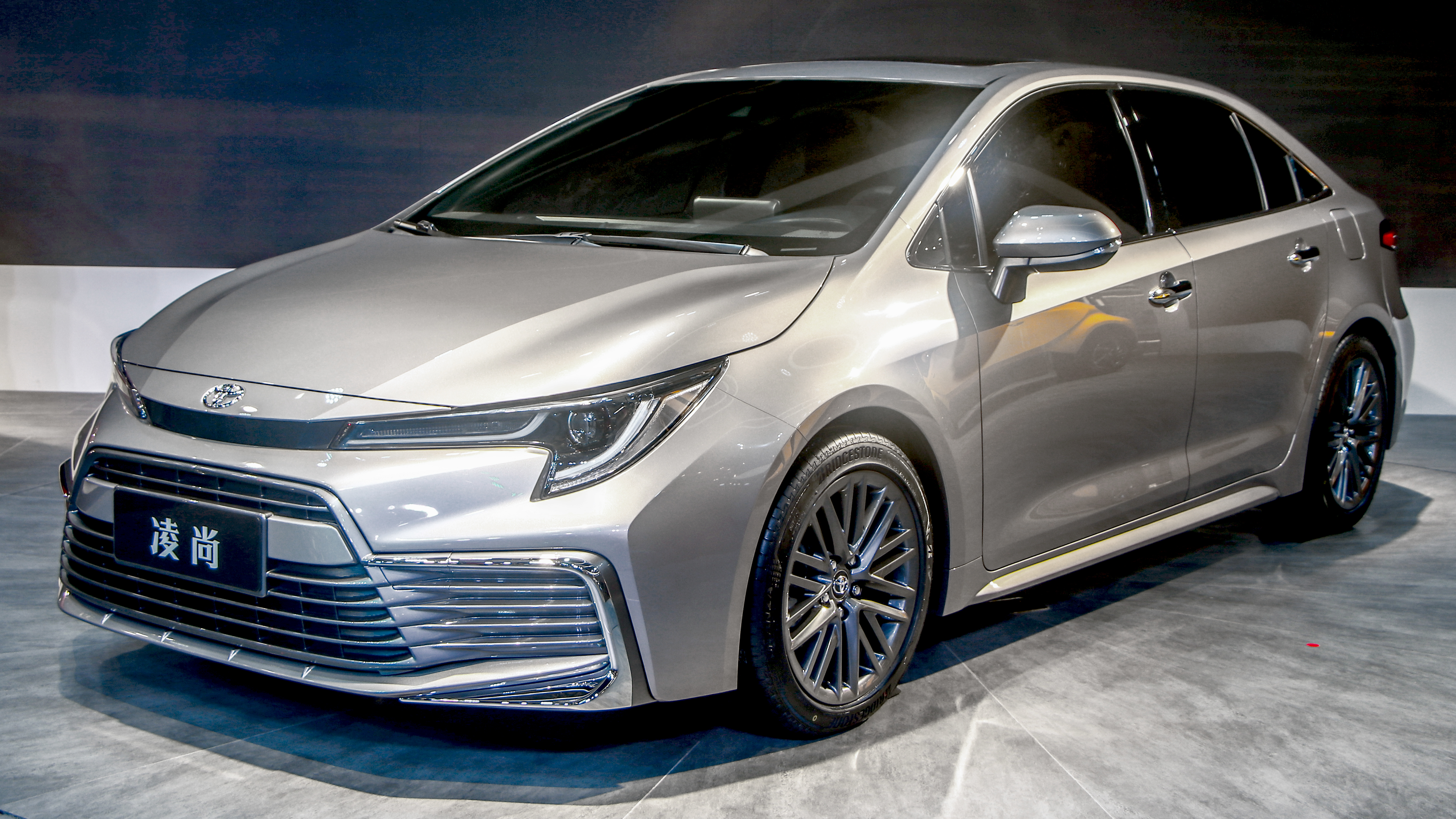
Toyota Lingshang (seit 2021)
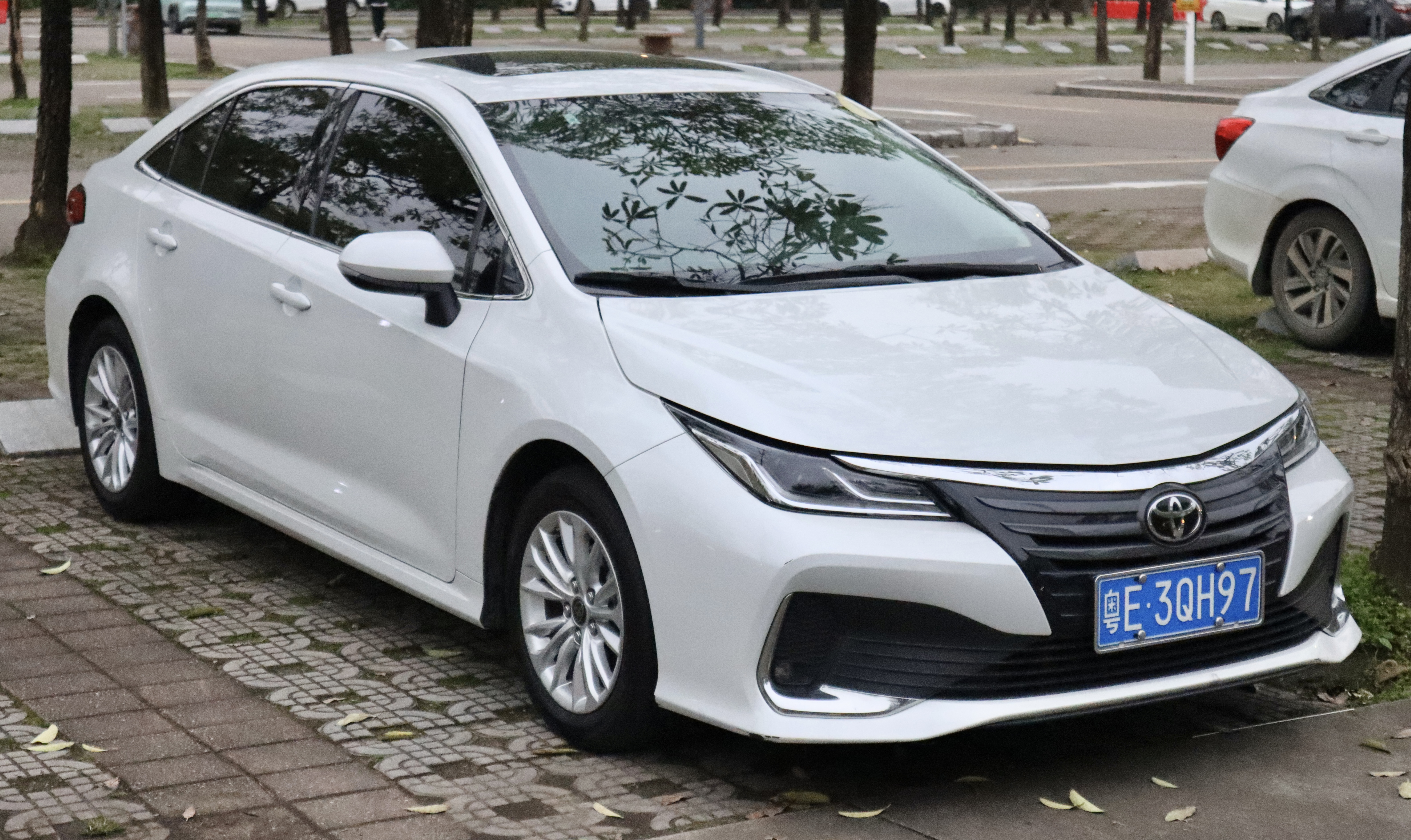
Toyota Allion (seit 2021)
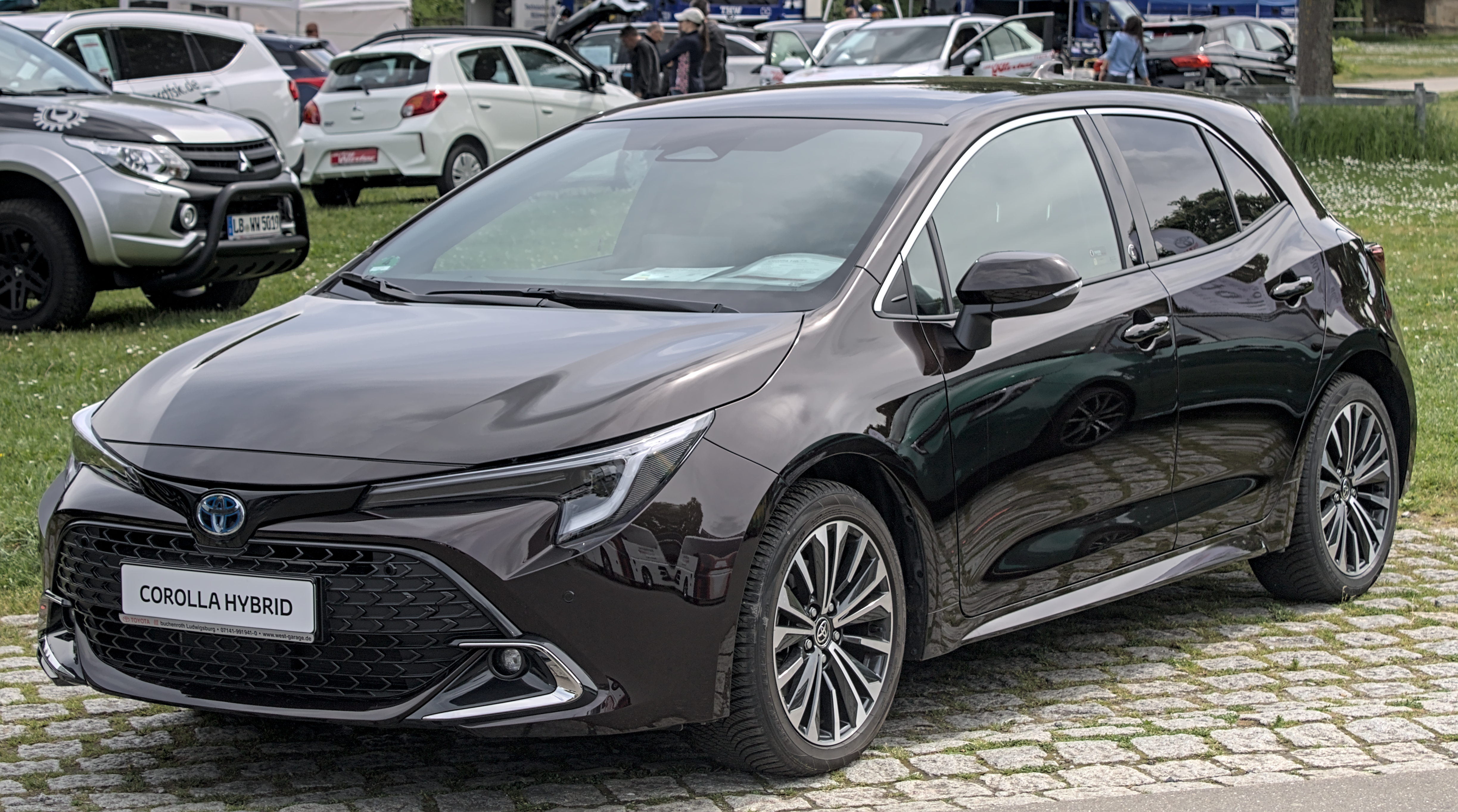
Toyota Corolla (seit 2023)
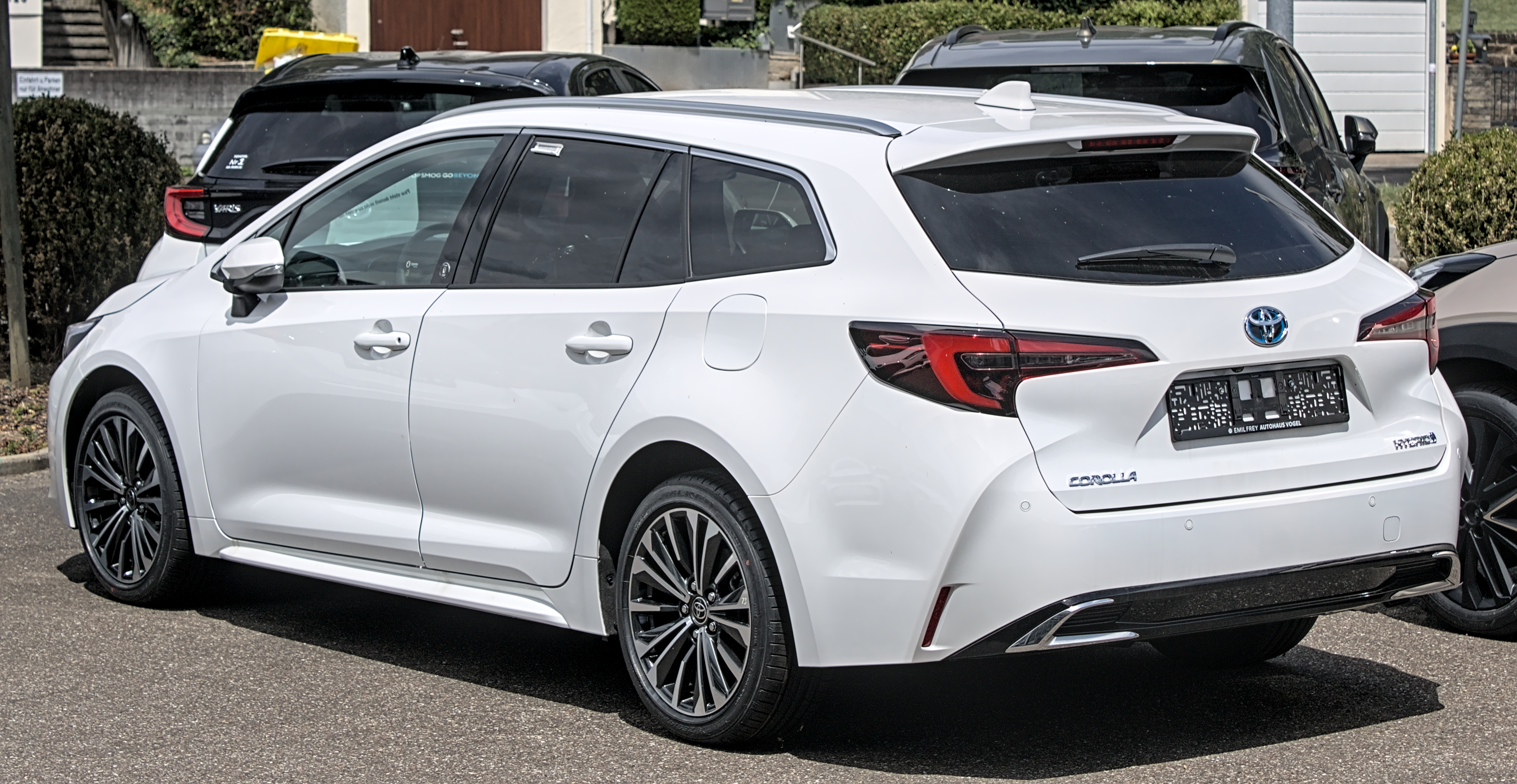
Toyota Corolla Touring Sports (seit 2023)

### Modellpflege
Eine überarbeitete Version des Corolla präsentierte Toyota im Juni 2022. Sie kam im Januar 2023 in den Handel. Der Hybrid verwendet die fünfte Generation des Systems Hybrid Synergy Drive von Toyota, die im Vergleich zum Vorgänger mehr Leistung und einen um 18 kg leichteren Akku besitzt. Der Bildschirm des Infotainment-System ist größer und verzichtet auf Schnellwahlknöpfe. Die Assistenzsysteme wurden verbessert und erweitert. Das Fahrzeug unterstützt Over-the-Air-Updates.

### GR Corolla
Als Topmodell der Baureihe präsentierte Toyota Anfang April 2022 den GR Corolla. Er kam im Laufe des Jahres 2022 zunächst in Japan und Nordamerika in den Handel. Der brasilianische Markt soll 2023 folgen. Das Fahrzeug hat den gleichen aufgeladenen 1,6-Liter-Dreizylinder-Ottomotor wie der 2020 vorgestellte GR Yaris, ist mit maximal 224 kW (304 PS) jedoch etwas stärker. Wie dieser hatte er zunächst ausschließlich ein 6-Gang-Schaltgetriebe und Allradantrieb. Im August 2024 wurde dann auch ein 8-Gang-Automatikgetriebe eingeführt. Im Vergleich zum Basismodell muss eine stärkere Kühlung für Motor und Bremsen verbaut werden, weshalb an diversen Karosserieteilen Lufteinlässe notwendig sind. Am Heck befinden sich drei Abgasendrohre und ein großer Dachkantenspoiler. Zusätzlich zum Basismodell Core ist noch die auf 1500 Exemplare limitierte Version Circuit verfügbar. Anfang Juni 2022 wurde zudem das auf 200 Exemplare limitierte Sondermodell Morizo Edition angekündigt. Es ist nach dem Spitznamen des Toyota CEOs Akio Toyoda benannt, der als Rennfahrer unter diesem Namen antritt. Diese Version besitzt unter anderem keine Rücksitzbank.

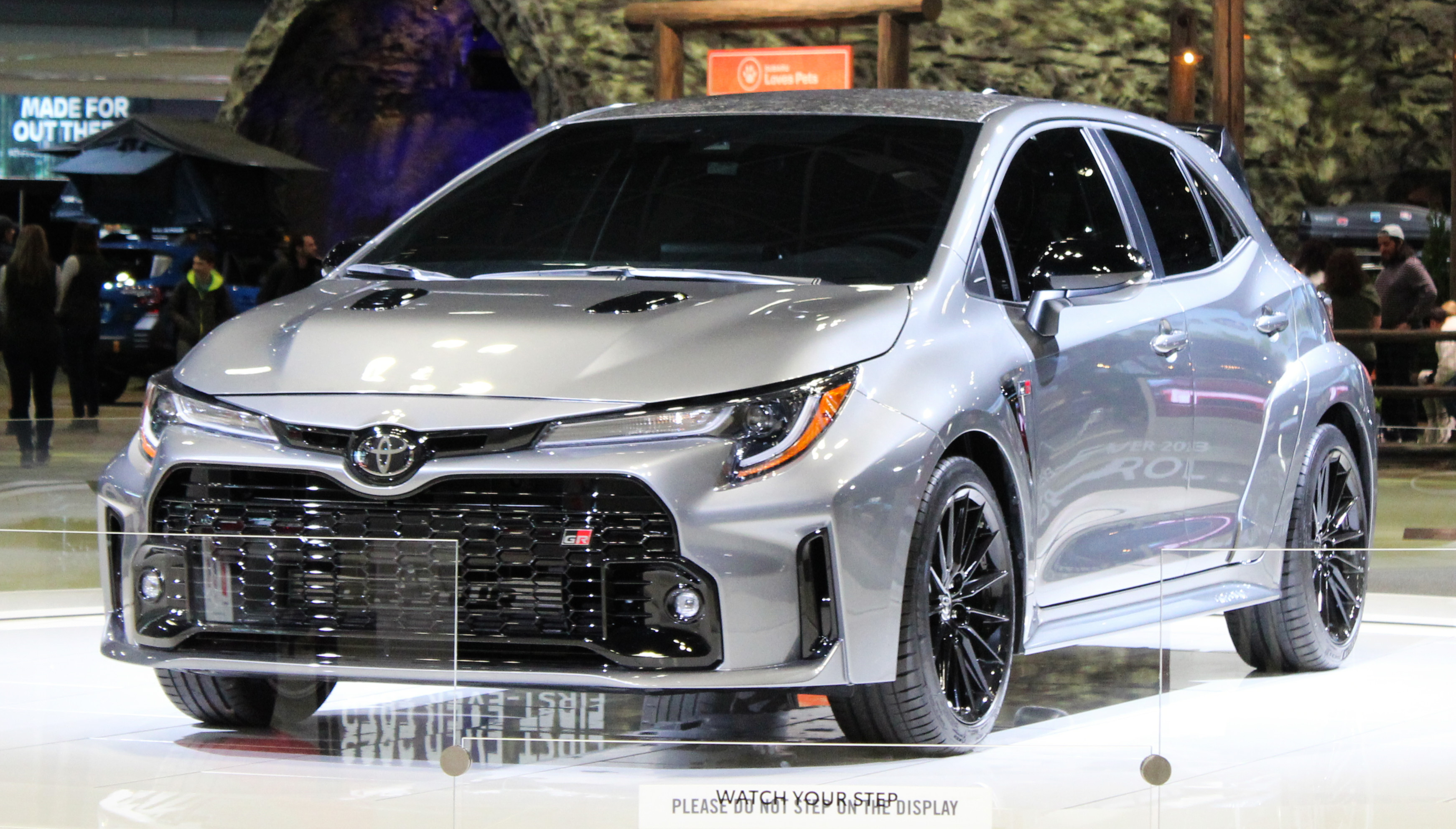
Toyota GR Corolla (seit 2022)
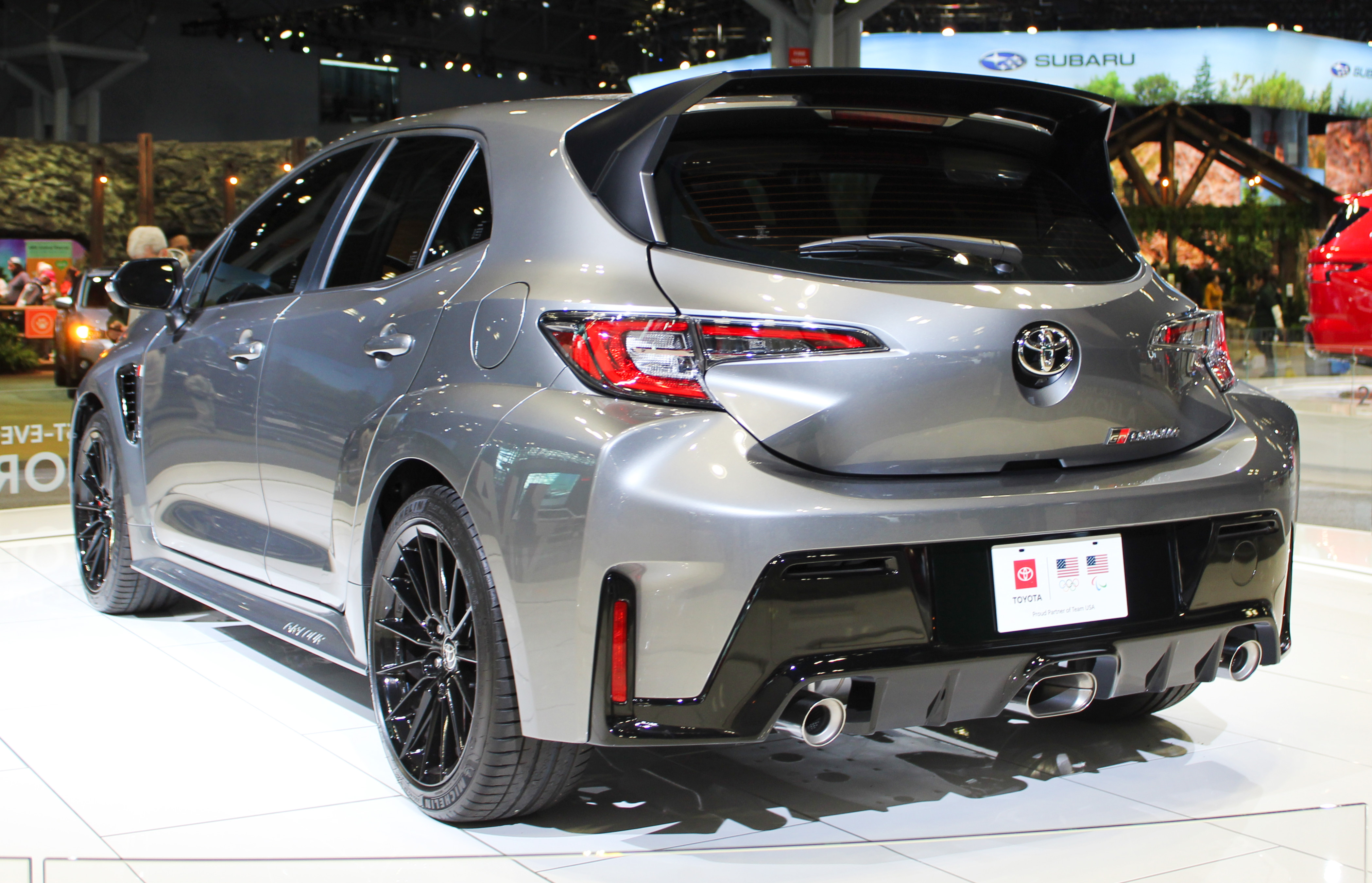
Heckansicht
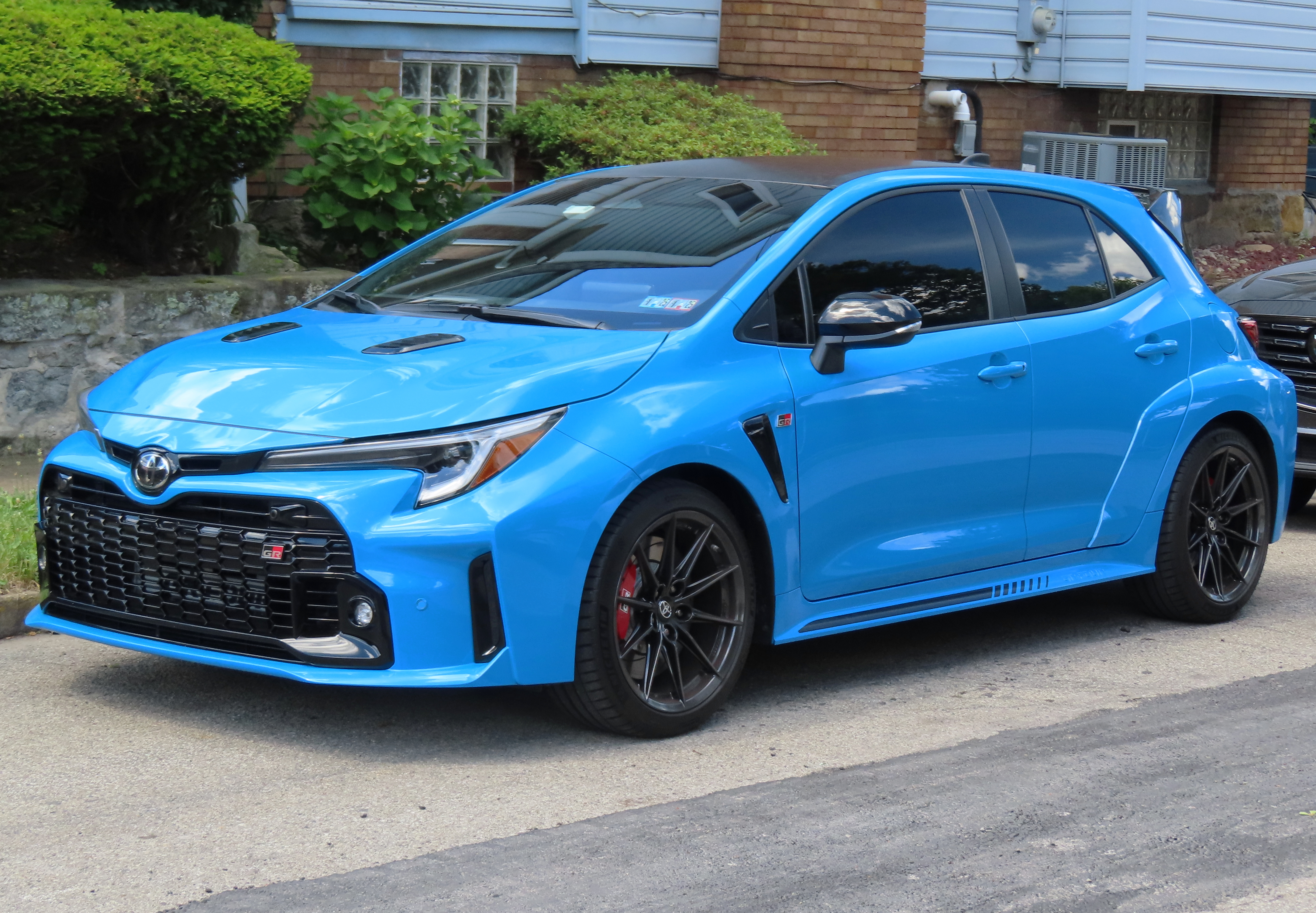
Circuit
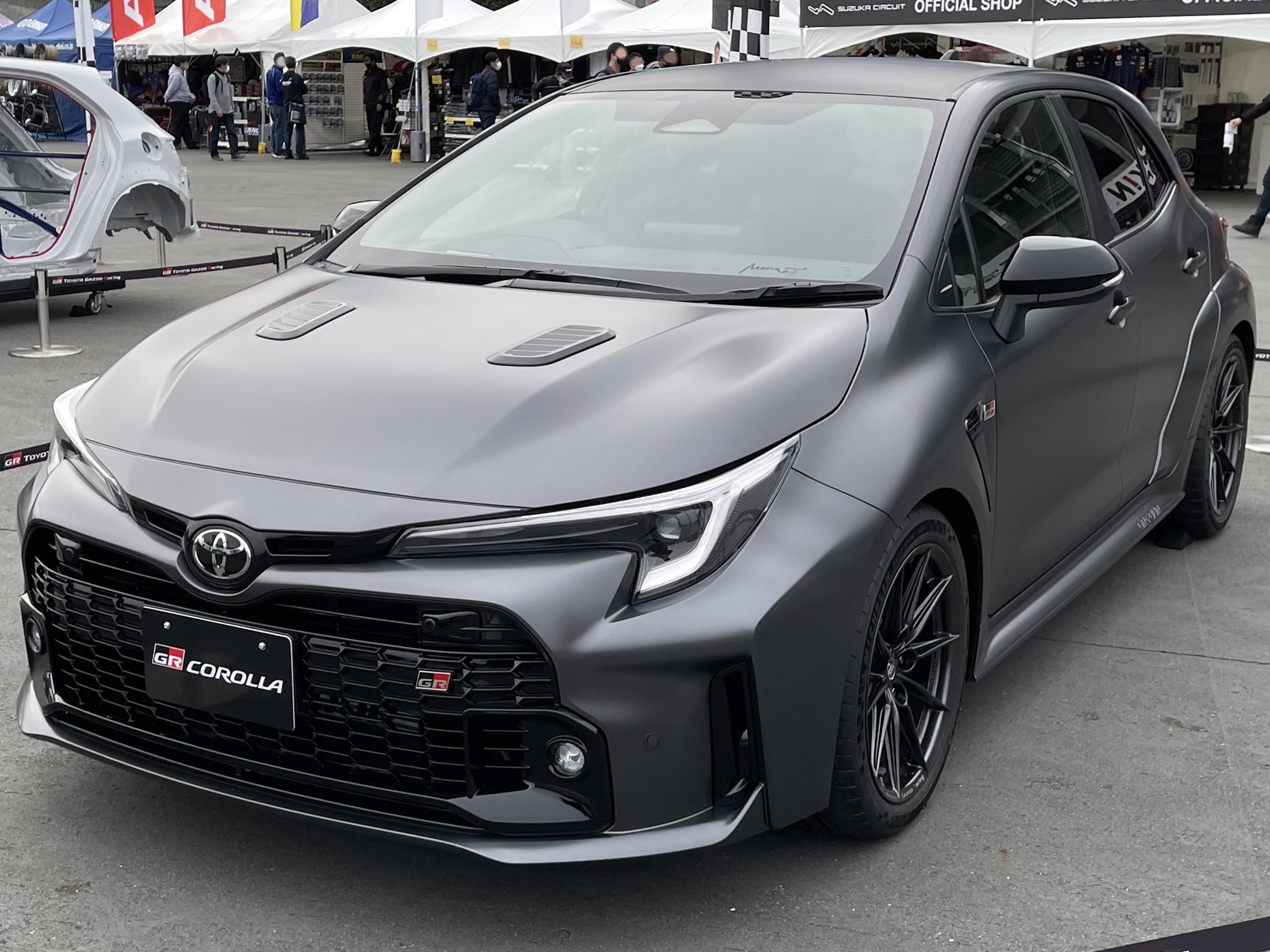
Morizo Edition

### Technische Daten
Das Fahrwerk hat vorn MacPherson-Federbeine und eine neue Mehrlenker-Hinterachse.
Toyota wird im neuen Corolla keine Dieselmotoren mehr anbieten. Stattdessen stehen ein 1,2-Liter-Ottomotor, ein 1,8-Liter-Ottohybridantrieb oder ein Zweiliter-Ottohybridantrieb zur Auswahl, wobei der 1,8-Liter die vierte Generation darstellt und einen unter der Rückbank positionierten Lithium-Ionen-Akkumulator nutzt. Dieses Hybrid-System ist identisch zum Prius, wurde aber anders abgestimmt. Der 2,0-Liter ist eine komplette Neuentwicklung und nutzt einen Nickel-Metallhydrid-Akkumulator mit höherer Spannung als beim Prius, um die Leistung für den größeren Motorgenerator 2 bereitstellen zu können. Der bislang bekannte „Gummibandeffekt“ des stufenlosen Getriebes soll kaum noch feststellbar sein. Außerhalb von Europa sind zudem noch andere Ottomotoren erhältlich.
Auf einigen Märkten Europas sind seit dem Modelljahr 2022 nur noch die Hybridantriebe verfügbar.

#### Ottomotoren
|                                                             | 1.2T                             | 1.2T                             | 1.6 (1)                     | 1.5                         | 1.8 (2)                      | 2.0 (3)                      | GR Corolla (2)               |
| Bauzeitraum                                                 | 01/2019–08/2020                  | 09/2020–10/2021                  | 02/2019–03/2022             | seit 11/2020                | seit 02/2019                 | seit 07/2018                 | seit 09/2022                 |
| Motorkenndaten                                              |                                  |                                  |                             |                             |                              |                              |                              |
| Motortyp                                                    | R4-Ottomotor                     | R4-Ottomotor                     | R4-Ottomotor                | R3-Ottomotor                | R4-Ottomotor                 | R4-Ottomotor                 | R3-Ottomotor                 |
| Gemischaufbereitung                                         | Direkteinspritzung               | Direkteinspritzung               | Direkteinspritzung          | Direkteinspritzung          | Direkteinspritzung           | Saugrohr/Direkteinspritzung  | Direkteinspritzung           |
| Motoraufladung                                              | Turbolader                       | Turbolader                       | —                           | —                           | —                            | —                            | Turbolader                   |
| Hubraum                                                     | 1197 cm³                         | 1197 cm³                         | 1598 cm³                    | 1490 cm³                    | 1798 cm³                     | 1987 cm³                     | 1618 cm³                     |
| Verdichtungsverhältnis                                      | 10,0 : 1                         | 10,0 : 1                         | k. A.                       | 14,0 : 1                    | k. A.                        | 13,0 : 1                     | 10,5 : 1                     |
| max. Leistung                                               | 85 kW (116 PS) bei 5200–5600/min | 85 kW (116 PS) bei 5200–5600/min | 90 kW (122 PS) bei 6050/min | 92 kW (125 PS) bei 6600/min | 104 kW (141 PS) bei 6100/min | 126 kW (171 PS) bei 6600/min | 224 kW (304 PS) bei 6500/min |
| max. Drehmoment                                             | 185 Nm bei 1500–4000/min         | 185 Nm bei 1500–4000/min         | 153 Nm bei 5200/min         | 153 Nm bei 4800–5000/min    | 171 Nm bei 3600/min          | 205 Nm bei 4400/min          | 370 Nm bei 3000–5550/min     |
| Kraftübertragung                                            |                                  |                                  |                             |                             |                              |                              |                              |
| Antrieb, serienmäßig                                        | Vorderradantrieb                 | Vorderradantrieb                 | Vorderradantrieb            | Vorderradantrieb            | Vorderradantrieb             | Vorderradantrieb             | Allradantrieb                |
| Getriebe, serienmäßig                                       | 6-Gang-Schaltgetriebe            | 6-Gang-Schaltgetriebe            | 6-Gang-Schaltgetriebe       | 6-Gang-Schaltgetriebe       | Stufenloses Getriebe         | 6-Gang-Schaltgetriebe        | 6-Gang-Schaltgetriebe        |
| Getriebe, optional                                          | —                                | —                                | [Stufenloses Getriebe]      | [Stufenloses Getriebe]      | —                            | [Stufenloses Getriebe]       | [8-Gang-Automatikgetriebe]   |
| Messwerte                                                   |                                  |                                  |                             |                             |                              |                              |                              |
| Höchstgeschwindigkeit, Schrägheck                           | 200 km/h                         | 200 km/h                         | —                           | —                           | —                            | k. A.                        | 230 km/h [k. A.]             |
| Höchstgeschwindigkeit, Touring Sports                       | 200 km/h                         | 200 km/h                         | —                           | —                           | —                            | —                            | —                            |
| Höchstgeschwindigkeit, Limousine                            | —                                | —                                | 195 km/h [185 km/h]         | 190 km/h [190 km/h]         | k. A.                        | k. A.                        | —                            |
| Beschleunigung, 0–100 km/h, Schrägheck                      | 9,3 s                            | 9,3 s                            | —                           | —                           | —                            | k. A.                        | 6,1 s [k. A.]                |
| Beschleunigung, 0–100 km/h, Touring Sports                  | 9,6 s                            | 9,6 s                            | —                           | —                           | —                            | —                            | —                            |
| Beschleunigung, 0–100 km/h, Limousine                       | —                                | —                                | 11,0 s [10,8 s]             | 12,1 s [12,1 s]             | k. A.                        | 8,6 s                        | —                            |
| Kraftstoffverbrauch auf 100 km (kombiniert), Schrägheck     | 5,6 l Super                      | 5,6 l Super                      | —                           | —                           | —                            | 7,6 l Super [6,5 l Super]    | 9,8 l Super [k. A.]          |
| Kraftstoffverbrauch auf 100 km (kombiniert), Touring Sports | 5,5–5,6 l Super                  | 5,5–5,6 l Super                  | —                           | —                           | —                            | —                            | —                            |
| Kraftstoffverbrauch auf 100 km (kombiniert), Limousine      | —                                | —                                | k. A.                       | 5,5 l Super [5,4 l Super]   | 7,4 l Super                  | 7,4 l Super [6,9 l Super]    | —                            |
| CO2-Emission (kombiniert), Schrägheck                       | 128 g/km                         | 125–128 g/km                     | —                           | —                           | —                            | k. A.                        | k. A. [k. A.]                |
| CO2-Emission (kombiniert), Touring Sports                   | 124–128 g/km                     | 125–128 g/km                     | —                           | —                           | —                            | —                            | —                            |
| CO2-Emission (kombiniert), Limousine                        | —                                | —                                | k. A.                       | 124 g/km [122 g/km]         | k. A.                        | k. A.                        | —                            |
| Abgasnorm nach EU-Klassifikation                            | Euro 6d-TEMP                     | Euro 6d                          | k. A.                       | k. A.                       | k. A.                        | k. A.                        | k. A.                        |

Werte in eckigen Klammern gelten für Modelle mit optionalem Getriebe.

#### Hybridantriebe
|                                                             | 1.8 Hybrid                                    | 1.8 Hybrid                                    | 1.8 Hybrid                                    | 2.0 Hybrid                                    | 2.0 Hybrid                                    | 2.0 Hybrid                                    | 2.0 Hybrid                                    |
| Bauzeitraum                                                 | 01/2019–08/2020                               | 09/2020–01/2023                               | seit 01/2023                                  | seit 02/2025                                  | 01/2019–08/2020                               | 09/2020–01/2023                               | 01/2023–02/2025                               |
| Motorkenndaten                                              |                                               |                                               |                                               |                                               |                                               |                                               |                                               |
| Motortyp                                                    | R4-Ottomotor + Elektromotor                   | R4-Ottomotor + Elektromotor                   | R4-Ottomotor + Elektromotor                   | R4-Ottomotor + Elektromotor                   | R4-Ottomotor + Elektromotor                   | R4-Ottomotor + Elektromotor                   | R4-Ottomotor + Elektromotor                   |
| Gemischaufbereitung                                         | Saugrohreinspritzung                          | Saugrohreinspritzung                          | Saugrohreinspritzung                          | Saugrohr/Direkteinspritzung                   | Saugrohr/Direkteinspritzung                   | Saugrohr/Direkteinspritzung                   | Saugrohr/Direkteinspritzung                   |
| Motoraufladung                                              | —                                             | —                                             | —                                             | —                                             | —                                             | —                                             | —                                             |
| Hubraum                                                     | 1798 cm³                                      | 1798 cm³                                      | 1798 cm³                                      | 1987 cm³                                      | 1987 cm³                                      | 1987 cm³                                      | 1987 cm³                                      |
| Verdichtungsverhältnis                                      | 13,0 : 1                                      | 13,0 : 1                                      | 13,0 : 1                                      | 14,0 : 1                                      | 14,0 : 1                                      | 14,0 : 1                                      | 14,0 : 1                                      |
| max. Leistung Ottomotor                                     | 72 kW (98 PS) bei 5200/min                    | 72 kW (98 PS) bei 5200/min                    | 72 kW (98 PS) bei 5200/min                    | 98 kW (133 PS)                                | 112 kW (152 PS) bei 6000/min                  | 112 kW (152 PS) bei 6000/min                  | 112 kW (152 PS) bei 6000/min                  |
| max. Leistung Elektromotor                                  | 53 kW (72 PS)                                 | 53 kW (72 PS)                                 | 70 kW (95 PS)                                 | 83 kW (113 PS)                                | 80 kW (109 PS)                                | 80 kW (109 PS)                                | 83 kW (113 PS)                                |
| max. Systemleistung                                         | 90 kW (122 PS)                                | 90 kW (122 PS)                                | 103 kW (140 PS)                               | 131 kW (178 PS)                               | 135 kW (184 PS)                               | 135 kW (184 PS)                               | 144 kW (196 PS)                               |
| max. Drehmoment Ottomotor                                   | 142 Nm bei 3600/min                           | 142 Nm bei 3600/min                           | 142 Nm bei 3600–5200/min                      | 190 Nm bei 4400–6000/min                      | 190 Nm bei 4400–5200/min                      | 190 Nm bei 4400–5200/min                      | 190 Nm bei 4400–6000/min                      |
| max. Drehmoment Elektromotor                                | 163 Nm                                        | 163 Nm                                        | 185 Nm                                        | k. A.                                         | 202 Nm                                        | 202 Nm                                        | 206 Nm                                        |
| Kraftübertragung                                            |                                               |                                               |                                               |                                               |                                               |                                               |                                               |
| Antrieb, serienmäßig                                        | Vorderradantrieb                              | Vorderradantrieb                              | Vorderradantrieb                              | Vorderradantrieb                              | Vorderradantrieb                              | Vorderradantrieb                              | Vorderradantrieb                              |
| Getriebe                                                    | Hybrid Synergy Drive (e-CVT)                  | Hybrid Synergy Drive (e-CVT)                  | Hybrid Synergy Drive (e-CVT)                  | Hybrid Synergy Drive (e-CVT)                  | Hybrid Synergy Drive (e-CVT)                  | Hybrid Synergy Drive (e-CVT)                  | Hybrid Synergy Drive (e-CVT)                  |
| Messwerte                                                   |                                               |                                               |                                               |                                               |                                               |                                               |                                               |
| Höchstgeschwindigkeit, Schrägheck                           | 180 km/h                                      | 180 km/h                                      | 180 km/h                                      | 180 km/h                                      | 180 km/h                                      | 180 km/h                                      | 180 km/h                                      |
| Höchstgeschwindigkeit, Touring Sports                       | 180 km/h                                      | 180 km/h                                      | 180 km/h                                      | 180 km/h                                      | 180 km/h                                      | 180 km/h                                      | 180 km/h                                      |
| Höchstgeschwindigkeit, Limousine                            | 180 km/h                                      | 180 km/h                                      | k. A.                                         | k. A.                                         | —                                             | —                                             | k. A.                                         |
| Beschleunigung, 0–100 km/h, Schrägheck                      | 10,9 s                                        | 10,9 s                                        | 9,2 s                                         | 7,5 s                                         | 7,9 s                                         | 7,9 s                                         | 7,5 s                                         |
| Beschleunigung, 0–100 km/h, Touring Sports                  | 11,1 s                                        | 11,1 s                                        | 9,2 s                                         | 7,5 s                                         | 8,1 s                                         | 8,1 s                                         | 7,5 s                                         |
| Beschleunigung, 0–100 km/h, Limousine                       | 11,0 s                                        | 11,0 s                                        | k. A.                                         | k. A.                                         | —                                             | —                                             | k. A.                                         |
| Kraftstoffverbrauch auf 100 km (kombiniert), Schrägheck     | 3,3–3,6 l Super                               | 3,3–3,6 l Super                               | 4,6–5,1 l Super (WLTP)                        | 4,4–4,7 l Super (WLTP)                        | 3,7–3,9 l Super                               | 3,7–3,9 l Super                               | 5,3–5,4 l Super (WLTP)                        |
| Kraftstoffverbrauch auf 100 km (kombiniert), Touring Sports | 3,3–3,6 l Super                               | 3,3–3,6 l Super                               | 4,6–5,1 l Super (WLTP)                        | 4,4–4,7 l Super (WLTP)                        | 3,7–3,9 l Super                               | 3,7–3,9 l Super                               | 5,3–5,4 l Super (WLTP)                        |
| Kraftstoffverbrauch auf 100 km (kombiniert), Limousine      | 3,4–3,6 l Super                               | 3,4–3,6 l Super                               | k. A.                                         | k. A.                                         | —                                             | —                                             | k. A.                                         |
| CO2-Emission (kombiniert), Schrägheck                       | 76–83 g/km                                    | 76–83 g/km                                    | 104–113 g/km (WLTP)                           | 100–105 g/km (WLTP)                           | 85–89 g/km                                    | 85–89 g/km                                    | 112–123 g/km (WLTP)                           |
| CO2-Emission (kombiniert), Touring Sports                   | 76–83 g/km                                    | 76–83 g/km                                    | 104–113 g/km (WLTP)                           | 100–105 g/km (WLTP)                           | 85–89 g/km                                    | 85–89 g/km                                    | 112–123 g/km (WLTP)                           |
| CO2-Emission (kombiniert), Limousine                        | 77–83 g/km                                    | 77–83 g/km                                    | k. A.                                         | k. A.                                         | —                                             | —                                             | k. A.                                         |
| Abgasnorm nach EU-Klassifikation                            | Euro 6d-TEMP                                  | Euro 6d                                       | Euro 6e                                       | Euro 6e                                       | Euro 6d-TEMP                                  | Euro 6d                                       | Euro 6e                                       |
| Antriebsbatterie                                            |                                               |                                               |                                               |                                               |                                               |                                               |                                               |
| Akku-Typ                                                    | Lithium-Ionen (Nickel-Metallhydrid Limousine) | Lithium-Ionen (Nickel-Metallhydrid Limousine) | Lithium-Ionen (Nickel-Metallhydrid Limousine) | Lithium-Ionen (Nickel-Metallhydrid Limousine) | Lithium-Ionen (Nickel-Metallhydrid Limousine) | Lithium-Ionen (Nickel-Metallhydrid Limousine) | Lithium-Ionen (Nickel-Metallhydrid Limousine) |
| Akkukapazität                                               | Brutto 1,3 kWh/ Netto 1,0 kWh                 | Brutto 1,3 kWh/ Netto 1,0 kWh                 | Brutto 1,3 kWh/ Netto 1,0 kWh                 | Brutto 1,3 kWh/ Netto 1,0 kWh                 | Brutto 1,3 kWh/ Netto 1,0 kWh                 | Brutto 1,3 kWh/ Netto 1,0 kWh                 | Brutto 1,3 kWh/ Netto 1,0 kWh                 |

### Karosserie
Laut Toyota ist die Karosserie 50 Prozent steifer als bisher und bietet einen verbesserten Fußgängerschutz. Ihr Design wird von Toyota Under Priority Catamaran genannt. Bei der Zweiliter-Hybrid Version werden Doppelglasscheiben vorn und eine zusätzliche Motordämmung verwendet.
Im Rahmen des „Toyota Safety Sense“-Sicherheitspaketes gehören mehrere Fahrerassistenzsysteme zur Serienausstattung, darunter Verkehrszeichenerkennung und Tempomat. Die Fahrprogramme des Corolla lassen sich individuell einstellen. Auf Wunsch ist ein 10 Zoll-Head-up-Display erhältlich.

#### Karosserieversionen
|                       | Schrägheck                  | Schrägheck GR               | Touring Sports              | Limousine                   |
| Länge × Breite × Höhe | 4370 mm × 1790 mm × 1435 mm | 4407 mm × 1852 mm × 1478 mm | 4653 mm × 1790 mm × 1435 mm | 4630 mm × 1780 mm × 1435 mm |
| Radstand              | 2640 mm                     | 2640 mm                     | 2700 mm                     | 2700 mm                     |
| Leergewicht           | 1380–1510 kg                | 1474 kg                     | 1430–1560 kg                | 1305 kg                     |
| Tankinhalt            | 43–50 l                     | k. A.                       | 43–50 l                     | 43 l                        |

### Corolla Cross

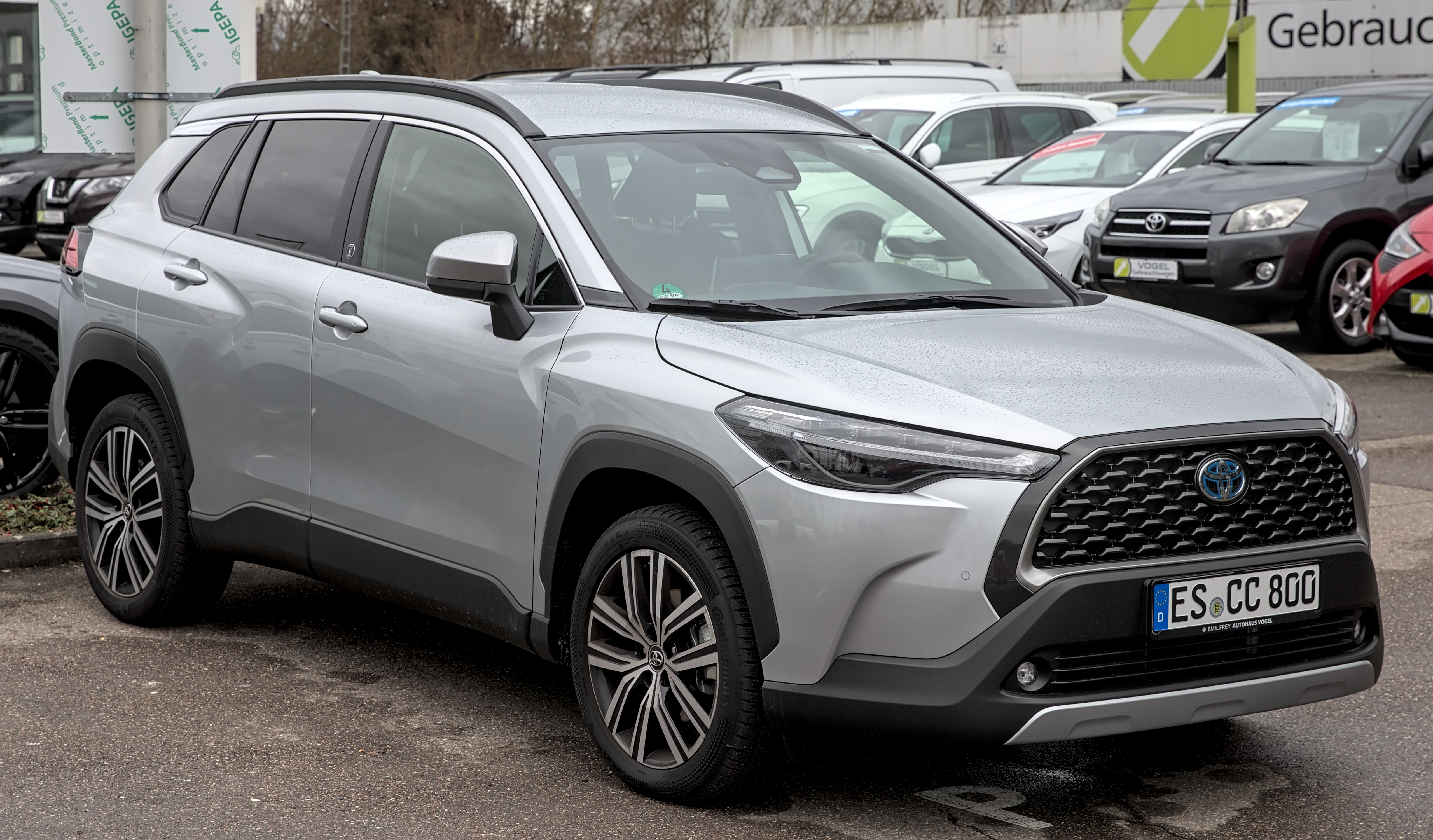
Toyota Corolla Cross (seit 2020)

Am 9. Juli 2020 präsentierte Toyota in Thailand das auf dem Corolla E210 basierende 4,46 Meter lange SUV Corolla Cross. Es ist zwischen dem Toyota C-HR und dem Toyota RAV4 positioniert. Seit 2022 wird das SUV auch in Europa angeboten.

### Toyota Corolla im Motorsport
Toyota hat 2021 versuchsweise einen Corolla der Generation E210 mit Wasserstoff-Verbrennungsmotor ausgestattet und diesen beim 24h-Rennen in Fuji (21. bis 23. Mai) eingesetzt. Als Motor wurde der bekannte Typ GE16-GTS eingesetzt, der entsprechend auf den Einsatz von Wasserstoff umgerüstet wurde.

## Zulassungszahlen in Deutschland
Zwischen 2013 und 2024 sind in Deutschland insgesamt 87.956 Corolla der Typen E180 und E210 neu zugelassen worden. Das Kraftfahrt-Bundesamt zählt den Corolla Cross auch zu diesen Zahlen dazu.
| 36 \| \| |
|          |

|  |

| 36 \| \| |
|          |

|  |

| 749 \| \| |
|           |

|  |

| 51 \| \| |
|          |

|  |

| 749 \| \| |
|           |

|  |

| 51 \| \| |
|          |

|  |

| 537 \| \| |
|           |

|  |

| 29 \| \| |
|          |

|  |

| 537 \| \| |
|           |

|  |

| 29 \| \| |
|          |

|  |

| 354 \| \| |
|           |

|  |

| 4 \| \| |
|         |

|  |

| 354 \| \| |
|           |

|  |

| 4 \| \| |
|         |

|  |

| 294 \| \| |
|           |

|  |

| 294 \| \| |
|           |

|  |

| 89 \| \| |
|          |

|  |

| 89 \| \| |
|          |

|  |

| 2.155 \| \| |
|             |

|  |

| 13.016 \| \| |
|              |

|  |

| 2.155 \| \| |
|             |

|  |

| 13.016 \| \| |
|              |

|  |

| 1.865 \| \| |
|             |

|  |

| 12.979 \| \| |
|              |

|  |

| 1.865 \| \| |
|             |

|  |

| 12.979 \| \| |
|              |

|  |

| 1.348 \| \| |
|             |

|  |

| 13.665 \| \| |
|              |

|  |

| 1.348 \| \| |
|             |

|  |

| 13.665 \| \| |
|              |

|  |

| 405 \| \| |
|           |

|  |

| 10.306 \| \| |
|              |

|  |

| 405 \| \| |
|           |

|  |

| 10.306 \| \| |
|              |

|  |

| 43 \| \| |
|          |

|  |

| 12.902 \| \| |
|              |

|  |

| 43 \| \| |
|          |

|  |

| 12.902 \| \| |
|              |

|  |

| 7 \| \| |
|         |

|  |

| 17.122 \| \| |
|              |

|  |

| 7 \| \| |
|         |

|  |

| 17.122 \| \| |
|              |

|  |

| 36 \| \| |
|          |

|  |

| 36 \| \| |
|          |

|  |

| 749 \| \| |
|           |

|  |

| 51 \| \| |
|          |

|  |

| 749 \| \| |
|           |

|  |

| 51 \| \| |
|          |

|  |

| 537 \| \| |
|           |

|  |

| 29 \| \| |
|          |

|  |

| 537 \| \| |
|           |

|  |

| 29 \| \| |
|          |

|  |

| 354 \| \| |
|           |

|  |

| 4 \| \| |
|         |

|  |

| 354 \| \| |
|           |

|  |

| 4 \| \| |
|         |

|  |

| 294 \| \| |
|           |

|  |

| 294 \| \| |
|           |

|  |

| 89 \| \| |
|          |

|  |

| 89 \| \| |
|          |

|  |

| 2.155 \| \| |
|             |

|  |

| 13.016 \| \| |
|              |

|  |

| 2.155 \| \| |
|             |

|  |

| 13.016 \| \| |
|              |

|  |

| 1.865 \| \| |
|             |

|  |

| 12.979 \| \| |
|              |

|  |

| 1.865 \| \| |
|             |

|  |

| 12.979 \| \| |
|              |

|  |

| 1.348 \| \| |
|             |

|  |

| 13.665 \| \| |
|              |

|  |

| 1.348 \| \| |
|             |

|  |

| 13.665 \| \| |
|              |

|  |

| 405 \| \| |
|           |

|  |

| 10.306 \| \| |
|              |

|  |

| 405 \| \| |
|           |

|  |

| 10.306 \| \| |
|              |

|  |

| 43 \| \| |
|          |

|  |

| 12.902 \| \| |
|              |

|  |

| 43 \| \| |
|          |

|  |

| 12.902 \| \| |
|              |

|  |

| 7 \| \| |
|         |

|  |

| 17.122 \| \| |
|              |

|  |

| 7 \| \| |
|         |

|  |

| 17.122 \| \| |
|              |

|  |

| 36 \| \| |
|          |

|  |

| 36 \| \| |
|          |

|  |

| 749 \| \| |
|           |

|  |

| 51 \| \| |
|          |

|  |

| 749 \| \| |
|           |

|  |

| 51 \| \| |
|          |

|  |

| 537 \| \| |
|           |

|  |

| 29 \| \| |
|          |

|  |

| 537 \| \| |
|           |

|  |

| 29 \| \| |
|          |

|  |

| 354 \| \| |
|           |

|  |

| 4 \| \| |
|         |

|  |

| 354 \| \| |
|           |

|  |

| 4 \| \| |
|         |

|  |

| 294 \| \| |
|           |

|  |

| 294 \| \| |
|           |

|  |

| 89 \| \| |
|          |

|  |

| 89 \| \| |
|          |

|  |

| 2.155 \| \| |
|             |

|  |

| 13.016 \| \| |
|              |

|  |

| 2.155 \| \| |
|             |

|  |

| 13.016 \| \| |
|              |

|  |

| 1.865 \| \| |
|             |

|  |

| 12.979 \| \| |
|              |

|  |

| 1.865 \| \| |
|             |

|  |

| 12.979 \| \| |
|              |

|  |

| 1.348 \| \| |
|             |

|  |

| 13.665 \| \| |
|              |

|  |

| 1.348 \| \| |
|             |

|  |

| 13.665 \| \| |
|              |

|  |

| 405 \| \| |
|           |

|  |

| 10.306 \| \| |
|              |

|  |

| 405 \| \| |
|           |

|  |

| 10.306 \| \| |
|              |

|  |

| 43 \| \| |
|          |

|  |

| 12.902 \| \| |
|              |

|  |

| 43 \| \| |
|          |

|  |

| 12.902 \| \| |
|              |

|  |

| 7 \| \| |
|         |

|  |

| 17.122 \| \| |
|              |

|  |

| 7 \| \| |
|         |

|  |

| 17.122 \| \| |
|              |

|  |

| 36 \| \| |
|          |

|  |

| 36 \| \| |
|          |

|  |

| 749 \| \| |
|           |

|  |

| 51 \| \| |
|          |

|  |

| 749 \| \| |
|           |

|  |

| 51 \| \| |
|          |

|  |

| 537 \| \| |
|           |

|  |

| 29 \| \| |
|          |

|  |

| 537 \| \| |
|           |

|  |

| 29 \| \| |
|          |

|  |

| 354 \| \| |
|           |

|  |

| 4 \| \| |
|         |

|  |

| 354 \| \| |
|           |

|  |

| 4 \| \| |
|         |

|  |

| 294 \| \| |
|           |

|  |

| 294 \| \| |
|           |

|  |

| 89 \| \| |
|          |

|  |

| 89 \| \| |
|          |

|  |

| 2.155 \| \| |
|             |

|  |

| 13.016 \| \| |
|              |

|  |

| 2.155 \| \| |
|             |

|  |

| 13.016 \| \| |
|              |

|  |

| 1.865 \| \| |
|             |

|  |

| 12.979 \| \| |
|              |

|  |

| 1.865 \| \| |
|             |

|  |

| 12.979 \| \| |
|              |

|  |

| 1.348 \| \| |
|             |

|  |

| 13.665 \| \| |
|              |

|  |

| 1.348 \| \| |
|             |

|  |

| 13.665 \| \| |
|              |

|  |

| 405 \| \| |
|           |

|  |

| 10.306 \| \| |
|              |

|  |

| 405 \| \| |
|           |

|  |

| 10.306 \| \| |
|              |

|  |

| 43 \| \| |
|          |

|  |

| 12.902 \| \| |
|              |

|  |

| 43 \| \| |
|          |

|  |

| 12.902 \| \| |
|              |

|  |

| 7 \| \| |
|         |

|  |

| 17.122 \| \| |
|              |

|  |

| 7 \| \| |
|         |

|  |

| 17.122 \| \| |
|              |

|  |

|  | Benziner (7.882) |

|  | Benziner (7.882) |

|  | Diesel (84) |

|  | Diesel (84) |

|  | Benzin-Hybrid (79.990) |

|  | Benzin-Hybrid (79.990) |